# ゲームセンターCXの放送内容
ゲームセンターCXの放送内容（ゲームセンターシーエックスのほうそうないよう）では、フジテレビワンツーネクスト（フジテレビONE/フジテレビTWO/フジテレビNEXT）・フジテレビ（地上波）・BSスカパー!（BSデジタル放送）・インターネット（YouTube/ニコニコ動画）で放送された、よゐこの有野晋哉がメインパーソナリティーを務めるゲームバラエティ番組『ゲームセンターCX』の放送内容やコーナー・企画について記述する。放送タイトル名は、フジテレビ、フジテレビONE、及び公式サイトに準じる（外部リンクを参照）。

## 第1シーズン（2003年11月4日 - 2004年5月30日）
7勝6敗
- 第1回 - #1 タイトー（2003年11月4日）
  - クリエイターインタビュー…西角友宏・齋藤晃
  - 有野の挑戦…『たけしの挑戦状』 ○（挑戦時間5時間）
  - 名言ビートたけし「こんなゲームにまじになっちゃってどうすんの」
  - ゲーム特集…タイトー
- 第2回 - #2 コーエー（2003年11月18日）
  - クリエイターインタビュー…シブサワ・コウ（襟川陽一）・友池隆純
  - 有野の挑戦…『アンジェリーク トロワ』 ×（有野の挑戦の方では挑戦時間3時間となっているが、実際の挑戦時間は13時間となっている）
  - 名言 セイラン「顔を洗って出直しておいで」
  - ゲーム特集…コーエー
- 第3回 - #3 カプコン（2003年12月2日）
  - クリエイターインタビュー…稲船敬二･小林裕幸･稲葉敦志

2008年再放送では稲葉敦志へのインタビューは割愛されている（既に退社しているため）。
  - 有野の挑戦…『鉄騎』 ×（挑戦時間4時間）
  - ゲーム特集…カプコン
- 第4回 - #4 サクラ大戦（2003年12月16日）
  - クリエイターインタビュー…広井王子
  - 有野の挑戦…『ROOMMANIA#203』 ○（挑戦時間4時間）
  - ゲーム特集…セガ
- 第5回 - #5 桃太郎電鉄（2004年1月13日）
  - クリエイターインタビュー…さくまあきら
  - 有野の挑戦…『スターフォース』 ○（挑戦時間3時間40分）

名言高橋名人「ゲームは1日1時間」
- - ゲーム特集…ハドソン
- 第6回 - #6 ダービースタリオン（2004年1月27日）
  - クリエイターインタビュー…薗部博之
  - 有野の挑戦…『アストロロボSASA』 ×（挑戦時間3時間）
  - 名言 東島AD ｢宇宙の次はブラックホールです｣
  - ゲーム特集…エンターブレイン
- 第7回 - #7 ナムコ（2004年2月10日）
  - クリエイターインタビュー…遠藤雅伸・岩谷徹
  - 有野の挑戦…『ギャラガ』 ○（挑戦時間2時間）
  - ゲーム特集…ナムコ
- 第8回 - #8 チュンソフト（2004年2月24日）
  - クリエイターインタビュー…中村光一・冨江慎一郎
  - 有野の挑戦…『ドアドア』 ○（挑戦時間2時間）
  - ゲーム特集…チュンソフト
- 第9回 - #9 コナミ（2004年3月10日。2008年再放送では権利関係の事情により欠番）
  - クリエイターインタビュー…高塚新吾・山岡晃
  - 有野の挑戦…『イー・アル・カンフー』 ×・『グラディウス』 ×・『ハイパーオリンピック』 △（挑戦時間それぞれ3時間 計9時間）
  - ゲーム特集…コナミ
- 第10回 - #10 任天堂（2004年3月31日）
  - クリエイターインタビュー…坂本賀勇
  - 有野の挑戦…『スーパーマリオブラザーズ』・『スーパーマリオブラザーズ2』 ×（挑戦時間13時間）
  - ゲーム特集…任天堂
- スペシャル - #SP ポケモン（2004年5月30日）
  - クリエイターインタビュー…田尻智
  - 有野の挑戦…『スーパーマリオブラザーズ2』（リベンジ企画） ○（挑戦時間4時間。#10のと合わせると、計17時間）

名言秋田光一「花火は0」
- - 温泉ゲーム紀行〜箱根を訪ねて〜 - 強羅・静峰閣照本（2014年11月24日閉館）/箱根湯本・金湯苑/箱根湯本・ホテルおかだ/仙石原・仙郷楼/仙石原・みたけ/宮の下・晴遊閣大和屋ホテル（2013年8月31日閉館）

## 第2シーズン（2004年10月20日 - 2005年3月16日）
6勝3敗
- 第1回 - #1 「アトランチスの謎」を解け（2004年10月20日）
  - 有野の挑戦…『アトランチスの謎』 ○（挑戦時間8時間30分）
  - AD東島の言葉「そもそも挑戦は一人でするもの」
  - この人に会いたい…岡本吉起
  - ゲーム特集…ディスクシステム
  - たまに行くならこんなゲームセンター…大井町・阪急デイリーショッパーズ屋上 前編（2008年3月31日をもって閉館）
- 第2回 - #2 「チャレンジャー」にチャレンジャー（2004年11月3日）
  - 有野の挑戦…『チャレンジャー』 ○（挑戦時間5時間30分）
  - この人に会いたい…KUBOKEN（全ファミコンソフトを所有しているコレクター）
  - ゲーム特集…ジャレコ
  - たまに行くならこんなゲームセンター…大井町・阪急デイリーショッパーズ屋上 後編（2008年3月31日をもって閉館）/秋葉原・トライ アミューズメントタワー（2008年秋葉原MTビル移転後、2017年運営会社変更によりエターナルアミューズメントタワーに名称変更。2020年3月運営会社がコロナ禍の煽りを受け倒産し営業自粛から復帰することなく閉店） 前編
- 第3回 - #3 「魔界村」に入村（2004年11月17日）
  - 有野の挑戦…『魔界村』 ×（挑戦時間 2日合わせて 計16時間）（ジョイカード初使用）

有野課長代理のお言葉「ゲーム好きにも限界はある」
- - この人に会いたい…鈴木裕
  - ゲーム特集…セガ SGシリーズ（SG-1000・SG-1000II）・マークIII
  - たまに行くならこんなゲームセンター…秋葉原・トライ アミューズメントタワー 後編
- 第4回 - #4 「コナミワイワイワールド」だヨ!全員集合（2004年12月1日 再放送では欠番）
  - 有野の挑戦…『コナミワイワイワールド』 ○（挑戦時間12時間）（ジョイカード使用）
  - この人に会いたい…小島秀夫
  - ゲーム特集…テクモ
- 第5回 - #5 「メトロイド」オモロイド（2004年12月15日）
  - 有野の挑戦…『メトロイド』 ○（挑戦時間15時間）
  - この人に会いたい…さくまあきら・土居孝幸・横山智佐
  - ゲーム特集…タレントゲーム
  - たまに行くならこんなゲームセンター…酒々井・千葉鑑定団
- 第6回 - #6 「ソロモンの鍵」やるモン（2005年1月19日）
  - 有野の挑戦…『ソロモンの鍵』 ○（挑戦時間 2日合わせて計13時間）
  - この人に会いたい…すがやみつる
  - ゲーム特集…ケムコ（コトブキシステム）
  - たまに行くならこんなゲームセンター…松戸・ゲームイン メクマン（2011年3月11日発生の東日本大震災により被災。建物崩落の危険が高かったため営業再開不可能となりそのまま閉館。建物は同年5月中に解体され、現在はマンションが建っている。その後、同年7月23日にみのり台駅近くに再度開店したが2014年6月30日に閉店。こちらは現在は空き店舗となっている）
- 第7回 - #7 「プリンス オブ ペルシャ」の王子様（2005年2月2日）
  - 有野の挑戦…『プリンス オブ ペルシャ』（前編）
  - この人に会いたい…五十嵐孝司
  - ゲーム特集…アイレム
- 第8回 - #8 「プリンス オブ ペルシャ」をコンティニュー（2005年2月16日）
  - 有野の挑戦…『プリンス オブ ペルシャ』（後編） ○（挑戦時間 3日合わせて計23時間）
  - ゲーム特集…サンソフト
  - たまに行くならこんなゲームセンター…富津・マザー牧場/秋葉原・ジー・フロント
- 第9回 - #9 「ロックマン2」にロックオン（2005年3月2日）
  - 有野の挑戦…『ロックマン2 〜Dr.ワイリーの謎〜』 ×（挑戦時間13時間）
  - この人に会いたい…蛭子悦延
  - ゲーム特集…スクウェア・エニックス
  - たまに行くならこんなゲームセンター…木更津・木更津国際アーケードゲーム市場 K-GAME（閉店）
- 第10回 - #10 「スーパーマリオブラザーズ3」合宿（2005年3月16日）
  - 有野の挑戦…『スーパーマリオブラザーズ3』 ×（挑戦時間18時間）
  - この人に会いたい…未公開シーン集
  - ゲーム特集…マリオ
  - たまに行くならこんなゲームセンター…伊東・サンハトヤゲームコーナー

## 第3シーズン（2005年4月13日 - 8月31日）
全勝
- 第11回 - #11 「カトちゃんケンちゃん」ごきげんTVゲーム（2005年4月13日）
  - 有野の挑戦…『カトちゃんケンちゃん』 ○（挑戦時間 2日合わせて計19時間）
  - ゲーム特集…1985年1 - 4月（ファミコン編初回）
  - たまに行くならこんなゲームセンター…千代田区神保町・ミッキー（2013年3月閉店）
- 第12回 - #12 「突撃!風雲たけし城」討ち入り（2005年4月27日）
  - 有野の挑戦…『突撃!風雲たけし城』 ○（挑戦時間5時間）
  - ゲーム特集…1985年4 - 7月
  - たまに行くならこんなゲームセンター…神奈川県小田原・小田原懐かし横丁（2011年8月28日閉店）
- 第13回 - #13 ホントの「ときめきメモリアル」（2005年5月11日）
  - 有野の挑戦…『ときめきメモリアル』 ○（有野結婚記念特別企画） （挑戦時間7時間）
  - ゲーム特集…1985年7 - 9月

※2009年24時間生放送で部分使用の際に権利関係の都合でゲーム画面が使えずイラストに差し替えられた｡
  - 2011年12月2日にフジテレビで放送された｡
- 第14回 - #14 「ファミコンジャンプ」放送局（2005年5月25日）
  - 有野の挑戦…『ファミコンジャンプ 英雄列伝』 ○（挑戦時間 3日合わせて 計18時間）
  - ゲーム特集…1985年9 - 11月
  - たまに行くならこんなゲームセンター…千代田区有楽町・リノ（2007年4月末で閉店）
- 第15回 - #15 「夢工場ドキドキパニック」inお台場（2005年6月8日）
  - 有野の挑戦…『夢工場ドキドキパニック』 ○（挑戦時間14時間30分）
  - ゲーム特集…1985年11・12月
- 第16回 - #16 「火の鳥」で火の車（2005年6月22日。再放送では欠番）
  - 有野の挑戦…『火の鳥 鳳凰編 我王の冒険』 ○（挑戦時間6時間）
  - ゲーム特集…1986年1 - 3月
  - たまに行くならこんなゲームセンター…神奈川県相模原市相模湖・にぎわいの広場（富士スポーツランド/勝瀬観光）
- 第17回 - #17 「スーパーマリオワールド」やるど〜（2005年7月6日）
  - 有野の挑戦…『スーパーマリオワールド』（前編）
  - ゲーム特集…1986年3・4月
  - たまに行くならこんなゲームセンター…千代田区秋葉原・スーパーポテト レトロ館
- 第18回 - #18 「スーパーマリオワールド」まだやるど〜（2005年7月23日）
  - 通常は水曜が初回なのだかこの回だけは何故か土曜が初回という変則で、その理由は番組を見ると判明するのだが、有野が最後のクッパ戦を残すのみとなっていたにもかかわらず攻略に手間取りまさかの3日目に突入したために通常編成では間に合わずに初回をずらす事になったようである。
  - 有野の挑戦…『スーパーマリオワールド』（後編） ○（挑戦時間 3日合わせて計30時間）
  - ゲーム特集…1986年4 - 7月
- 第19回 - #19 「迷宮組曲」で迷子!?（2005年8月3日）
  - 有野の挑戦…『迷宮組曲』 ○（挑戦時間15時間）（ジョイカード使用）
  - ゲーム特集…1986年8 - 10月
  - たまに行くならこんなゲームセンター…東京都西東京市東伏見・妙法湯のんびり温泉（2013年9月30日廃業。建物は全て取り壊され、現在は更地）
- 第20回 - #20 「ゼルダの伝説」伝説（2005年8月31日）
  - 有野の挑戦…『ゼルダの伝説 神々のトライフォース』 ○（挑戦時間 2日合わせて計27時間）
  - ゲーム特集…1986年10 - 12月
  - 放送当時は最終回として放送され、同時に最終回ということで功績から課長へ昇進した。しかし実際は下記の通りに2ヶ月も経たずに復活。

## 第4シーズン（2005年10月19日 - 2006年3月8日）
5勝4敗
- 第21回 - #21 帰ってきたョ「ウルトラマン」（2005年10月19日）
  - 有野の挑戦…『ウルトラマン』 ×（挑戦時間13時間）
  - ゲーム特集…1987年1月
  - ウラワザ ジェットストリーム…『マリオブラザーズ』
  - たまに行くならこんなゲームショウ…千葉県千葉市・幕張メッセ、東京ゲームショウ2005
- 第22回 - #22 最後の闘い!?「ファイナルファイト」（2005年11月2日）
  - 有野の挑戦…『ファイナルファイト』 ×（挑戦時間12時間30分）
  - ゲーム特集…1987年1・2月
  - ウラワザ ジェットストリーム…『ゼビウス』
  - たまに行くならこんなゲームセンター…台東区浅草・浅草花やしき
- 第23回 - #23 激ムズ!?「高橋名人の冒険島」上陸（2005年11月16日）
  - 有野の挑戦…『高橋名人の冒険島』 ×（挑戦時間14時間）
  - ゲーム特集…1987年2・3月
  - ウラワザ ジェットストリーム…『アイスクライマー』
  - たまに行くならこんなゲームセンター…大田区西蒲田・amusement VIKING（2007年閉店）
- 第24回 - #24 有野神様〜!「アクトレイザー」（2005年11月30日）
  - 有野の挑戦…『アクトレイザー』 ×（挑戦時間13時間） （4連敗したため、課長→課長代理→主任に降格した）
  - ゲーム特集…1987年3・4月
  - ウラワザ ジェットストリーム…『ドラゴンクエストII 悪霊の神々』
- 第25回 - #25 課長の希望…「殿様の野望」（2005年12月14日）
  - 有野の挑戦…『クイズ殿様の野望』 ○（挑戦時間9時間）
  - ゲーム特集…1987年4・5月
  - ウラワザ ジェットストリーム…『バンゲリング ベイ』
  - たまに行くならこんなゲームセンター…神奈川県藤沢市藤沢・スーパーゲッツ藤沢店 ※関口奏11歳、羽太清剛15歳と対戦プレイ（2007年閉店。現在は新堀ギター音楽院ライブ館に改装されている）
- 第26回 - #26 感動巨編!?「ドラえもん」（2006年1月11日。再放送では欠番）
  - 有野の挑戦…『ドラえもん』 ○（挑戦時間10時間）（ジョイカード使用）
  - ゲーム特集…1987年5・6月
  - ウラワザ ジェットストリーム…『スーパーマリオブラザーズ』
  - 秋葉原・DVD-BOX1（2005年12月23日）発売記念イベントの様子（有野、東島、笹野、浦川 ファンの私物にハンコ押し）
  - たまに行くならこんなゲームセンター…千代田区秋葉原・メッセサンオー カオス館（2011年以降は合併により、トレーダーとして店名を変えて営業中）
- 第27回 - #27 因縁対決!「スーパーマリオ64」（2006年1月25日）
  - 有野の挑戦…『スーパーマリオ64』（前編）
  - ゲーム特集…1987年6月
  - ウラワザ ジェットストリーム…『北海道連鎖殺人 オホーツクに消ゆ』
  - たまに行くならこんなゲームセンター…千代田区秋葉原・DSタイム（2013年現在、閉店）
- 第28回 - #28 完全決着!「スーパーマリオ64」（2006年2月8日）
  - 有野の挑戦…『スーパーマリオ64』 ○（後編）（挑戦時間 2日合わせて計25時間）
  - ゲーム特集…1987年7月
  - たまに行くならこんなゲームセンター…神奈川県藤沢市江ノ島・江ノ電「江の島ガーデンパーラー」（ゲームコーナーは2011年10月に閉店）
- 第29回 - #29 助太刀あり!「忍者龍剣伝」（2006年2月22日）
  - 有野の挑戦…『忍者龍剣伝』 ○（挑戦時間 2日合わせて計19時間）
  - ゲーム特集…1987年7月
  - たまに行くならこんなゲームセンター…渋谷区恵比寿南・Game in あそびば20（2017年頃閉店）
- 第30回 - #30 「光神話 パルテナの鏡」アイル・ビー・バック（2006年3月8日）
  - 有野の挑戦…『光神話 パルテナの鏡』 ○（挑戦時間 2日合わせて計19時間30分）
  - ゲーム特集…1987年8月
  - たまに行くならこんなゲームセンター…千葉県酒々井町・千葉鑑定団  酒々井店（2回目）

## ゲームセンターCX レジェンド（2006年4月12日 - 5月24日）
有野に子供が生まれ第4シーズン終了後から半年の育児休暇をプロデューサーに交渉したが、「6月に戻ってきてください」といわれ有野もこれに同意した。もらったゲームは『ドラゴンボールZ超武闘伝』『海腹川背』など。
2006年6月からスタートした第5シーズンへの繋ぎ番組としてスタート。基本的に過去の再放送だが、「最北端ゲーム紀行」は新たにロケ収録したもの。
- 第1回 - #1「コナミワイワイワールド」（2006年4月12日）
  - 有野の挑戦…『コナミワイワイワールド』
  - クリエイターインタビュー…小島秀夫
  - 最北端ゲーム紀行1…千歳〜門別〜富良野編（日高・門別温泉 とねっこの湯/富良野・黒板五郎の丸太小屋）
  - 最北端ゲーム紀行2…芦別編（芦別・北の京芦別）…2012年8月1日よりライフステージホテル天都に改称した後、2013年8月31日をもって廃業。現在は宗教団体の所有物となっている。
- 第2回 - #2「鉄騎」「ドアドア」（2006年4月26日）
  - 有野の挑戦…『鉄騎』・『ドアドア』
  - クリエイターインタビュー…シブサワ・コウ（襟川陽一）・中村光一
  - 最北端ゲーム紀行3…旭川編（旭川・スガイアミューズメントファクトリープルプル）…建物の老朽化のため、2008年で廃業し建物撤去。現在は駐車場。
  - 最北端ゲーム紀行4…士別編（士別・士別スターボウル）…2008年内にゲームコーナー撤去。その後2010年3月31日を以て閉店。現在は第一興商系列のアミューズメントスペース遊ランド士別店になっている。
- 第3回 - #3「メトロイド」（2006年5月10日）
  - 有野の挑戦…『メトロイド』
  - クリエイターインタビュー…坂本賀勇・田尻智
  - 最北端ゲーム紀行5…名寄〜音威子府編（名寄・なよろ温泉 サンピラー/音威子府・住民保養センター 天塩川温泉）
  - 最北端ゲーム紀行6…中川町編（中川・道の駅 なかがわ）
  - 最北端ゲーム紀行7…稚内編（稚内・水口電器 DVD-BOXサイン会 全国から65人集結）…2010年閉店。現在は空店舗になっている。[要出典]
- 第4回 - #4「カトちゃんケンちゃん」（2006年5月24日）
  - 有野の挑戦…『カトちゃんケンちゃん』
  - クリエイターインタビュー…岡本吉起
  - 最北端ゲーム紀行8…稚内編（稚内市港・光速憧路）…2020年4月20日閉店。跡地には2020年6月20日より第一興商系列のアミューズメントスペース遊ランド稚内店が開店[1]。
  - 最北端ゲーム紀行9…稚内編（稚内市富士見・稚内温泉 童夢）

日本最北端ゲームセンター（コーナー）「稚内温泉 童夢」の北緯は45゜25′16.6″。その中の日本最北端ゲーム機はスロット機「ハクション大魔王」（サミー）。宗谷岬にある「日本最北端の碑」の北緯は45゜31′22.5″（有野課長のGPSによるデータ）。

## 第5シーズン（2006年6月7日 - 8月30日）
5勝1分け
通常1シーズン10回区切りであるが、レジェンドの4回分が含まれるために全6回となる。
- 第31回 - #31 「海腹川背」どうでしょう?課長リターンズ（2006年6月7日）
  - 有野の挑戦…『海腹川背』 △（挑戦時間12時間）
  - ゲーム特集…1987年8・9月
  - ハードのエースが出てこない…『セガ・マークIII』（ハイスクール!奇面組/スペースハリアー/アレックスキッドのミラクルワールド）
  - たまに行くならこんなゲームセンター…台東区谷中・谷川文房具店
- 第32回 - #32 「魂斗羅」夜露死苦!（2006年6月21日）
  - 有野の挑戦…『魂斗羅』 ○（挑戦時間9時間）
  - ゲーム特集…1987年9月
  - ハードのエースが出てこない…『カセットビジョン』（パクパクモンスター/モンスターマンション/きこりの与作）
  - たまに行くならこんなゲームセンター…葛飾区柴又・柴又ハイカラ横丁
- 第33回 - #33 セガの最強兄弟「ボナンザブラザーズ」（2006年7月5日）
  - 有野の挑戦…『ボナンザブラザーズ』 ○（挑戦時間7時間）
  - 千代田区秋葉原・ヤマギワソフト館、ゲームセンターCX興業 臨時株主総会 有野、菅、浦川、井上（ゲームセンターCX オリジナルTシャツ発表など）
  - ゲーム特集…1987年9月
  - ハードのエースが出てこない…『ゲームギア』（ソニック・ザ・ヘッジホッグ/レミングス/がんばれゴルビー!）
- 第34回 - #34 死闘再び…「大魔界村」（2006年7月19日）
  - 有野の挑戦…『大魔界村』 ○（挑戦時間19時間）
  - ゲーム特集…1987年10月
  - ハードのエースが出てこない…『3DO REAL FZ-1』（ジュラシック・パーク・インタラクティブ/ショックウェーブ/チキチキマシン猛レース ケンケンとブラック魔王のイジワル大作戦）
- 第35回 - #35 おかわり自由!「サラダの国のトマト姫」（2006年8月2日）
  - 有野の挑戦…『サラダの国のトマト姫』 ○（挑戦時間12時間）
  - ゲーム特集…1987年10月
  - ハードのエースが出てこない…『SG-1000II』（スターフォース/ガールズガーデン）
  - たまに行くならこんなゲームセンター…足立区・イシダ（2010年頃に閉店)
- 第36回 - #36 納涼&お色気「妖怪道中記」（2006年8月30日）
  - 有野の挑戦…『妖怪道中記』 ○（挑戦時間20時間）
  - ゲーム特集…1987年11月
  - ハードのエースが出てこない…『ぴゅう太』（トラフィックジャム/スクランブル）
  - たまに行くならこんなゲームセンター…東京都北区・デイリーマート今屋

## 第6シーズン（2006年11月1日 - 2007年2月21日）
4勝3敗
前シーズンから2回減り全8回となる。
- 第37回 - #37 我こそゲームの格闘家!「ストリートファイターII」（2006年11月1日）
  - 有野の挑戦…『ストリートファイターII』 ×（挑戦時間8時間）
  - ロマンティックが止まらない…まじかる☆タルるートくん
  - たまに行くならこんなゲームセンター…千葉県千葉市・東京ゲームショウ2006（幕張メッセ）
- 第38回 - #38 しなれ!課長の愛のムチ!!「悪魔城伝説」（2006年11月15日）
  - 有野の挑戦…『悪魔城伝説』 ×（挑戦時間16時間）
  - ゲーム特集…1987年12月
  - ロマンティックが止まらない…京都龍の寺殺人事件
  - たまに行くならこんなゲームセンター…千葉県千葉市花見川区・ゆにろーず横戸店
- 第39回 - #39 ワープか?セーブか!?「マイティボンジャック」（2006年11月29日）
  - 有野の挑戦…『マイティボンジャック』 ×（挑戦時間15時間）
  - ゲーム特集…1987年12月
  - ロマンティックが止まらない…つっぱり大相撲 立身出世編
- 第40回 - #40 恐怖のWヘッダー「マイティ」&「レッドアリーマーII」（2006年12月13日）
  - 有野の挑戦…『マイティボンジャック』・『レッドアリーマーII』 ×  （挑戦時間 2つ合わせて計11時間）
  - ゲーム特集…1988年1月
  - ロマンティックが止まらない…桃太郎電鉄
  - たまに行くならこんなゲームセンター…足立区・綾瀬バッティングセンター（2011年3月11日の東日本大震災で施設が大きく被災したため無期限休業となり、そのまま2011年9月頃閉店。施設を全て撤去した後、跡地はマンションになっている）
- 第41回 - #41 ファン感謝デー 決着!「マイティボンジャック」（2007年1月10日）
  - 有野の生挑戦…『マイティボンジャック』 ○（挑戦時間 4日合わせて 計17時間）
  - ドキュメント・ファン感謝デー
  - 2006年12月23日、東京都千代田区一ツ橋・一ツ橋ホール
- 第42回 - #42 1年ぶりのクイズゲーム!! 「アドベンチャークイズ ハテナ?の大冒険」（2007年1月24日）
  - 有野の挑戦…『アドベンチャークイズ カプコンワールド ハテナ?の大冒険』 ○（挑戦時間6時間）
  - ゲーム特集…1988年2・3月
  - たまに行くならこんなゲームセンター…練馬区西武池袋線練馬駅西口周辺（OAと本第3弾では場所が狭いため、詳細場所は未公表・未記載）・ゲームBig（2013年5月閉店）/世田谷区・ホームグラウンド（2010年閉店）
- 第43回 - #43 脱出せよ!!「セプテントリオン｣（2007年2月7日）
  - 有野の挑戦 ｢セプテントリオン｣○（有野が勝ちと宣言したため）（挑戦時間13時間）
  - ゲーム特集.1988年3・4月
  - たまに行くならこんなゲームセンター…足立区・スギモト（閉店。跡地はヘアーサロン）
- 第44回 - #44 ラストハイハイ?「バイオミラクル ぼくってウパ?」（2007年2月21日）
  - 有野の挑戦…『バイオミラクル ぼくってウパ』 ○（挑戦時間14時間50分）
  - ゲーム特集…1988年4 - 7月

## 第7シーズン（2007年5月2日 - 9月19日）
7勝1敗1保留
- 第45回 - #45 第7シーズンだから「ウルトラセブン」（2007年5月2日）
  - 有野の挑戦…『ウルトラセブン』 ○（挑戦時間11時間）
  - たまに連れて行くならこんなゲームセンター…千代田区秋葉原・スーパーポテト レトロ館

鈴木紗理奈がゲスト出演（『めちゃ2イケてるッ!』で紗理奈がターゲットのドッキリを行うため、CXがドッキリの一部の収録に全面協力。そのCXのロケ部分を放送）
  - ゲーム&ウオッチ ほっとけないよ…シルバーシリーズ『ファイア』『フラッグマン』
  - ゲームセンターCX ゲーム化計画…発売元・バンダイナムコゲームスを訪問、担当者・社長と面会
- 第46回 - #46 原点回帰!!「ロックマン」（2007年5月16日）
  - 有野の挑戦…『ロックマン』 ○（挑戦時間14時間）
  - ゲーム特集…1988年
  - ゲームセンターCX ゲーム化計画…開発元・インディーズゼロを訪問、社長と面会
  - ゲーム&ウオッチ ほっとけないよ…ゴールドシリーズ『マンホール』『ヘルメット』
- 第47回 - #47 しりとり王の本領発揮!?「ワギャンランド」（2007年5月30日）
  - 有野の挑戦…『ワギャンランド』 ○（挑戦時間8時間）
  - たまに行くならこんなゲームセンター…足立区・たかさごや（2014年6月23日閉店）
  - ゲームセンターCX ゲーム化計画…制作スタッフが集結して初の企画会議
  - ゲーム&ウオッチ ほっとけないよ…ワイドスクリーンシリーズ『オクトパス』『パラシュート』『スーパーマリオブラザーズ』
- 第48回 - #48 フシギな洋ゲー「アウターワールド」（2007年6月13日）
  - 有野の挑戦…『アウターワールド』 ○（挑戦時間8時間）
  - ゲーム特集…1988年
  - たまに行くならこんなゲームセンター…東京都港区・台場一丁目商店街（デックス東京ビーチ4F）
  - ゲームセンターCX ゲーム化計画…第2回企画会議。ゲームの内容とタイトルが決定
  - ゲーム&ウオッチ ほっとけないよ…マルチスクリーンシリーズ『ドンキーコング』『オイルパニック』
- 第49回 - #49 がんばれ!「がんばれゴエモン ゆき姫救出絵巻」の巻（2007年6月27日）
  - 有野の挑戦…『がんばれゴエモン〜ゆき姫救出絵巻〜』 ×（挑戦時間16時間）
  - ゲーム特集…1988年
  - ゲームセンターCX ゲーム化計画…制作スタッフと飲み会。ゲームのロゴが発表。
- 第50回 - #50 ゲームセンターCX50回記念スペシャル たまゲーin韓国byエコノミークラス（2007年7月11日）
  - たまに行くならこんなゲームセンター…韓国ソウル市竜山電子街・仁寺洞・可楽 バッティングセンター
  - フィギュア有野くんが行く
  - この人に会いたい…韓国プロゲーマー マ・ジェユン（朝鮮語版）
  - 有野の挑戦…カジノ編
- 第51回 - #51 キャラクターゲームまつり 課長が選んだのは?（2007年7月25日）
  - 有野の挑戦…今回は挑戦するソフトを有野が自ら選ぶ初の試み。

候補は『六三四の剣 ただいま修行中』『忍者ハットリくん』『ゲゲゲの鬼太郎 妖怪大魔境』の3作品。
3作品すべてをお試し挑戦の後、有野は『六三四の剣 ただいま修行中』を選択。○（挑戦時間14時間）
  - たまに行くならこんなゲームセンター…韓国出張・未公開編
  - ゲームセンターCX ゲーム化計画…ゲームの映像を初公開、有野がテストプレイを行う
  - ゲーム&ウオッチ ほっとけないよ…カラースクリーンテーブルトップ『マリオズ・セメントファクトリー』『ドンキーコングJR.』
  - 特別企画 早速やってみよう!…前回、韓国で買ってきたゲームソフトをやってみる特別企画。
- 第52回 - #52 大課長の大決戦!!「超魔界村」（2007年8月22日）
  - 有野の挑戦…『超魔界村』 ○（挑戦時間17時間）
  - たまに行くならこんな冒険王…ザ・冒険王2007で行われたイベントの模様を紹介

『ストリートファイターII』公開対決
vs一般客、vsニセ課長（全国大会出場経験者）、vs安田大サーカス・団長（客として来場）
  - ゲームセンターCX ゲーム化計画…ゲームアイデア募集の採用者発表
  - ゲーム&ウオッチ ほっとけないよ…パノラマスクリーン『マリオズ・ボン・アウェイ』『ドンキーコングサーカス』
- 第53回 - #53 ホラーゲームに初挑戦!!「クロックタワー」（2007年9月5日）
  - 有野の挑戦…『クロックタワー』 ○（挑戦時間8時間）
  - ゲーム特集…1988年
  - たまに行くならこんなゲームセンター…千葉県船橋市・中山ゲームコーナー（2010年11月閉店）
  - ゲームセンターCX ゲーム化計画…ゲーム制作現場に潜入
  - ゲーム&ウオッチ ほっとけないよ…マイクロVSシステムシリーズ『ボクシング』『ドンキーコング3』
- 第54回 - #54 最上階を目指せ!!「カイの冒険」（2007年9月19日）
  - 有野の挑戦…『カイの冒険』↓ （挑戦時間13時間30分）
  - たまに行くならこんなゲームコーナー…バンダイナムコゲームス
  - ゲームセンターCX ゲーム化計画…ゲーム制作現場を訪問
  - ゲーム&ウオッチ ほっとけないよ…スーパーカラー『スピットボールスパーキー』、クリスタルスクリーン『スーパーマリオブラザーズ』、非売品『スーパーマリオブラザーズ』

## 第8シーズン（2007年10月24日 - 2008年2月27日）
全9回。
7勝2敗1保留
- 第55回 - #55 目指せ100カイ!第8シーズン ショ「カイの冒険」（2007年10月24日）
  - 有野の挑戦…『カイの冒険』 △（挑戦時間15時間30分）
  - ゲームセンターCX ゲーム化計画…アイデア採用者によるデバッグ作業の模様を紹介
  - たまに行くならこんなゲームショウ…千葉県千葉市・（幕張メッセ）東京ゲームショウ2007
- 第56回 - #56 フシギな洋ゲー再び…「フラッシュバック」（2007年11月7日）
  - 有野の挑戦…『フラッシュバック』 ○（挑戦時間 2日合わせて 計16時間）
  - ゲームセンターCX ゲーム化計画…各ゲームの裏技を紹介
  - たまに行くならこんなゲームセンター…台東区浅草・デンキヤホール
  - 帰って来た!!もしもし大作戦
  - ゼビウス観察日記
- 第57回 - #57 貼って貼られて「ビックリマンワールド」（2007年11月21日）
  - 有野の挑戦…『ビックリマンワールド』 ○（挑戦時間 2日合わせて 計15時間）
  - ゲームセンターCX ゲーム化計画…ゲームの内容と裏技を紹介
  - たまに行くならこんなゲームセンター…埼玉県狭山大字南入曽・あづま園レジャーセンター
  - 帰って来た!!もしもし大作戦
  - ゼビウス観察日記
- 第58回 - #58 ハグルマンに負けるな!「仮面の忍者 花丸」（2007年12月5日）
  - 有野の挑戦…『仮面の忍者 花丸』 ○（挑戦時間13時間30分）
  - ゲームセンターCX 有野の挑戦状販売記念 有野課長の長い1日 東名阪 イベント密着ドキュメント（秋葉原・ラオックスアソビットゲームシティ、愛知県春日井市・イマジン 春日井南店、大阪府日本橋・Joshin）
  - ゼビウス観察日記
- 第59回 - #59 シューティングもまかせろ!「スーパーファンタジーゾーン」（2007年12月19日）
  - 有野の挑戦…『スーパーファンタジーゾーン』 ×（挑戦時間13時間）
  - たまに行くならこんなゲームセンター…大阪府東大阪市小若江・あうとばぁん（近畿大学西門の前。2010年に外部運営で現代風に新装オープンしたが、2016年からはオーナーの息子が店を継ぎ音ゲー専門店に[2]。2022年3月末コロナ禍の影響で閉店したがメーカーとの契約が残っていたため撤回し不定期営業へ）※投稿者は元番組D笹野大司
  - 帰って来た!!もしもし大作戦
  - ゼビウス観察日記
  - ゲームセンターCX クリスマスイブ3時間生放送SP 「何をしようか」会議
- 第60回 - #60 FC芸人!?「PC原人」（2008年1月16日）
  - 有野の挑戦…『PC原人』 ○（挑戦時間13時間）
  - ゲームセンターCX 生放送SP 密着ドキュメント[注 1]。
- 第61回 - #61 江戸へGO!アカン…?「東海道五十三次」（2008年1月30日）
  - 有野の挑戦…『東海道五十三次』 ×（挑戦時間 2日合わせて計17時間）
  - たまに行くならこんなゲームセンター…千葉県木更津・木更津セントラル（2014年8月31日閉館）
  - 帰って来た!!もしもし大作戦
  - ゼビウス観察日記
- 第62回 - #62 キミ誰?「悪魔城すぺしゃる ぼくドラキュラくん」（2008年2月13日）
  - 有野の挑戦…『悪魔城すぺしゃる ぼくドラキュラくん』 ○（挑戦時間12時間）
  - 帰って来た!!もしもし大作戦
  - ゼビウス観察日記
  - ゲーム特集…1988年11月
- 第63回 - #63 めくるめく快感!?「クインティ」（2008年2月27日）
  - 有野の挑戦…『クインティ』 ○（挑戦時間9時間）
  - たまに行くならこんなゲームセンター…東京都北区北赤羽・おもちゃのふくしま
  - 帰って来た!!もしもし大作戦（6面で一旦終了）
  - 「有野の挑戦状」どこまで進んでいるか?愛情度チェック
  - ゼビウス観察日記

## 第9シーズン（2008年6月18日 - 9月17日）
全6回。
全勝
- 第64回 - #64 第9シーズン ハロー はりねずみ課長「ソニック・ザ・ヘッジホッグ」（2008年6月18日）
  - 有野の挑戦…『ソニック・ザ・ヘッジホッグ』 ○（挑戦時間 2日合わせて計15時間）
  - ゲームセンターCX NEWS…東京都中央区晴海・2008年3月27日〜30日、ゲームセンターCXミュージアムのリポート
  - たまに乗るならこんな山手線…渋谷区恵比寿南・JR恵比寿駅（山手線ラッピング車両、ゲームセンターCX号の視察）
- 第65回 - #65 課長の海外出張inカンヌ映画祭（2008年7月2日）
  - フランスカンヌ・特別企画『カンヌ国際映画祭でゲームセンターCXのDVDをセールス』
  - たまに行くならこんなゲームショップ&ゲームセンターカンヌ編
  - 有野課長のカンヌ散策
  - ファミコンまんが喫茶店…『ファミコンロッキー』
  - ゲーム特集…1988年
  - 思い出のミニコーナー…ウラワザジェットストリーム『アイスクライマー』/ハードのエースが出てこない『カセットビジョン』『SG-1000II』
- 第66回 - #66 おかえり!課長リターンズスペシャル（2008年7月16日）
  - 有野の挑戦…『スーパーマリオブラザーズ』/『Dr.マリオ』
  - 有野課長名言集
  - たまに行くならこんな駄菓子屋…東京都西東京市・杵屋すずき（2020年9月30日閉店）
  - ファミコンまんが喫茶店…『ファミコン風雲児』
  - ゲーム特集…1988年
  - 思い出のミニコーナー…ゲーム&ウオッチ ほっとけないよ『ゲーム&ウオッチ マルチスクリーンシリーズ』・『ゲーム&ウオッチ パノラマスクリーンシリーズ』/ロマンティックが止まらない『まじかる☆タルるートくん』
  - 次回復帰第一戦の挑戦ソフトを決めるスタッフ会議
- 第67回 - #67 課長復活!大暴れ!!「暴れん坊天狗」（2008年7月30日）
  - 有野の挑戦…『暴れん坊天狗』 ○（復帰戦勝利 挑戦時間13時間）（ジョイカード使用）
  - たまに行くならこんな駄菓子屋…大田区北千束・稲垣菓子店
  - ファミコンまんが喫茶店…『ファミコンキャップ』
  - ゲーム特集…1989年
- 第68回 - #68 戦え!サンソフトのマドンナ「マドゥーラの翼」（2008年9月3日）
  - 有野の挑戦…『マドゥーラの翼』 ○（挑戦時間14時間）
  - たまに行くならこんなゲームセンター…練馬区石神井町・石神井公園駅前センター（2012年2月以前に閉店）
  - ファミコンまんが喫茶店…『電脳ボーイ』
  - ゲーム特集…1989年
- 第69回 - #69 完全迷子!?「ドラゴンスレイヤーIV」（2008年9月17日）
  - 有野の挑戦…『ドラゴンスレイヤーIV』 ○（挑戦時間17時間30分）
  - たまに行くならこんな冒険王…港区台場・お台場冒険王ファイナルで行われたイベントの模様を紹介（タイトーとのコラボ企画、スペースインベーダーCX など）。
  - ファミコンまんが喫茶店…『ファミ魂ウルフ』
  - ゼビウス観察日記（7月6日停電になり企画終了）

## 第10シーズン（2008年10月22日 - 2009年2月18日）
全8回。
6勝1敗
- 第70回 - #70 つかもうぜ!「ドラゴンボール 神龍の謎」（2008年10月22日）
  - 有野の挑戦…『ドラゴンボール 神龍の謎』 ×（挑戦時間14時間）
  - たまに行くならこんなゲームショウ…千葉県千葉市・東京ゲームショウ2008（幕張メッセ）
  - 勝手にうたいやがれ…『スーパーマリオブラザーズ』1-2（地下面）
  - ゲームセンターCX ゲーム化計画2…バンダイナムコゲームスを訪問
- 第71回 - #71 前進あるのみ!「チェルノブ」（2008年11月5日）
  - 有野の挑戦…『チェルノブ』 ○（挑戦時間12時間）
  - スカパー! アワード 国内ドラマ・バラエティー部門2年連続受賞・殿堂入り の授賞式模様
  - 勝手にうたいやがれ『スーパーマリオブラザーズ』1-2（地下面）『忍者龍剣伝』主人公がやられた時の音楽『ロックマン2 Dr.ワイリーの謎』ボスを倒した時の音楽
  - ゲームセンターCX ゲーム化計画2 インディーズゼロを訪問
- 第72回 - #72 課長と「ゆうゆのクイズでGO!GO!」GO!（2008年11月19日）
  - 有野の挑戦…『ゆうゆのクイズでGO!GO!』 ○（挑戦時間10時間）
  - たまに行くならこんなゲームセンター…港区芝公園・東京タワー
  - ゲームセンターCX ゲーム化計画2…ゲームの最新映像を公開
  - 勝手にうたいやがれ『ドラゴンクエスト』レベルアップの音楽『グラディウス』ボス戦の音楽『ファイナルファンタジー』戦闘時の音楽
- 第73回 - #73 引率できるか!?「レミングス」（2008年12月3日）
  - 有野の挑戦…『レミングス』 ○
  - ゲームセンターCX ゲーム化計画2…『課長は名探偵』のゲーム画面を公開
  - 勝手にうたいやがれ…『ドラゴンクエストIII』宿屋の音楽/『スーパーマリオワールド』トンネルの音楽/『ツインビー』ステージ1の最初の音楽/『スペランカー』ステージで流れる音楽
- 第74回 - #74 ラストサムライ?いえ「ファーストサムライ」です（2009年1月7日）
  - 有野の挑戦…『ファーストサムライ』 ○
  - ゲームセンターCX ゲーム化計画2…新作2作品を公開、『課長は名探偵』のゲーム内のエキストラを選考
  - 勝手にうたいやがれ…『ファイナルファンタジーII』チョコボに乗った時の音楽/『超魔界村』主人公がやられた時の音楽/『ロックマン（1、2、4、7〜9）』ステージ選択後の音楽
- 第75回 - #75 ひさびさ!「スーパードンキーコング」（2009年1月21日）
  - 有野の挑戦…『スーパードンキーコング』（前編）
  - たまに行くならこんなお好み焼き屋…杉並区・藤（2010年6月閉店）
  - ゲームセンターCX ゲーム化計画2…有野本人のボイス収録を公開、『課長は名探偵』の最新情報を公開
- 第76回 - #76 「スーパードンキーコング」完結編SP（2009年2月4日）
  - 有野の挑戦…『スーパードンキーコング』（後編） ○（挑戦時間2日合わせて 計26時間）
  - ゲームセンターCX ゲーム化計画2
- 第77回 - #77 中山イチオシ…「餓狼伝説スペシャル」（2009年2月18日）
  - 有野の挑戦…『餓狼伝説スペシャル』 ○
  - たまに行くならこんなゲームセンター…神奈川県川崎市川崎区日進町・アミューズメントパーク ウェアハウス 川崎店（香港・九龍城をモチーフ）（2009年10月、取材当時のオールドゲームはすべて撤去。2019年11月17日閉店）
  - ゲームセンターCX ゲーム化計画2…有野本人が完成品をお試しプレイ

## 第11シーズン（2009年4月14日 - 9月15日）
全12回。
8勝3敗
- 第78回 - #78 おかえり!「福岡里帰りスペシャル」（2009年4月14日）
  - DS『有野の挑戦状2』発売記念イベント 課長の約束手形ツアー2009 密着ドキュメント…福岡県福岡市中央区天神・「TSUTAYA 天神駅前福岡ビル店」、大阪府大阪市浪速区日本橋・Joshinディスクピア日本橋店、東京都品川区品川・バンダイナムコ未来研究所（旧名称：品川パナソニックビル）
  - たまに行くならこんな福岡のゲームセンター…福岡県太宰府市・だざいふ遊園地（投稿者はカメラ阿部）/福岡市博多区・博多スターレーン（2019年3月31日閉鎖）（投稿者は元AD井上）
  - ゲームセンターCX NEWS…ドバイ国際キャラクターライセンスフェア2008の参加リポート/3月26日スペースインベーダー生誕30周年記念 ファイナル企画 「無料で遊べる! タイトーハッピーステーション」のリポート/スペースインベーダーCX 全国キャラバン開催情報
- 第79回 - #79 第11シーズン「レイラ」でスタート!!（2009年4月28日）
  - 有野の挑戦…『レイラ』
  - たまに行くならこんなゲームコーナー…千葉県富津市・鋸山（投稿者はMA谷澤）
  - 人生で大切なことは全てゲーム攻略本で教わった…『MOTHER』
- 第80回 - #80 吸いまくれ!「星のカービィ 夢の泉の物語」（2009年5月12日）
  - 有野の挑戦…『星のカービィ 夢の泉の物語』
  - たまに行くならこんな駄菓子屋…江東区豊洲4丁目5-12 101・大川商店（もんじゃ焼き）（2014年頃閉店）
  - 人生で大切なことは全てゲーム攻略本で教わった…『ソロモンの鍵』
- 第81回 - #81 課長の接待ゴルフ「バトルゴルファー唯」（2009年5月26日）
  - 有野の挑戦…『バトルゴルファー唯』
  - たまに行くならこんなおもちゃ屋さん…板橋区仲宿・コマヤ玩具店（2019年3月31日閉店）
  - 人生で大切なことは全てゲーム攻略本で教わった…『東海道五十三次』
  - ゲーム特集…1989年
- 第82回 - #82 決戦!「ロックマン3 Dr.ワイリーの最期!?」（2009年6月9日）
  - 有野の挑戦…『ロックマン3 Dr.ワイリーの最期!?』（前編）
  - 人生で大切なことは全てゲーム攻略本で教わった…『ドルアーガの塔』
  - 重大発表…24時間生放送スペシャル決定告知
  - ゲーム特集…1989年
- 第83回 - #83 決着!?「ロックマン3 Dr.ワイリーの最期!?」（2009年6月23日）
  - 有野の挑戦…『ロックマン3 Dr.ワイリーの最期!?』 ○（後編）
  - たまに行くならこんなゲーム博物館…板橋区宮本町17−8・駄菓子屋ゲーム博物館（10円ゲーム博物館）
  - 人生で大切なことは全てゲーム攻略本で教わった…『高橋名人の冒険島』
  - ゲーム特集…1989年
- 第84回 - #84 「すーぱーぐっすんおよよ」あれれ（2009年7月7日）
  - 有野の挑戦…『すーぱーぐっすんおよよ』
  - たまに行くならこんなゲームセンター…練馬区貫井1丁目1−2・ミラクルイン 中村橋
  - 重大発表…24時間生放送スペシャル放送日時決定告知
  - 人生で大切なことは全てゲーム攻略本で教わった…『ヘクター'87』
- 第85回 - #85 いざ鎌倉!「源平討魔伝」（2009年7月21日）
  - 有野の挑戦…『源平討魔伝』
  - ゲームセンターCX NEWS…神奈川県横浜西区・ GENTO YOKOHAMA内 横濱はじめて物語（2015年1月25日 閉館）スペースインベーダーCX 全国キャラバン終了リポート AD中山が出席。
  - 人生で大切なことは全てゲーム攻略本で教わった…『ボンバーマン』
  - ゲーム特集…1989年
- 第86回 - #86 よゐこがTKO!?「パンチアウト!!」（2009年8月4日）
  - 有野の挑戦…『パンチアウト!!』
  - 人生で大切なことは全てゲーム攻略本で教わった…『ドルアーガの塔』
  - 24時間生放送「何やるか会議」
  - 番組本告知…「ゲームセンターCX COMPLETE」太田出版（2009年7月30日発売）【スペシャル対談1】有野課長×藤原得郎、【スペシャル対談2】有野課長×桜井政博、【スペシャル座談会】酒井健作×岐部昌幸【コミック】ガメオペラ〜つっぱり大名外伝〜（阿部浩一）
- 第87回 - #87 戦え!金の斧!!「ゴールデンアックス」（2009年8月18日）
  - 有野の挑戦…『ゴールデンアックス』
  - たまに行くならこんなゲームセンター…大田区西蒲田・東急プラザ蒲田 屋上遊園地（2014年3月2日閉園）
  - 人生で大切なことは全てゲーム攻略本で教わった…『忍者ハットリくん』
  - 24時間生放送「何やるか会議」…番組携帯サイトで応募した「生放送で何をやりたいか」を書いた川柳の中から幾つかを発表
- 第88回 - #88 グダグダ!?「ディグダグII」（2009年9月1日）
  - 有野の挑戦…『ディグダグII』
  - たまに行くならこんなおもちゃ屋さん…豊島区南長崎・東長崎駅前・長崎銀座商店街[注 2]・おもちゃのぶんぶく
  - 人生で大切なことは全てゲーム攻略本で教わった…『悪魔城伝説』
  - ゲーム特集…1989年
- 第89回 - #89 ドキュメント24（2009年9月15日）
  - 24時間生放送密着ドキュメント

## 第12シーズン（2009年10月13日 - 2010年3月30日）
全11回。
4勝5敗
- 第90回 - #90 輝け!黄金カセット!「ドラゴンバスター」（2009年10月13日）
  - 有野の挑戦…『ドラゴンバスター』
  - ゲームセンターCX NEWS…千葉県千葉市・東京ゲームショウ2009（幕張メッセ）のリポート
  - もったいないカラー…『スーパーマリオランド』『ボンバーボーイ』『平安京エイリアン』
  - ゲーム特集…1989年12月
- 第91回 - #91 アリノくんと「カケフくんのジャンプ天国 スピード地獄」（2009年10月27日）
  - 有野の挑戦…『カケフくんのジャンプ天国 スピード地獄』
  - たまに行くならこんな駄菓子屋さん…東京都昭島市玉川町1丁目 ・にこにこ本舗（閉店）（※投稿者はカメラ阿部）
  - もったいないカラー…『バーガータイム・デラックス』『レッドアリーマー 魔界村外伝』『鬼忍降魔録 ONI』
  - ゲーム特集…1989年12月
- 第92回 - #92 課長の試練!?「風来のシレン」（2009年11月10日）
  - 有野の挑戦…『不思議のダンジョン2 風来のシレン』（前編）
  - たまに行くならこんなゲームセンター…千葉県千葉市・千葉ヤングボウル（投稿者はMA谷澤。2011年7月31日に閉店。その後同年9月12日より宮野木ボウル幸町センターとして営業している）
  - もったいないカラー…『クイックス』『カエルの為に鐘は鳴る』『ロックマンワールド』
  - ゲーム特集…1990年2月
- 第93回 - #93 本当の試練!「風来のシレン」（2009年11月24日）
  - 有野の挑戦…『不思議のダンジョン2 風来のシレン』（後編）
  - もったいないカラー…『天神怪戦』『モグラーニャ』『セレクション 選ばれし者』
  - ゲーム特集…1990年2・3月
  - ゲームセンターCX NEWS…スカパー!アワード2009 国内ドラマ・バラエティ賞受賞リポート
- 第94回 - #94 課長は運転手「電車でGO!」（2009年12月8日）
  - 有野の挑戦…『電車でGO!』
  - たまに行くならこんなゲームセンター…中野区上高田3−38−8・スターライト タカヤマ
  - ゲーム特集…1990年3月
- 第95回 - #95 時代が追いついた!「2010 ストリートファイター」（2010年1月5日）
  - 有野の挑戦…『2010 ストリートファイター』
  - たまに行くならこんなバッティングセンター…豊島区東池袋1-30-1スポルト池袋屋上・池袋バッティングセンター（2016年5月31日閉店、東池袋1丁目30−3 キュープラザ池袋開業と同時に、キュープラザ池袋屋上、2019年7月19日再開業）
  - もったいないカラー…『カプコンクイズ ハテナ?の大冒険』『GB原人』『ドンキーコング』
  - ゲーム特集…1990年4月
- 第96回 - #96 死闘再び…「忍者龍剣伝II 暗黒の邪神剣」（2010年1月19日）
  - 有野の挑戦…『忍者龍剣伝II 暗黒の邪神剣』（前編）
  - ゲームセンターCX NEWS…DVD-BOX6発売記念イベント「ハッピーマンを探せ!」のリポート
  - たまに行くならこんな洋菓子店…台東区台東4丁目22−10 中屋ビル 1F・カステラとロールケーキ専門店 中屋洋菓子店
  - もったいないカラー…『木づちだクイズだ!源さんだ!』『ドッジボーイ』『シーサイドバレー』
- 第97回 - #97 共に闘え!!「忍者龍剣伝II 暗黒の邪神剣」（2010年2月2日）
  - 有野の挑戦…『忍者龍剣伝II 暗黒の邪神剣』（後編）
  - たまに行くならこんな社員旅行…DVD-BOX6購入者特典ファン感謝デー 日帰りバスツアー（2010年1月16日、千葉県木更津市中島地先・海ほたるPA、千葉市千葉市中央区都町・KAIENTAI DOJO道場（あべ鍋、井上と中山の『テクモ 激闘プロレス 闘魂伝説』対戦。鶴岡、渡邊、谷澤のプロレス劇）
  - もったいないカラー…『モンスターメーカー』『魔界村外伝』『時空戦記ムー』
  - ゲーム特集…1990年4・5月
- 第98回 - #98 機長課長「パイロットウイングス」（2010年2月16日）
  - 有野の挑戦…『パイロットウイングス』
  - ゲームセンターCX NEWS…元AP東島の結婚式リポート
  - もったいないカラー…『プリンス・オブ・ペルシャ』『ストリートファイターII』
  - ゲーム特集…1990年6月
- 第99回 - #99 虹のかけ橋「レインボーアイランド」（2010年3月16日）
  - 有野の挑戦…『レインボーアイランド』
  - たまに行くならこんな釣り堀…足立区千住関屋町19−2・スーパーフィッシング足立
  - たまに行くならこんなカラオケ…番組テーマ曲『ラストコンティニュー』のカラオケJOYSOUND配信情報
  - ゲーム特集…1990年7月
- 第100回 - #100 また逢う日まで…「レッキングクルー」（2010年3月30日）
  - 有野の挑戦…『レッキングクルー』
  - ゲームセンターCX NEWS…「妄想コントローラー」番組特別バージョンのプレゼントのお知らせ
  - ゲーム特集…1990年8月

## 第13シーズン（2010年7月22日 - 10月7日）
全6回。
3勝2敗
- 第101回 - #101 復活!!「ゴルゴ13 第一章神々の黄昏」（2010年7月22日）
  - 有野の挑戦…『ゴルゴ13 第一章神々の黄昏』
  - たまに行くならこんなゲームセンター…千葉県中央区浜野町1025-240・JJCLUB100千葉浜野店（2015年10月1日閉店）
  - 衝撃映像MAX…『エキサイトバイク』『バルーンファイト』『エレベーターアクション』
  - ゲーム特集…1990年9月
- 第102回 - #102 連鎖せよ!「す〜ぱ〜ぷよぷよ」（2010年8月5日）
  - 有野の挑戦…『す〜ぱ〜ぷよぷよ』
  - たまに行くならこんな駄菓子屋さん…墨田区本所2丁目6−8・お菓子の森 十一屋
  - 衝撃映像MAX…『魔界村』『スーパーマリオ64』『アイスクライマー』『マッハライダー』
  - ゲーム特集…1990年9・10月
- 第103回 - #103 汗と涙の青春「甲子園」（2010年8月19日）
  - 有野の挑戦…『甲子園』
  - たまに行くならこんなゲームセンター…千葉県市原市八幡海岸通20・ロコボウル（2016年3月31日閉店）
  - 衝撃映像MAX…『源平討魔伝』『トランスフォーマー コンボイの謎』『オペレーションウルフ』
  - ゲーム特集…1990年10・11月
- 第104回 - #104 朝の連ドラ記念?!「ゲゲゲの鬼太郎 復活! 天魔大王」（2010年9月9日）
  - 有野の挑戦…『ゲゲゲの鬼太郎 復活! 天魔大王』
  - たまに行くならこんなゲームセンター…新宿区高田馬場4丁目5−10・高田馬場ゲーセン・ミカド
  - 衝撃映像MAX…『ザ・ニンジャウォーリアーズアゲイン』『ロックマン』『セクションZ』『伝説の騎士エルロンド』
  - ゲーム特集…1990年12月
- 第105回 - #105 課長の推理は!?「北海道連鎖殺人 オホーツクに消ゆ」（2010年9月23日）
  - 有野の挑戦…『北海道連鎖殺人 オホーツクに消ゆ』
  - ゲームセンターCX NEWS…港区台場・お台場合衆国2010 有野課長の実力体験会リポート
  - 衝撃映像MAX…『スーパーアラビアン』『サンドラの大冒険』『ファザナドゥ』『シティコネクション』
- 第106回 - #106 「ドラクエ」を創った男 堀井雄二スペシャル（2010年10月7日）
  - 堀井雄二 解体新書
  - たまに行くならこんなゲームセンター…埼玉県南埼玉郡宮代町&白岡市・東武動物公園
  - 衝撃映像MAX…『改造町人シュビビンマン』『最後の忍道』『獣王記』『ワンダーモモ』

## 第14シーズン（2010年10月28日 - 2011年3月17日）
全10回。
- 第107回 - #107 迷走!?「パリ・ダカールラリー・スペシャル」（2010年10月28日）
  - 有野の挑戦…『パリ・ダカールラリー・スペシャル』
  - ゲームセンターCX NEWS…千葉県千葉市・（幕張メッセ）東京ゲームショウ2010 リポート
  - キャッチコピーをつかまえて…。…『スーパーマリオブラザーズ』『忍者龍剣伝』『夢工場ドキドキパニック』
  - ゲーム特集…1990年12月
- 第108回 - #108 スライムになった王子「Jerry Boy」（2010年11月11日）
  - 有野の挑戦…『Jerry Boy』
  - たまに行くならこんなゲームセンター…港区新橋2丁目16−1・ニュー新橋ビル「ゲームイン リド」
  - キャッチコピーをつかまえて…。…『スーパーマリオブラザーズ3』『いっき』『オバケのQ太郎 ワンワンパニック』
  - ゲーム特集…1991年1 - 2月
- 第109回 - #109 名作ついに…「ゼルダの伝説 時のオカリナ」（2010年11月25日）
  - 有野の挑戦…『ゼルダの伝説 時のオカリナ』（前編）
  - たまに行くならこんな駄菓子屋さん…墨田区亀沢1丁目8−6 堀江ビル 1F・本所かえる本舗（お好み焼き・もんじゃ焼き）
  - キャッチコピーをつかまえて…。…『たけしの挑戦状』『スターソルジャー』『カラテカ』
  - ゲーム特集…1991年2 - 3月
- 第110回 - #110 名作完結!?「ゼルダの伝説 時のオカリナ」（2010年12月9日）
  - 有野の挑戦…『ゼルダの伝説 時のオカリナ』（後編） ○
  - キャッチコピーをつかまえて…。…『フィールドコンバット』『アルカノイドII』『マイティボンジャック』
  - ゲーム特集…1991年3 - 4月
- 第111回 - #111 まさかのシューティング!!「スーパースターフォース」（2011年1月6日）
  - 有野の挑戦…『スーパースターフォース』（ジョイカード使用）
  - たまに行くならこんなゲームセンター…埼玉県入間市・プラサカプコン 入間店（2014年7月6日を以て閉店。現在は空き店舗となり、CoCo壱番屋入間宮寺店のみ入居している）
  - キャッチコピーをつかまえて…。…『森田将棋』『ファミリーボクシング』『つっぱり大相撲』
  - ゲーム特集…1991年4 - 6月
- 第112回 - #112 最初で「最後の忍道」（2011年1月20日）
  - 有野の挑戦…『最後の忍道』
  - たまに行くならこんなゲームセンター…埼玉県秩父郡・長瀞・ゲームコスモス（旧「長瀞ドライブイン」）（2014年1月31日閉店）
  - キャッチコピーをつかまえて…。…『燃えろ!!プロ野球』『本将棋 内藤九段将棋秘伝』『激闘プロレス!!闘魂伝説』
  - ゲームセンターCX NEWS…DVD-BOX7の発売記念イベントの模様
- 第113回 - #113 怖い?眠い?「かまいたちの夜」（2011年2月3日）
  - 有野の挑戦…『かまいたちの夜』
  - たまに行くならこんなゲームセンター…品川区南大井4丁目14-19・菊地商店
  - キャッチコピーをつかまえて…。…『元祖西遊記スーパーモンキー大冒険』『ドアドア』『バブルボブル』
  - ゲーム特集…1991年6 - 7月
- 第114回 - #114 今、再びの…「ロックマン4 新たなる野望!!」（2011年2月17日）
  - 有野の挑戦…『ロックマン4 新たなる野望!!』（前編）
  - たまに行くならこんなゲームセンター…千葉市稲毛区長沼原町261・千葉北スカイランド
  - キャッチコピーをつかまえて…。…『ウィザードリィ』『MOTHER』『MOTHER2 ギーグの逆襲』
  - ゲーム特集…1991年7 - 8月
- 第115回 - #115 さらなる高みへ…「ロックマン4 新たなる野望!!」（2011年3月3日）
  - 有野の挑戦…『ロックマン4 新たなる野望!!』（後編）
  - たまに行くならこんなゲームセンター…千葉県袖ケ浦市・東京ドイツ村（前編）
  - キャッチコピーをつかまえて…。…『ミシシッピー殺人事件』『ザナック』『パイロットウイングス』
  - ゲーム特集…1991年8月
- 第116回 - #116 初の有野チョイス!「バベルの塔」（2011年3月17日）
  - 有野の挑戦…『バベルの塔』
  - ゲームセンターCX NEWS…ゲームセンターCX SLぬいぐるみ情報
  - キャッチコピーをつかまえて…。…『ファンタジーゾーン』『弟切草』『涙の倉庫番スペシャル』

## 第15シーズン（2011年4月14日 - 2012年3月8日）
全20回。
- 第117回 - #117 15シーズン開幕!「ギミック!」（2011年4月14日）
  - 有野の挑戦…『ギミック!』
  - たまに行くならこんなゲームセンター…千葉県袖ケ浦市・東京ドイツ村（後編）
  - ゲーム特集…1991年8 - 9月
- 第118回 - #118 F-1!?いえ「F-ZERO」（2011年4月28日）
  - 有野の挑戦…『F-ZERO』（前編）
  - たまに行くならこんな駄菓子屋さん…足立区大谷田4丁目3−8・子供の店 みはらしや菓子店（現在は閉店）
  - レト朗読…『ファイアーエムブレム 暗黒竜と光の剣』
  - ゲーム特集…1991年9月
- 第119回 - #119 課長爆走!!「F-ZERO」（2011年5月12日）
  - 有野の挑戦…『F-ZERO』 ○（後編）
  - たまに行くならこんな文房具店…神奈川県横浜市・小笠原文具店（ゆずの歌にも登場した有名な文具店だったが、2013年12月に店主の女性が亡くなりそのまま閉店。店舗は2015年4月頃まで残っていたが解体撤去されて更地になり、現在は一般の民家が建てられている）
  - レト朗読…『ドラゴンクエストIII そして伝説へ…』
  - ゲーム特集…1991年10 - 11月
- 第120回 - #120 ある!?ない!?パズル&アクション「タントアール」（2011年5月26日）
  - 有野の挑戦…『タントアール』
  - たまに行くならこんな駄菓子屋さん…東京都北区赤羽1-29-10・お菓子の種屋
  - レト朗読…『ファミコン探偵倶楽部 消えた後継者』
  - ゲームセンターCX NEWS…東京都品川区品川・5月5日、バンダイナムコ未来研究所ファンシアター（旧名称：品川パナソニックビル）東北関東震災「ゲームセンターCX チャリティーイベント〜課長と共に…2011春」の模様
- 第121回 - #121 企業戦士KACHO!?「バイオ戦士DAN」（2011年6月9日）
  - 有野の挑戦…『バイオ戦士DAN インクリーザーとの闘い』
  - たまに行くならこんな喫茶店…葛飾区東金町1丁目43−8・純喫茶 シャレード
  - レト朗読…『クロノ・トリガー』
  - ゲーム特集…1991年12月
- 第122回 - #122 コロコロ…「コミックスゾーン」（2011年6月23日）
  - 有野の挑戦…『コミックスゾーン』
  - たまに行くならこんな駄菓子屋さん…東京都北区滝野川6-81-1（JR埼京線「板橋駅」徒歩5分）・齋藤商店「スピタル産業 マルチアダプター AX-1 2500円」（ゼビウス）
  - レト朗読…『ロックマンX』
  - ゲーム特集…1991年12月
- 第123回 - #123 ゴルフ?ビリヤード?「カービィボウル」（2011年7月7日）
  - 有野の挑戦…『カービィボウル』
  - レト朗読…『MOTHER』
  - ゲーム特集…1991年12月
- 第124回 - #124 スラッグ?ギア?いえ「メタルストーム」（2011年7月21日）
  - 有野の挑戦…『重力装甲メタルストーム』
  - たまに行くならこんな駄菓子屋さん…埼玉県さいたま市南区沼影2丁目9-6・クリーニングいせき（クリーニング&駄菓子屋）
  - レト朗読…『探偵 神宮寺三郎 危険な二人』
  - ゲーム特集…1992年1 - 2月
- 第125回 - #125 クイズで育てろ!「子育てクイズ マイエンジェル」（2011年8月11日）
  - 有野の挑戦…『子育てクイズ マイエンジェル』
  - レト朗読…『ファイナルファンタジーII』
  - ゲーム特集…1992年3月
- 第126回 - #126 撃て!走れ!!「バトルフォーミュラ」（2011年9月8日）
  - 有野の挑戦…『バトルフォーミュラ』
  - たまに行くならこんなイベント…港区台場・お台場合衆国2011イベントの模様（『F-ZERO』生挑戦）
  - レト朗読…『聖剣伝説2』
  - ゲーム特集…1992年3 - 7月
- 第127回 - #127 ハロー!「ハロー!パックマン」（2011年9月22日）
  - 有野の挑戦…『ハロー!パックマン』
  - たまに行くならこんなボウリング場…埼玉県入間市大字小谷田1262-2・富士ボウル（BA FUJI BOWLに2019年11月21日リニューアル）
  - レト朗読…『かまいたちの夜』
  - ゲーム特集…1992年7 - 8月
- 第128回 - #128 未来で闘う忍者!?「ストライダー飛竜」（2011年10月20日）
  - 有野の挑戦…『ストライダー飛竜』
  - たまに行くならこんな海外…ロサンゼルスでのイベントの模様
  - プロジェクトCX…『ガン』（ワイルドガンマン/ダックハント/ホーガンズアレイ）
  - ゲーム特集…1992年9 - 10月
- 第129回 - #129 飛竜からの…「飛龍の拳 奥義の書」（2011年11月3日）
  - 有野の挑戦…『飛龍の拳 奥義の書』
  - ゲームセンターCX NEWS…千葉県千葉市・（幕張メッセ）東京ゲームショウ2011 リポート（博多あべや など）
  - プロジェクトCX…『パワーグローブ』（マッピー/忍者じゃじゃ丸くん）
  - ゲーム特集…1992年11 - 12月
- 第130回 - #130 クロス獲ったどー「聖闘士星矢 黄金伝説」（2011年11月17日）
  - 有野の挑戦…『聖闘士星矢 黄金伝説』
  - プロジェクトCX…『トップライダー』（トップライダー）
  - ゲーム特集…1992年12月
- 第131回 - #131 お疲れ様でした…「天下のご意見番 水戸黄門」（2011年12月1日）
  - 有野の挑戦…『天下のご意見番 水戸黄門』
  - たまに行くならこんな駄菓子屋さん…中央区佃（佃島）1丁目2−8・山本商店（投稿者：阿部浩一）
  - プロジェクトCX…『ホリコマンダー』『ミニコマンダー』『ホリコマンダーα』（ゼビウス）
- 第132回 - #132 戦え!カエル戦士「バトルトード」（2011年12月15日）
  - 有野の挑戦…『バトルトード』（前編）
  - たまに行くならこんなゲームセンター…千葉県市川市市川1丁目9−11サン市川ハイツ1F・ゲームフジ 市川店（アミューズメントエース 市川店に店名を変更して営業中）
  - プロジェクトCX…『ジョイスティック』『ジョイボール』（スーパースターフォース）
  - ゲーム特集…1993年2 - 3月
- 第133回 - #133 もっと戦え!カエル戦士「バトルトード」（2012年1月12日）
  - 有野の挑戦…『バトルトード』 ○（後編）
  - プロジェクトCX…『ファミリーコンピュータ ロボット』（ジャイロ）
  - ゲームセンターCX 重大発表 アイスのコーナー…『有野30代最後の生挑戦』発表
- 第134回 - #134 解決せよ!「探偵神宮寺三郎 新宿中央公園殺人事件」（2012年1月26日）
  - 有野の挑戦…『探偵 神宮寺三郎 新宿中央公園殺人事件』
  - たまに行くならこんなゲームセンター…千葉県市川市大町358・大慶園（前編）
  - プロジェクトCX…『ゲームリピーター』（マイティボンジャック）
  - ゲームセンターCX NEWS…千代田区秋葉原・DVD-BOX8 発売記念イベントリポート テーマ「公認ニセ有野課長を探せin秋葉原」
- 第135回 - #135 セガのエース!?「アレックスキッドのミラクルワールド」（2012年2月9日）
  - 有野の挑戦…『アレックスキッドのミラクルワールド』
  - たまに行くならこんなゲームセンター…千葉県市川市大町358・大慶園（後編）
  - プロジェクトCX…『ファミリーベーシック』（占い/GAME BASICモード/AKB（シューティングゲーム）…AD高橋の自作ゲーム
  - ゲーム特集…1993年3月
- 第136回 - #136 最強!コナミコマンド!!「グラディウス」（2012年3月8日）
  - 有野の挑戦…『グラディウス』
  - プロジェクトCX…『スーパースコープ』『アイワ・CSD-GM1（メガCDラジカセ）』（スーパースコープ6/ソニック・ザ・ヘッジホッグ）
  - ゲームセンターCX NEWS…『有野30代最後の生挑戦』舞台裏

## 第16シーズン（2012年4月12日 - 2013年3月7日）
全20回。
- 第137回 - #137 16シーズン謝謝「スーパーチャイニーズ」（2012年4月12日）
  - 有野の挑戦…『スーパーチャイニーズ』
  - たまに行くならこんなゲームセンター…東京都北区赤羽2-9-2・ゲーム平安（2012年8月25日閉店）
  - 『有野30代最後の生挑戦』反省会
  - ゲーム特集…1993年4 - 10月
- 第138回 - #138 アタマをつかえ!「ダイナマイトヘッディー」（2012年4月26日）
  - 有野の挑戦…『ダイナマイトヘッディー』（前編）
  - たまに行くならこんなゲームセンター…千葉県船橋市浜町2丁目2-7・ビビットスクエア南船橋4F「アメイジングワールド 船橋店」（2018年8月31日閉店）、「スポーツカフェ（Sports Cafe）」（2012年10月1日からビビット南船橋）
  - ファミコン人間国宝ありの…『パートタイマーの野望 武将風雲録』
  - ゲーム特集…1993年11 - 12月
- 第139回 - #139 決着つけろ!「ダイナマイトヘッディー」（2012年5月10日）
  - 有野の挑戦…『ダイナマイトヘッディー』（後編）
  - たまに行くならこんな駄菓子屋…江東区大島5-3-3・ひよこ
  - ファミコン人間国宝ありの…『新宿2丁目連続殺人事件』
  - ゲーム特集…1994年2月
- 第140回 - #140 課長がお届け…「カットビ!宅配くん」（2012年5月24日）
  - 有野の挑戦…『カットビ!宅配くん』
  - たまに行くならこんなゲームセンター…目黒区碑文谷5丁目28−6・P-KOEN（閉店：時期不明2015年7月以降）
  - ファミコン人間国宝ありの…『ときめきくの一メモリアル』
  - ゲーム特集…1994年4月（ファミコン編最終回）
- 第141回 - #141 えっ…課長がサッカー!?「キャプテン翼」（2012年6月7日）
  - 有野の挑戦…『キャプテン翼』（前編）
  - たまに行くならこんなバッティングセンター…江戸川区松江1丁目11−7・松江バッティングセンター
  - ファミコン人間国宝ありの…『ファミリー裏カジノ』
  - ゲーム特集（GB編）…1989年4 - 5月（GB編初回）
- 第142回 - #142 ロスタイム…!?「キャプテン翼」（2012年6月21日）
  - 有野の挑戦…『キャプテン翼』（後編）
  - たまに行くならこんなおもちゃ屋…江東区北砂5丁目20−13・アップルハウス（おもちゃ屋としては2018年4月29日に閉店[3]）
  - ファミコン人間国宝ありの…『ミスター鍵っ子』
  - ゲーム特集（GB編）…1989年4 - 7月
- 第143回 - #143 岩手出張スペシャル「パイロットウイングス」完結!?（2012年7月5日）
  - 有野の挑戦…『パイロットウイングス』 ○（初プレイ・生放送・スペシャルのと合わせると 計27時間30分）
  - 岩手めんこいテレビ、アンダーエイジ出演番組「はちきゅん」イベント告知で生出演（2012年5月26日）
  - たまに行くならこんな岩手の駄菓子屋…岩手県雫石町上町東5・雫石 昔語り館（2015年頃閉館）
- 第144回 - #144 撃て!走れ!!「ガンデック」（2012年7月19日）
  - 有野の挑戦…『ガンデック』
  - たまに行くならこんな岩手のゲームセンター…岩手県二戸市石切所大渕1-1（県道274号）・オートレストラン・ゲームランド「ジャンボ」（2013年12月20日オートレストランも含め全て閉店。現在は倉庫に改装されている）
  - ファミコン人間国宝ありの…『モンスターハンターハンター』
  - ゲーム特集（GB編）…1989年10 - 11月
- 第145回 - #145 推理せよ…「ファミコン探偵倶楽部 消えた後継者」（2012年8月2日）
  - 有野の挑戦…『ファミコン探偵倶楽部 消えた後継者』
  - たまに行くならこんな駄菓子屋さん…東京都清瀬市下清戸 361 1丁目・だがしや 島田商店
  - ファミコン人間国宝ありの…『ウラディウス』
  - ゲーム特集（GB編）…1989年11 - 12月
- 第146回 - #146 ロシアのスキンヘッド!「カルノフ」（2012年9月6日）
  - 有野の挑戦…『カルノフ』（ジョイカード使用）
  - たまに行くならこんなイベント…港区台場・お台場合衆国2012
  - ファミコン人間国宝ありの…『つるべの名探偵』
  - ゲーム特集（GB編）…1989年12月
- 第147回 - #147 釣れるか!?無人島男…「川のぬし釣り2」（2012年9月20日）
  - 有野の挑戦…『川のぬし釣り2』
  - たまに行くならこんなゲームセンター…台東区上野三丁目29番5・松坂屋上野店 南館 屋上遊園地（2014年3月11日南館の営業終了。23階建の複合ビルに建て替え、上野店は地下1階のみ入居）
  - 重大発表 アイスのコーナー…『ゲームセンターCX in ASIA めざせカンボジア代表!』発表
  - ゲーム特集（GB編）…1990年1月
- 第148回 - #148 チャージせよ!「パルスマン」（2012年10月25日）
  - 有野の挑戦…『パルスマン』
  - ゲームセンターCX NEWS…千葉県千葉市・東京ゲームショウ2012（幕張メッセ）
  - バーコードギャンブラー…永遠のライバル対決 『スーパーマリオブラザーズ』対『ソニック・ザ・ヘッジホッグ』
  - ゲーム特集（GB編）…1990年2 - 3月
- 第149回 - #149 パズルで島攻略「迷宮島」（2012年11月8日）
  - 有野の挑戦…『迷宮島』
  - たまに行くならこんな海外…『ゲームセンターCX in ASIA めざせカンボジア代表!』未公開集
  - バーコードギャンブラー…RPG夢の頂上対決 『ドラゴンクエスト』対『ファイナルファンタジー』
  - ゲーム特集（GB編）…1990年3月
- 第150回 - #150 150回記念…「パラッパラッパー」（2012年11月22日）
  - 有野の挑戦…『パラッパラッパー』
  - たまに行くならこんなおもちゃ屋さん…江東区高橋8-3・トイパークまさみや
  - バーコードギャンブラー…定番歴史シミュレーション対決 『三國志』対『信長の野望』
  - ゲーム特集（GB編）…1990年4月
- 第151回 - #151 フシギ系アドベンチャー「夢見館の物語」（2012年12月13日）
  - 有野の挑戦…『夢見館の物語』 ○
  - たまに行くならこんな駄菓子屋…板橋区蓮根2丁目26−16・小林菓子店（小林孝商店）
  - バーコードギャンブラー…お笑いビッグ対決 『さんまの名探偵』対『たけしの挑戦状』
  - ゲーム特集（GB編）…1990年4 - 5月
- 第152回 - #152 ワクワク…「スーパーマリオヨッシーアイランド」（2013年1月10日）
  - 有野の挑戦…『スーパーマリオ ヨッシーアイランド』（前編）
  - たまに行くならこんなゲームセンター…千代田区神田佐久間町2丁目13−3（秋葉原）・ナツゲーミュージアム（2019年9月16日閉店）
  - バーコードギャンブラー…ハリウッド名作アクション対決 『ランボー』対『ターミネーター2』
  - ゲーム特集（GB編）…1990年5 - 6月
- 第153回 - #153 ドキドキ…「スーパーマリオヨッシーアイランド」（2013年1月24日）
  - 有野の挑戦…『スーパーマリオ ヨッシーアイランド』（後編） ○（挑戦時間2日合わせて 計24時間）
  - たまに行くならこんなゲームセンター…練馬区貫井3丁目5−6 ドンズビル2F・ゲームパーク 富士見台店（2021年にゲームセンターワイワイとしてリニューアル)
  - バーコードギャンブラー…激ムズゲーム対決『高橋名人の冒険島』対『魔界村』
  - GCCXチューブ発…千代田区秋葉原・ゲームセンターCX殺人事件in秋葉原のイベント紹介
- 第154回 - #154 踏め!飛べ!走れ!「メトロクロス」（2013年2月7日）
  - 有野の挑戦…『メトロクロス』（前編）
  - たまに行くならこんなゲームセンター…練馬区向山・としまえん（2020年8月31日閉園）
  - バーコードギャンブラー…弱すぎる主人公対決『スペランカー』対『アトランチスの謎』
  - ゲーム特集（GB編）…1990年6月
- 第155回 - #155 とにかく急げ!!「メトロクロス」（2013年2月21日）
  - 有野の挑戦…『メトロクロス』（後編） ○
  - たまに行くならこんなゲームセンター…練馬区向山・としまえん（2020年8月31日閉園）
  - バーコードギャンブラー…格ゲー頂上対決『ストリートファイターII』対『バーチャファイター』
  - ゲーム特集（GB編）…1990年6 - 7月
- 第156回 - #156 ケムコの不思議ゲーム「スペースハンター」（2013年3月7日）
  - 有野の挑戦…『スペースハンター』 ○
  - バーコードギャンブラー…任天堂VSSEGAハード対決『ファミリーコンピュータ』対『セガマークIII』&生挑戦対決『パイロットウイングス』対『マイティボンジャック』
  - GCCXニュース 映画『シュガー・ラッシュ』の告知

## 第17シーズン（2013年4月11日 - 2014年3月6日）
全20回。10周年記念シーズン。
- 第157回 - #157 初ディズニー!「ミッキーのマジカルアドベンチャー」（2013年4月11日）
  - 有野の挑戦…『ミッキーのマジカルアドベンチャー』
  - たまに行くならこんなゲームセンター…品川区旗の台3-12-3・荏原ゲームコーナー（2014年3月20日を以て閉店）
  - 重大発表…ゲームセンターCX サウンドトラックCD 発売決定告知
  - ゲーム特集（GB編）…1990年7 - 8月
- 第158回 - #158 東京マラソンと共に…「ファミリートレーナー ジョギングレース」（2013年4月25日）
  - 有野の挑戦…『ファミリートレーナー ジョギングレース』
  - たまに行くならこんなゲームセンター…豊島区南大塚1丁目52−4 大塚レジャービル・大塚バッティングセンター
  - ファミコンスナイパー…『キャプテン翼』
- 第159回 - #159 あの名作がゲームに…「トム・ソーヤーの冒険」（2013年5月9日）
  - 有野の挑戦…『トム・ソーヤーの冒険』
  - たまに行くならこんなゲームセンター…日野市多摩平2丁目3−6・ネバーランド（2016年8月28日を以て閉店）
  - ファミコンスナイパー…『ファミリートレーナー 突撃!風雲たけし城』
  - ゲーム特集（GB編）…1990年8 - 9月
- 第160回 - #160 乗ったり降りたり「超惑星戦記メタファイト」（2013年5月23日）
  - 有野の挑戦…『超惑星戦記 メタファイト』
  - たまに行くならこんなゲームセンター…台東区上野5丁目27・GAME INN FIRST（2017年3月31日を以て閉店）
  - ファミコンスナイパー…『スペランカー』
  - ゲーム特集（GB編）…1990年9 - 10月
- 第161回 - #161 目指せ! GI「ベスト競馬 ダービースタリオン」（2013年6月6日）
  - 有野の挑戦…『ベスト競馬 ダービースタリオン』
  - ファミコンスナイパー…『パンチアウト!!』
  - 重大発表…ゲームセンターCX オリジナルゲーム 第3弾製作決定告知
- 第162回 - #162 興奮!?「スーパードンキーコング2」（2013年6月20日）
  - 有野の挑戦…『スーパードンキーコング2』（前編）
  - たまに行くならこんなおもちゃ屋さん…新宿区・トイランド（2013年3月閉店。2月の収録の時点で既に閉店セールを行っていた）
  - ファミコンスナイパー…『スーパーマリオブラザーズ3』
  - 重大発表…ゲームセンターCX THE MOVIE 上映決定告知
- 第163回 - #163 熱狂!?「スーパードンキーコング2」（2013年7月4日）
  - 有野の挑戦…『スーパードンキーコング2』（中編）
  - ゲームセンターCX NEWS…10周年記念プロジェクト発表記者会見レポート
  - 重大発表…ゲームセンターCX 有野の挑戦 in 武道館 決定告知
  - ファミコンスナイパー…『高橋名人の冒険島』
- 第164回 - #164 感動!「スーパードンキーコング2」（2013年7月18日）
  - 有野の挑戦…『スーパードンキーコング2』（後編） ○（挑戦時間過去最長 3日合わせて 計41時間30分）
  - たまに行くならこんなおもちゃ屋さん…大田区大森中2-2-1・みやかわ（現在は閉店）
  - ファミコンスナイパー…『聖闘士星矢 黄金伝説』
  - ゲーム化計画3…グレフ・丸山さんと初打ち合わせ
- 第165回 - #165 つかもうゼ!「ドラゴンボールZ 超武闘伝」（2013年8月8日）
  - 有野の挑戦…『ドラゴンボールZ 超武闘伝』
  - たまに行くならこんな駄菓子屋さん…神奈川県横浜市神奈川区大口通・ゲーム 玩具「第二しんみせ」
  - ファミコンスナイパー…『たけしの挑戦状』
  - ゲームセンターCX NEWS…ゲームセンターCX in Parisの予告
- 第166回 - #166 おなじみ忍者ゲー「KAGE」（2013年8月22日）
  - 有野の挑戦…『闇の仕事人 KAGE』
  - たまに行くならこんな駄菓子屋さん…神奈川県川崎市中原区木月1丁目7−44・はらだや
  - ゲーム化計画3…グレフ本社に訪問① 開発状況の視察
  - ゲーム特集（GB編）…1990年10月
- 第167回 - #167 くるくるまわれ〜「スカイキッド」（2013年9月19日）
  - 有野の挑戦…『スカイキッド』
  - たまに行くならこんなイベント…港区台場・お台場合衆国2013で行われたイベントの模様
  - ゲーム化計画3…グレフ本社に訪問② 正式タイトル決定（バンダイナムコ 伊藤麻矢さん同席）
  - ゲーム特集（GB編）…1990年11月
- 第168回 - #168 ジャンプ世代!「幽☆遊☆白書 魔強統一戦」（2013年10月24日）
  - 有野の挑戦…『幽☆遊☆白書 魔強統一戦』
  - ゲームセンターCX NEWS…千葉県千葉市・幕張メッセ、東京ゲームショウ2013
  - 振り返れば奴がいた…『ボーダーライン』『サファリハンティング』『N-サブ』
  - ゲーム特集（GB編）…1990年12月
- 第169回 - #169 頭を使え!!「ニトロパンクス マイトヘッズ」（2013年11月7日）
  - 有野の挑戦…『ニトロパンクス マイトヘッズ』
  - たまに行くならこんな駄菓子屋さん…荒川区南千住5丁目3−11・いちせ商店
  - 振り返れば奴がいた…『コンゴボンゴ』『YAMATO』『スタージャッカー』
  - ゲーム化計画3…購入特典DVDの収録模様
- 第170回 - #170 当たるか…?「アイギーナの予言」（2013年11月21日）
  - 有野の挑戦…『アイギーナの予言』
  - ゲームセンターCX NEWS…「ゲームセンターCX 有野の挑戦 in 武道館」の様子
  - 振り返れば奴がいた…『チャンピオンベースボール』『パッカー』『シンドバッドミステリー』
  - ゲーム化計画3…グレフ本社に訪問③ 現状視察
- 第171回 - #171 続・当たるか…?「アイギーナの予言」（2013年12月12日）
  - 有野の挑戦…『アイギーナの予言』
  - たまに行くならこんな駄菓子屋さん…千葉県浦安市堀江3丁目13−1・重兵衛商店
  - 振り返れば奴がいた…『ゴルゴ13』『サファリレース』『ハッスルチューミー』
  - ゲーム化計画4…ゲーム音声収録の模様
- 第172回 - #172 有野の挑戦in武道館 ドキュメント（2014年1月9日）
  - ドキュメント 有野の挑戦in武道館 〜幸せな一日〜
  - 振り返れば奴がいた…『フリッキー』『ガールズガーデン』『ザクソン』
- 第173回 - #173 至高!?「美味しんぼ 究極のメニュー三本勝負」（2014年1月23日）
  - 有野の挑戦…『美味しんぼ 究極のメニュー三本勝負』
  - ゲームセンターCX THE MOVIE 公開直前情報…ゲームクリエイターや番組スタッフ出演の告知
  - 振り返れば奴がいた…『ドラゴン・ワン』『ズーム909』『どきどきペンギンランド』
  - ゲームセンターCX NEWS…千代田区秋葉原・DVD-BOX10の発売記念「名言スタンプラリー in 秋葉原」のイベントレポート
- 第174回 - #174 紙相撲でおなじみ…「うっでいぽこ」（2014年2月6日）
  - 有野の挑戦…『うっでいぽこ』
  - たまに行くならこんなロケ地…神奈川県三浦市・三崎下町商店街
  - 振り返れば奴がいた…『バンクパニック』『チャンピオンアイスホッケー』『マイティボンジャック』
  - ゲームセンターCX THE MOVIE公開直前情報
- 第175回 - #175 伝説の吸血鬼…「ノスフェラトゥ」（2014年2月21日）
  - 有野の挑戦…『ノスフェラトゥ』（前編）
  - たまに行くならこんなゲームコーナー…神奈川県三浦市三崎5丁目3−1・三崎港産直センターうらり
  - 振り返れば奴がいた…『ガルケーブ』『忍者プリンセス』『チャンピオン剣道』
  - ゲームセンターCX THE MOVIE公開直前情報
- 第176回 - #176 姫を救い出せ!!「ノスフェラトゥ」（2014年3月6日）
  - 有野の挑戦…『ノスフェラトゥ』（後編）
  - たまに行くならこんなゲームセンター…千葉県千葉市中央区浜野町1025−59・SPORTS WAVE 鉄腕 24 浜野店
  - ゲームセンターCX NEWS…映画試写会のレポート
  - 振り返れば奴がいた…『ワンダーボーイ』『チャンピオンビリヤード』『ロレッタの肖像』

## 第18シーズン（2014年4月10日 - 2015年3月5日）
全20回。
- 第177回 - #177 宮下ワールド!「竜の子ファイター」（2014年4月10日）
  - 有野の挑戦…『竜の子ファイター』
  - ファミコンボックス（福島市・橋本館）…『スーパーマリオブラザーズ』
  - たまに行くならこんなイベント…『ゲームセンターCX 3丁目の有野』発売記念イベントの様子
  - ゲーム特集（GB編）…1990年12月
- 第178回 - #178 王道再び…「ロックマンX」（2014年4月24日）
  - 有野の挑戦…『ロックマンX』（前編）
  - たまに行くならこんなおもちゃ屋さん…神奈川県三浦市南下浦町3259−3・おもちゃのぼーしゅうや
  - ファミコンボックス（福島市・橋本館）…『ドンキーコングJR.』『デビルワールド』
  - ゲーム特集（GB編）…1990年12月
- 第179回 - #179 やっぱり延長…「ロックマンX」（2014年5月8日）
  - 有野の挑戦…『ロックマンX』（後編） ○
  - たまに行くならこんなバッティングセンター…台東区浅草1丁目27−5・浅草バッティングスタジアム
  - ファミコンボックス（福島市・橋本館）…『デビルワールド』
  - ゲーム特集（GB編）…1990年12月
- 第180回 - #180 有野探偵再び…「殺意の階層 ソフトハウス連続殺人事件」（2014年5月22日）
  - 有野の挑戦…『殺意の階層 ソフトハウス連続殺人事件』
  - たまに行くならこんな駄菓子屋さん…足立区一ツ家4-17-1・岡田屋
  - ファミコンボックス（福島市・橋本館）…『ベースボール』
  - ゲーム特集（GB編）…1990年12月
- 第181回 - #181 戦え!セガのヒーロー「ガンスターヒーローズ」（2014年6月5日）
  - 有野の挑戦…『ガンスターヒーローズ』
  - たまに行くならこんな駄菓子屋さん…足立区興野2丁目22−20・コスモ
  - ファミコンボックス（福島市・橋本館）…『テニス』『バレーボール』『麻雀』
  - ゲーム特集（GB編）…1991年1月
- 第182回 - #182 クリアデキール!?「ケルナグール」（2014年6月19日）
  - 有野の挑戦…『ケルナグール』
  - たまに行くならこんな駄菓子屋さん…足立区・コスモ
  - ファミコンボックス（福島市・橋本館）…『ゴルフ』『麻雀』
  - ゲーム特集（GB編）…1991年2 - 3月
- 第183回 - #183 祝!世界デビュー「超ゴジラ」（2014年7月3日）
  - 有野の挑戦…『超ゴジラ』
  - たまに行くならこんなゲームコーナー…埼玉県長瀞町・宝登山ロープウェイ
  - ファミコンボックス（福島市・橋本館）…『麻雀』
  - ゲーム特集（GB編）…1991年3月
- 第184回 - #184 はじめてのゲームボーイ「スーパーマリオランド」（2014年7月17日）
  - 有野の挑戦…『スーパーマリオランド』
  - たまに行くならこんなゲームセンター…埼玉県秩父市&秩父郡・秩父ミューズパーク
  - ファミコンボックス（福島市・橋本館）…『アイスクライマー』
  - ゲーム特集（GB編）…1991年4月
- 第185回 - #185 名騎手めざして…「ファミリージョッキー」（2014年8月7日）
  - 有野の挑戦…『ファミリージョッキー』（前編）（ジョイカード使用）
  - たまに行くならこんなゲームコーナー…埼玉県秩父市上町1丁目5・矢尾百貨店5階 ゲームセンター 矢尾ゲームコロニー
  - ファミコンボックス（福島市・橋本館）…『レッキングクルー』
  - ゲーム特集（GB編）…1991年4 - 5月
- 第186回 - #186 悲願のGI制覇!?「ファミリージョッキー」（2014年8月21日）
  - 有野の挑戦…『ファミリージョッキー』（後編）
  - たまに行くならこんなゲームコーナー…埼玉県秩父市上町1丁目5・矢尾百貨店5階 ゲームセンター 矢尾ゲームコロニー
  - ファミコンボックス（福島市・橋本館）…『レッキングクルー』
  - ゲーム特集（GB編）…1991年5 - 6月
- 第187回 - #187 アリノ忍者再び…「シャドー・ダンサー」（2014年9月18日）
  - 有野の挑戦…『シャドー・ダンサー』
  - たまに行くならこんなさいたまスーパーアリーナ…埼玉県さいたま市・さいたまスーパーアリーナ「EXIT TUNES ACADEMY FINAL SPECIAL 2014」レポート
  - ゲームセンターMSX…『魔城伝説』
  - ゲーム特集（GB編）…1991年6 - 7月
- 第188回 - #188 これでいいのか…!?「平成天才バカボン」（2014年10月23日）
  - 有野の挑戦…『平成天才バカボン』
  - たまに行くならこんなイベント…港区台場・お台場新大陸2014で行われたイベントの模様
  - ゲームセンターMSX…『マッピー』『イー・アル・カンフー』『イーガー皇帝の逆襲-イー・アル・カンフーII-』
  - ゲーム特集（GB編）…1991年7 - 8月
- 第189回 - #189 斬れ!「マジックソード」（2014年11月6日）
  - 有野の挑戦…『マジックソード』
  - たまに行くならこんなバッティングセンター…埼玉県さいたま市西区宮前町140−4・新大宮バッティングセンター
  - ゲームセンターMSX…『ぶた丸パンツ』『ジャンプコースター』
  - ゲーム特集（GB編）…1991年8 - 9月
- 第190回 - #190 新感覚ホラー!?「Dの食卓」（2014年11月20日）
  - 有野の挑戦…『Dの食卓』
  - たまに行くならこんなゲームセンター…埼玉県上尾市大字久保70−2・オートパーラー上尾
  - ゲームセンターMSX…『バラン数』『ヘビーボクシング』
  - ゲーム特集（GB編）…1991年9 - 11月
- 第191回 - #191 昇れ! 登れ!!「クレイジー·クライマー」（2014年12月11日）
  - 有野の挑戦…『クレイジー・クライマー』
  - たまに行くならこんな喫茶店…中野区本町5-40-20・COFFEE & SNACK ミロン（2015年2月末閉店）
  - ゲームセンターMSX…『大障害競馬』『スキーコマンド』
  - ゲーム特集（GB編）…1991年12月
- 第192回 - #192 オモシロゲーム!?「超絶倫人ベラボーマン」（2015年1月8日）
  - 有野の挑戦…『超絶倫人ベラボーマン』
  - ゲームセンターMSX…『アイスワールド』『モアイの秘宝』
  - ゲーム特集（GB編）…1991年12月
- 第193回 - #193 課長は何タイプ!?「R-TYPE」（2015年1月22日）
  - 有野の挑戦…『R-TYPE I・II』
  - たまに行くならこんなお米屋さん…中野区弥生町3丁目28−1・神田米店
  - ゲームセンターMSX…『イーグルファイター』『カーファイター』
  - ゲーム特集（GB編）…1991年12月
- 第194回 - #194 伝説の課長!?「伝説の騎士エルロンド」（2015年2月5日）
  - 有野の挑戦…『伝説の騎士エルロンド』
  - たまに行くならこんなゲームセンター…荒川区東日暮里5-20-5・駄菓子屋 KUME（2017年10月末閉店[4]）
  - ゲームセンターMSX…『賢者乃石』『伊賀忍法帖』『伊賀忍法帖 満月城の戦い』
  - ゲーム特集（GB編）…1992年1月
- 第195回 - #195 スーパーカチョーが駆け巡る「戦場の狼」（2015年2月19日）
  - 有野の挑戦…『戦場の狼』（ジョイカード使用）
  - たまに行くならこんな秋葉原のイベント…千代田区秋葉原・DVD-BOX11発売記念イベントの様子「秋葉原横断ウルトラQ」
  - ゲームセンターMSX…『ハデスの紋章』『一寸法師のどんなもんだい』
  - ゲーム特集（GB編）…1992年2月
- 第196回 - #196 色々あるぜ!「謎の村雨城」（2015年3月5日）
  - 有野の挑戦…『謎の村雨城』 ×
  - たまに行くならこんなゲームセンター…目黒区目黒本町4丁目2-7・小澤玩具店
  - ゲームセンターMSX…『ザナック』『MSXベースボール』
  - ゲーム特集（GB編）…1992年3月

## 第19シーズン（2015年4月9日 - 2016年3月24日）
- 第197回 - #197 祝!次世代機解禁!!「I.Q Intelligent Qube」（2015年4月9日）
  - 有野の挑戦…『I.Q Intelligent Qube』（前編）
  - たまに行くならこんな駄菓子屋さん…千葉県習志野市津田沼5-3-9・美好菓子店
  - DJモンスター…男性ユニット対決＜B'z『LOVE PHANTOM』＞VS＜access『MOONSHINE DANCE』＞
  - ゲーム特集（GB編）…1992年4月
- 第198回 - #198 知性×スピード「I.Q Intelligent Qube」（2015年4月23日）
  - 有野の挑戦…『I.Q Intelligent Qube』 ○（後編）
  - たまに行くならこんな本屋さん…埼玉県越谷市レイクタウン4-1-1・未来屋書店イオンレイクタウン店
  - DJモンスター…CMソング対決＜ウルフルズ『明日があるさ』＞VS＜牛若丸三郎太『勇気のしるし〜リゲインのテーマ〜』＞
  - ゲーム特集（GB編）…1992年5 - 7月
- 第199回 - #199 期待に答えろ!「クイズなないろDREAMS 虹色町の奇跡」（2015年5月7日）
  - 有野の挑戦…『クイズなないろDREAMS 虹色町の奇跡』
  - たまに行くならこんな駄菓子屋さん…千葉県千葉市若葉区桜木北2-10-1・駄菓子たかはし
  - DJモンスター…妖怪テーマソング対決＜Dream5『ようかい体操第一』＞VS＜泉谷しげる『ゲゲゲの鬼太郎』＞
  - ゲーム特集（GB編）…1992年7月
- 第200回 - #200 祝!200回!!「全日本プロレス」（2015年5月21日）
  - 有野の挑戦…『全日本プロレス』
  - たまに行くならこんな会議…千葉県千葉市・（幕張メッセ）ニコニコ超会議2015の模様（2015年5月17日）に放送されたSPの総集編
  - DJモンスター…イロモノ系バンド対決＜ゴールデンボンバー『女々しくて』＞VS＜シャ乱Q『ズルい女』＞
  - ゲーム特集（GB編）…1992年8月
- 第201回 - #201 燃えよ!「ダブルドラゴン 双截龍」（2015年6月4日）
  - 有野の挑戦…『ダブルドラゴン 双截龍』
  - たまに行くならこんな温泉…埼玉県春日部市下大増新田66−1・かすかべ湯元温泉
  - DJモンスター…ゲームソング対決＜真宮寺さくら&帝国歌劇団『檄!帝国華撃団』＞VS＜高橋名人『高橋名人伝説 -魂の16連射-』＞
  - ゲーム特集（GB編）…1992年9月
- 第202回 - #202 頑張れ有野くん「忍者くん 阿修羅ノ章」（2015年7月2日）
  - 有野の挑戦…『忍者くん 阿修羅ノ章』（前編）
  - たまに行くならこんなサイン会…岡山県岡山市北区下石井1-2-1・未来屋書店（イオンモール岡山）で開催された（岐部昌幸とサダタローのサイン会）。
  - DJモンスター…アイドル対決＜AKB48『恋するフォーチュンクッキー』＞VS＜おニャン子クラブ『セーラー服を脱がさないで』＞
  - ゲーム特集（GB編）…1992年9-10月
- 第203回 - #203 踏ん張れ有野くん「忍者くん 阿修羅ノ章」（2015年7月16日）
  - 有野の挑戦…『忍者くん 阿修羅ノ章』（後編）
  - たまに行くならこんなバッティングセンター…埼玉県草加市苗塚町565・草加バッティングセンター
  - DJモンスター…女性ボーカリスト対決＜西野カナ『会いたくて会いたくて』＞VS＜沢田知可子『会いたい』＞
  - ゲーム特集（GB編）…1992年11-12月
- 第204回 - #204 犯人は・・・?「山村美紗サスペンス 京都龍の寺殺人事件」（2015年8月13日）
  - 有野の挑戦…『山村美紗サスペンス 京都龍の寺殺人事件』
  - たまに行くならこんなベトナムの駄菓子屋さん…ベトナムホーチミン市・ロウドゥック通りの駄菓子屋さん
  - DJモンスター…カバーした・されたソング対決＜Whiteberry『夏祭り』＞VS＜JITTERIN'JINN『夏祭り』＞
  - ゲーム特集（GB編）…1992年12月
- 第205回 - #205 掘り進め!「モグラ〜ニャ」（2015年9月10日）
  - 有野の挑戦…『モグラ〜ニャ』
  - たまに行くならこんなイベント…港区台場・「お台場夢大陸〜ドリームメガナツマツリ〜」ダブルドラゴンに生挑戦。
  - DJモンスター…ラブソング対決＜久保田利伸『LA・LA・LA LOVE SONG』＞VS＜シャ乱Q『シングルベッド』＞
  - ゲーム特集（GB編）…1992年12月
- 第206回 - #206 剣と盾で戦え!「闘いの挽歌」（2015年10月8日）
  - 有野の挑戦…『闘いの挽歌』
  - たまに行くならこんなボウリング場…葛飾区奥戸4-2・新小岩サニーボウル
  - DJモンスター…今はもう見られないかもしれない紅白名物対決＜美川憲一『さそり座の女』＞VS＜小林幸子『おもいで酒』＞
  - ゲーム特集（GB編）…1993年1月 - 2月
- 第207回 - #207 戦え!課長ポリス!!「ESWAT」（2015年10月22日）
  - 有野の挑戦…『ESWAT』
  - たまに行くならこんな駄菓子屋さん…葛飾区東四つ木3-6・田村商店（現在は閉店）
  - DJモンスター…（延長戦）思い出ソング対決＜小沢健二『愛し愛されて生きるのさ』＞VS＜広瀬香美『ゲレンデがとけるほど恋したい』＞
  - ゲーム特集（GB編）…1993年
- 第208回 - #208 オモシロゲーム!?「改造町人シュビビンマン」（2015年11月5日）
  - 有野の挑戦…『改造町人シュビビンマン』
  - たまに行くならこんな駄菓子屋さん…品川区東大井5-9-15・駄菓子屋いぬづか
  - 有野課長のボーナス査定…『クルクルランド』
  - ゲーム特集（GB編）…1993年
- 第209回 - #209 5年ぶり3回目「リンクの冒険」（2015年11月19日）
  - 有野の挑戦…『リンクの冒険』（前編）
  - たまに行くならこんなゲーム展…埼玉県川口市上青木3-12−96・彩の国ビジュアルプラザSKIPシティ映像ミュージアム「あそぶ!ゲーム展」
  - 有野課長のボーナス査定…『フラッピー』・『ギャプラス』
- 第210回 - #210 アクションRPGの王道「リンクの冒険」（2015年12月3日）
  - 有野の挑戦…『リンクの冒険』（後編） △
  - たまに行くならこんなゲーム展…埼玉県川口市上青木3-12−96・彩の国ビジュアルプラザSKIPシティ映像ミュージアム「あそぶ! ゲーム展」
  - 有野課長のボーナス査定…『天地を喰らうII 赤壁の戦い』・『独眼竜政宗』
- 第211回 - #211 体当たりで確保せよ!「TAITO CHASE H.Q.」（2016年1月14日）
  - 有野の挑戦…『タイトーチェイスH.Q.』
  - たまに行くならこんなゲームセンター…練馬区錦2-19-1 トーホープラザビル5階・トーホーレジャープラザ（2020年7月6日閉店）
  - 有野課長のボーナス査定…『ピンボール』
  - ゲーム特集（GB編）…1993年5月 - 6月
- 第212回 - #212 フシギなパズル「オリビアのミステリー」（2016年1月28日）
  - 有野の挑戦…『オリビアのミステリー』
  - たまに行くならこんな駄菓子屋さん…埼玉県朝霞市溝沼2-12-17・太陽堂
  - 有野課長のボーナス査定…『ワギャンパラダイス』・『ワイワイワールド2 SOS!!パセリ城』
  - ゲームセンターCX NEWS…DVD-BOX12発売記念 秋葉原イベント。テーマ「大須賀五右衛門と消えた千両箱」
- 第213回 - #213 アチョーカチョー「THE 功夫」（2016年2月11日）
  - 有野の挑戦…『THE 功夫』
  - たまに行くならこんなゲームセンター…埼玉県所沢市大字南永井1116・埼玉スポーツセンター
  - 有野課長のボーナス査定…『ガールズガーデン』・『忍 -SHINOBI-』
  - ゲーム特集（GB編）…1993年
- 第214回 - #214 当時はペンギンブーム!?「夢ペンギン物語」（2016年2月25日）
  - 有野の挑戦…『夢ペンギン物語』 ○
  - たまに行くならこんなゲームセンター…埼玉県所沢市大字南永井1116・埼玉スポーツセンター
  - 有野課長のボーナス査定…『マイティファイナルファイト』・『ファイティング・ストリート』
  - ゲーム特集（GB編）…1993年
- 第215回 - #215 スクーターで戦え!「セクロス」（2016年3月10日）
  - 有野の挑戦…『セクロス』
  - たまに行くならこんなゲームセンター…静岡県熱海市熱海1993・熱海城
  - 有野課長のボーナス査定…『アレイウェイ』・『スーパーマリオRPG』
  - ゲーム特集（GB編）…1993年
- 第216回 - #216 19シーズンラスト!「スーパーマリオランド2 6つの金貨」（2016年3月24日）
  - 有野の挑戦…『スーパーマリオランド2 6つの金貨』 ○
  - たまに行くならこんなゲームセンター…静岡県熱海市熱海1993・熱海城
  - 有野課長のボーナス査定…『迷宮組曲』・『独眼竜政宗』

## 第20シーズン（2016年4月21日 - 2017年3月16日）
- 第217回 - #217 サル年だ!「サルゲッチュ」（2016年4月21日）
  - 有野の挑戦…『サルゲッチュ』（前編）
  - たまに行くならこんなゲームセンター…江東区青海・日本科学未来館 企画展「GAME ON」
  - 渋谷に訊け…ストリートファイターIIで有名なこのキャラクターの名前を知っていますか?
  - ゲーム特集（GB編）…1993年10月
- 第218回 - #218 つかまえろ!「サルゲッチュ」（2016年5月5日）
  - 有野の挑戦…『サルゲッチュ』（後編）
  - たまに行くならこんなゲームセンター…静岡県熱海市・「アタミロープウェイ」
  - 渋谷に訊け…有名ホラーゲーム 「○○の夜」を知ってますか?
- 第219回 - #219 GO!「アルゴスの戦士 はちゃめちゃ大進撃」（2016年5月19日）
  - 有野の挑戦…『アルゴスの戦士 はちゃめちゃ大進撃』
  - たまに行くならこんなゲームセンター…静岡県熱海市・「和田たばこ店」
  - 渋谷に訊け…ファミコンの1コンには無くて2コンだけに付いている機能を知ってますか?
  - ゲーム特集（GB編）…1993年
- 第220回 - #220 超課長!「超兄貴」（2016年6月2日）
  - 有野の挑戦…『超兄貴』（前編）
  - たまに行くならこんなゲームセンター…静岡県熱海市・「和田たばこ店」
  - アイスのコーナー…ゲームセンターCX in四国 放送決定!
  - ゲーム特集（GB編）…1993年12月
- 第221回 - #221 マッチョでいこう!「超兄貴」（2016年6月16日）
  - 有野の挑戦…『超兄貴』（後編）
  - たまに行くならこんなゲームセンター…静岡県熱海市・「和田たばこ店」
  - 渋谷に訊け…ファイナルファイトの主人公の名前を知っていますか?
  - ゲーム特集（GB編）…1994年1月 - 3月
- 第222回 - #222 9年ぶり2回目「ワギャンランド2」 （2016年7月7日）
  - 有野の挑戦…『ワギャンランド2』
  - たまに行くならこんなゲームセンター…神奈川県横浜市・アストロ鶴ヶ峰店 & 鶴ヶ峰バッティングセンター
  - ゲームセンターCX NEWS…チャリティーイベント「熊本支援握手会」
  - ゲーム特集（GB編）…1994年3月
- 第223回 - #223 赤塚ワールド全開!「おそ松くん はちゃめちゃ劇場」 （2016年7月21日）
  - 有野の挑戦…『おそ松くん はちゃめちゃ劇場』
  - たまに行くならこんなゲームセンター…神奈川県横須賀市・ゲームパラダイスゼロワン
  - 渋谷に訊け…この主人公が出てくる「○○村」を知っていますか?（魔界村）
  - アイスのコーナー…菅P 絵本出版決定
- 第224回 - #224 ここはどこ?「地底戦空バゾルダー」（2016年8月4日）
  - 有野の挑戦…『地底戦空バゾルダー』
  - たまに行くならこんなゲームセンター…神奈川県藤沢市・喫茶ジュリアン
  - ゲームセンターCX NEWS…熊本で行われた支援物資のゲームソフト配布&握手会の模様を報告
  - ゲーム特集（GB編）…1994年3月
- 第225回 - #225 野獣課長!?「獣王記」（2016年9月1日）
  - 有野の挑戦…『獣王記』
  - たまに行くならこんな駄菓子屋さん…西東京市・小須田商店
  - ゲームセンターCXin四国の未公開映像「徒競争in桂浜」[注 4]
- 第226回（2時間SP） - #226「ゲームセンターCX in 四国 〜ゲームお遍路 88台めぐりの旅〜」（2016年10月13日）
  - ひかりTVで2016年7月3日に先行放送。
  - 有野の挑戦…『奇々怪界』
  - たまに行くならこんなゲームセンター…四国縦断ゲーム88台めぐり
- 第227回 - #227 12星座と戦え!「メソポタミア」（2016年10月27日）
  - 有野の挑戦…『メソポタミア』
  - たまに行くならこんなゲームセンター…愛媛県松山市衣山・Ban Bang 衣山店
  - ゲームセンターCX NEWS…東京ゲームショウ2016
  - ゲーム特集（GB編）…1994年6月 - 7月
- 第228回 - #228 ついに基板!「クイズ殿様の野望2 全国版」（2016年11月10日）
  - 有野の挑戦…『クイズ殿様の野望2 全国版』
  - たまに行くならこんなゲームセンター…香川県高松市北浜町・雑貨Element（エレメント）
  - クイズ ファミオネア…4択クイズ（リオデジャネイロオリンピック関連、ドラゴンクエスト）
  - ゲーム特集（GB編）…1994年7月
- 第229回 - #229 宇宙刑事!?「コスモポリス ギャリバン」（2016年11月24日）
  - 有野の挑戦…『コスモポリス ギャリバン』
  - たまに行くならこんなゲームセンター…東京都小平市・人形のサンキュー
  - クイズ ファミオネア…4択クイズ（大手メーカー合併、ストリートファイター、ロックマン）
- 第230回 - #230 悪夢再び…「クロックタワー2」（2016年12月8日）
  - 有野の挑戦…『クロックタワー2』（前編）
  - たまに行くならこんなゲームセンター…東京都東村山市・きりん館（2020年11月8日閉店[5]）
  - クイズ ファミオネア…4択クイズ（バンダイ、自動車メーカー、スポーツゲーム）
  - ゲームセンターCX NEWS…年末恒例の秋葉原イベントの発表
- 第231回 - #231 シザーマンと決着か!?「クロックタワー2」（2016年12月22日）
  - 有野の挑戦…『クロックタワー2』（後編）
  - クイズ ファミオネア…4択クイズ（日曜日発売のソフト、競走馬、おなじみのハード）
  - ゲーム特集（GB編）…1994年7月
- 第232回 - #232 回転扉・・・「デッドフォックス」（2017年1月19日）
  - 有野の挑戦…『人間兵器デッドフォックス』
  - クイズ ファミオネア…4択クイズ（有野課長 因縁の難題）
  - ゲームセンターCX NEWS…千代田区秋葉原・DVD-BOX13の発売イベント「アベ・カメラ VS 六松くん」の模様
  - ゲーム特集（GB編）…1994年
- 第233回 - #233 白熱レース再び「F-ZERO X」（2017年2月2日）
  - 有野の挑戦…『F-ZERO X』
  - たまに行くならこんなゲームセンター…目黒区平町2丁目6−5・山口菓子店
  - クイズ ファミオネア…4択クイズ（ゲーム音楽に関する難題）
  - ゲーム特集（GB編）…1994年
- 第234回 - #234 運べ!戦え!「ピザポップ」（2017年2月16日）
  - 有野の挑戦…『ピザポップ』
  - たまに行くならこんなゲームセンター…神奈川県横浜市・アミューズメントスポット ドリームス（2020年7月閉店[6]）
  - クイズ ファミオネア…4択クイズ（ファイナルファンタジーのヒロイン、ファミコン版ドラゴンクエスト、ペンギンが主役のゲームから難問）
- 第235回 - #235 11年ぶり!「SUPER魂斗羅」（2017年3月2日）
  - 有野の挑戦…『SUPER魂斗羅』 ○
  - クイズ ファミオネア…4択クイズ（メガドライブに関する難問）
  - ゲーム特集（GB編）…1994年
- 第236回 - #236 20シーズンフィナーレ!「メルヘンメイズ」（2017年3月16日）
  - 有野の挑戦…『メルヘンメイズ』↓
  - たまに行くならこんな駄菓子屋さん…中野区上高田5-44-3・ぎふ屋
  - クイズ ファミオネア…4択クイズ 最終難題（タレントゲームに関する問題）
  - ゲームセンターCX NEWS…『1986マイティボンジャック』のロケ地のおもちゃ屋「おもちゃのマルフク」2016年12月閉店報告

## 第21シーズン（2017年4月20日 - 2018年3月15日）
- 第237回 - #237 21シーズン開幕!「メルヘンメイズ」（2017年4月20日）
  - 有野の挑戦…『メルヘンメイズ』 △
  - たまに行くならこんなゲームセンター…神奈川県川崎市・喫茶店「亜麗人」
  - 仁義なき2Pプレイ マリオブラザーズ激闘編…AD東島真一郎
  - ゲーム特集（SFC編）…1990年
- 第238回 - #238 なめんなよ!「熱血硬派くにおくん」（2017年5月4日）
  - 有野の挑戦…『熱血硬派くにおくん』
  - たまに行くならこんなゲームセンター…神奈川県横浜市・「赤い風船ビル」
  - 仁義なき2Pプレイ マリオブラザーズ激闘編…AD鶴岡丈志
  - ゲーム特集（SFC編）…1990年
- 第239回 - #239 映画公開記念!「電車でGO!64」（2017年5月18日）
  - 有野の挑戦…『電車でGO!64』
  - アイスのコーナー…『ゲームセンターCX on 太平洋』の告知
  - ゲーム特集（SFC編）…1991年
- 第240回 - #240 課長ギター!「ウンジャマ・ラミー」（2017年6月1日）
  - 有野の挑戦…『ウンジャマ・ラミー』
  - アイスのコーナー…『ゲームセンターCX 夏休み in 浅草花やしき』の告知
  - 仁義なき2Pプレイ マリオブラザーズ激闘編…AD伊東篤志
  - ゲーム特集（SFC編）…1991年
- 第241回 - #241 チェーンソー課長「スプラッターハウスPART2」（2017年6月15日）
  - 有野の挑戦…『スプラッターハウス PART2』（前編）
  - たまに行くならこんなゲームセンター…杉並区高円寺・喫茶店「カフェテラスごん」
  - 仁義なき2Pプレイ マリオブラザーズ激闘編…AD矢内英明
  - ゲーム特集（SFC編）…1991年
- 第242回 - #242 救出なるか!?「スプラッターハウスPART2」（2017年7月6日）
  - 有野の挑戦…『スプラッターハウス PART2』（後編）
  - たまに行くならこんなゲームセンター…墨田区・東京スカイツリー前・薬師湯
  - 仁義なき2Pプレイ マリオブラザーズ激闘編…AD片山雄貴
  - ゲーム特集（SFC編）…1991年
- 第243回（2時間SP） - #243 ゲームセンターCX on 太平洋 〜フェリーで有野課長が初挑戦!〜（2017年7月20日）[7]
  - 有野の挑戦…『忍者龍剣伝III 黄泉の方船』
  - たまに行くならこんなゲームセンター…たまゲーIN名古屋・愛知県犬山市「犬山城下町 昭和横丁」、「日本モンキーパーク」、岐阜県可児市「日本ゲーム博物館倉庫」
- 第244回 - #244 ヤバイ街へようこそ「マッド・シティ」（2017年8月3日）
  - 有野の挑戦…『マッド・シティ』
  - たまに行くならこんなゲームセンター…神奈川県厚木市・厚木ツマダボウル
  - 仁義なき2Pプレイ マリオブラザーズ激闘編…AD高橋純平
  - ゲーム特集（SFC編）…1991年
- 第245回 - #245 課長は名探偵!?「西村京太郎ミステリー ブルートレイン殺人事件」（2017年9月7日）
  - 有野の挑戦…『西村京太郎ミステリー ブルートレイン殺人事件』
  - ゲームセンターCX NEWS…『ゲームセンターCX 夏祭り in 浅草花やしき』の模様
  - ゲーム特集（SFC編）…1991年
- 第246回 - #246 課長は何タイプ?「SUPER R-TYPE」（2017年10月5日）
  - 有野の挑戦…『SUPER R-TYPE』
  - ゲームセンターCX NEWS…千葉県千葉市・『東京ゲームショウ2017』（幕張メッセ）の模様
  - 仁義なき2Pプレイ マリオブラザーズ激闘編…AD江本紘之
- 第247回 - #247 宇宙で戦うミミズ「アースワーム・ジム」（2017年10月19日）
  - 有野の挑戦…『アースワーム・ジム』
  - たまに行くならこんな駄菓子屋…神奈川県茅ヶ崎市・順風堂（2020年頃に閉店）
  - ゲーム特集（SFC編）…1991年
- 第248回 - #248 肉を食え!「PC原人2」（2017年11月2日）
  - 有野の挑戦…『PC原人2』
  - アイスのコーナー…バカリズムとの対戦
  - 仁義なき2Pプレイ マリオブラザーズ激闘編…AD浦川瞬
  - ゲーム特集（SFC編）…1992年
- 第249回 - #249 シャッターチャンスを逃すな!「激写ボーイ」（2017年11月16日）
  - 有野の挑戦…『激写ボーイ』
  - 仁義なき2Pプレイ マリオブラザーズ激闘編…AD中山智明
  - ゲーム特集（SFC編）…1992年
- 第250回 - #250 全てはここから始まった…「ドラゴンクエスト」（2017年12月7日）
  - 有野の挑戦…『ドラゴンクエスト』（前編）
  - たまに行くならこんなゲームセンター…千代田区秋葉原・あみあみ 秋葉原ラジオ会館店
  - 仁義なき2Pプレイ マリオブラザーズ激闘編…AD中山智明
- 第251回 - #251 そして伝説へ…「ドラゴンクエスト」（2017年12月21日）
  - 有野の挑戦…『ドラゴンクエスト』（後編） ○
  - ゲームセンターCX NEWS…『Tokyo E-sports Festival』の模様
  - 学べるゲーム講座…「数学」『地底大陸オルドーラ』
- 第252回 - #252 課長の三國志「天地を喰らう」（2018年1月18日）
  - 有野の挑戦…『天地を喰らう』
  - ゲームセンターCX NEWS…秋葉原イベントの模様 方言
  - 学べるゲーム講座…「美術」『マリオペイント』
  - ゲーム特集（SFC編）…1992年
- 第253回 - #253 動かせ!「バザールでござーるのゲームでござーる」（2018年2月1日）
  - 有野の挑戦…『バザールでござーるのゲームでござーる』
  - 学べるゲーム講座…「体育」『エアロビスタジオ』
  - ゲーム特集（SFC編）…1992年
- 第254回 - #254 3Dで格闘だ!「バーチャファイター2」（2018年2月15日）
  - 有野の挑戦…『バーチャファイター2』
  - 学べるゲーム講座…「家庭科」『SIMPLE1500実用シリーズVol.06 カクテルのレシピ』
  - ゲーム特集（SFC編）…1992年
- 第255回 - #255 闘魂!「新日本プロレスリング超戦士IN闘強導夢」（2018年3月1日）
  - 有野の挑戦…『新日本プロレスリング超戦士IN闘強導夢』
  - たまに行くならこんな居酒屋…神奈川県小田原・居酒屋 丸十
  - 学べるゲーム講座…「技術」 『パワーショベルに乗ろう!!』
  - ゲーム特集（SFC編）…1992年
- 第256回 - #256 撃て!討て!「ワイルドガンズ」（2018年3月15日）
  - 有野の挑戦…『ワイルドガンズ（英語版）』
  - たまに作るならこんなグッズ…東京都港区芝・株式会社バンダイ東京本社 有野課長 新フィギュア製作
  - アイスのコーナー…GCCX15周年にふさわしいビッグなイベント
  - 学べるゲーム講座…「算数」『ドンキーコングJR.の算数遊び』

## 第22シーズン（2018年4月19日 - 2019年3月21日）
- 第257回 - #257 老舗の風格「ロックマンX2」（2018年4月19日）
  - 有野の挑戦…『ロックマンX2』（前編）
  - たまに行くならこんな博物館…絶賛開催中のGCCX博物館を体験
  - 基板屋珈琲店…データイースト『トリオ・ザ・パンチ』
- 第258回 - #258 やっぱり延長…「ロックマンX2」（2018年5月10日）
  - 有野の挑戦…『ロックマンX2』（後編） ○
  - 基板屋珈琲店…ジャレコ『破兆』
  - ゲーム特集（SFC編）…1992年
- 第259回 - #259 劇場型ゲーム?「ワンダーモモ」（2018年5月24日）
  - 有野の挑戦…『ワンダーモモ』
  - たまに行くならこんなゲームセンター…東京都青梅市駒木町・かんぽの宿 青梅
  - 基板屋珈琲店…セガ『セガソニック・ザ・ヘッジホッグ』
- 第260回 - #260 「魔獣王」に俺はなる!「魔獣王」（2018年6月7日）
  - 有野の挑戦…『魔獣王』
  - たまに行くならこんなゲームセンター…埼玉県越谷市・ドリーム
  - ゲーム特集（SFC編）…1992年
- 第261回 - #261 アリノザウルス!?「ポケットザウルス十王剣の謎」（2018年6月21日）
  - 有野の挑戦…『ポケットザウルス 十王剣の謎』
  - たまに行くならこんな駄菓子屋…埼玉県草加市長栄・ 駄菓子屋 おがわ
  - 基板屋珈琲店…カプコン『ストリートファイター』
  - ゲーム特集（SFC編）…1992年
- 第262回 - #262 再び吸って吐く!「星のカービィ64」（2018年7月5日）
  - 有野の挑戦…『星のカービィ64』
  - たまに行くならこんなゲームセンター…墨田区江東橋・喫茶 ミカド
  - ゲーム特集（SFC編）…1992年
- 第263回 - #263 W杯記念!「キャプテン翼II スーパーストライカー」（2018年7月19日）
  - 有野の挑戦…『キャプテン翼II スーパーストライカー』（前編）
  - ゲームセンターCX NEWS…幕張メッセでの生挑戦のゲームソフト発表
- 第264回 - #264 W杯制覇へ…「キャプテン翼II スーパーストライカー」（2018年8月9日）
  - 有野の挑戦…『キャプテン翼II スーパーストライカー』（後編）
  - ゲームセンターCX NEWS…幕張メッセでの生挑戦のゲームソフト発表
- 第265回 - #265 忍者ゲームの祖「影の伝説」（2018年9月6日）
  - 有野の挑戦…『影の伝説』
  - たまに行くならこんなゲームセンター…埼玉県戸田市・ボートレース戸田
  - 基板屋珈琲店…TEHKAN『ガズラー』
  - アイスのコーナー…幕張メッセでのイベント情報発表「メッセメッセクラブボーカル発表など」
  - ゲーム特集（SFC編）…1992年
- 第266回 - #266 改造せよ!「チョロQ」（2018年10月11日）
  - 有野の挑戦…『チョロQ』
  - ゲームセンターCX NEWS…千葉県千葉市『東京ゲームショウ2018』（幕張メッセ）の模様
  - 基板屋珈琲店…テクモ『がんばれギンくん』
  - ゲーム特集（SFC編）…1992年
- 第267回 - #267 龍たくさん「ザ・キングオブドラゴンズ」（2018年10月25日）
  - 有野の挑戦…『ザ・キングオブドラゴンズ』
  - たまに行くならこんな駄菓子屋…練馬区・北町ショップ
  - 基板屋珈琲店…セガ『ザ・闘牛』
  - ゲーム特集（SFC編）…1992年
- 第268回 - #268 男?女?「らんま1/2」（2018年11月8日）
  - 有野の挑戦…『らんま1/2』
  - たまに行くならこんな駄菓子屋…足立区保木間・駄菓子屋 Warung Jero（わるん）
  - 基板屋珈琲店…タイトー『陸海空〜最前線〜』
  - ゲーム特集（SFC編）…1992年
- 第269回 - #269 巻き込まれるな!「スーパーボンバーマン」（2018年11月22日）
  - 有野の挑戦…『スーパーボンバーマン』
  - たまに行くならこんなゲームセンター…神奈川県川崎市・アドアーズイサゴ店
  - 密着!ファミコン鑑定士…ジャレコ『燃えろ!!プロ野球』『じゃじゃ丸の大冒険』
  - ゲーム特集（SFC編）…1992年
- 第270回 - #270 やっぱりムチ!「バンパイアキラー」（2018年12月6日）
  - 有野の挑戦…『バンパイアキラー』
  - ゲームセンターCX NEWS…幕張報告①『幕張メッセ 前夜祭の様子』
  - 密着!ファミコン鑑定士…任天堂『マリオブラザーズ』『スーパーマリオブラザーズ』
- 第271回 - #271 拳銃だけが頼りだ!「ローリングサンダー」（2018年12月20日）
  - 有野の挑戦…『ローリングサンダー』
  - ゲームセンターCX NEWS…幕張報告②『幕張メッセ 舞台上での「剣を抜け! GCCX MAX」のリハーサルの様子』
  - 密着!ファミコン鑑定士…アイレム『スペランカー』『スクーン』『ジッピーレース』
  - ゲーム特集（SFC編）…1992年
- 第272回 - #272 ドキュメント「有野の生挑戦 in 幕張メッセ」（2019年1月24日）
  - ゲームセンターCX NEWS…千代田区秋葉原・ゲームセンターCX DVD-BOX15 発売記念イベントの模様「スタッフ 動物キャラクターがテーマ」
- 第273回 - #273 マリオが主役!「スーパーマリオRPG」（2019年2月7日）
  - 有野の挑戦…『スーパーマリオRPG』（前編）
  - 密着!ファミコン鑑定士…光栄、バンダイ『三國志』『ポケットザウルス 十王剣の謎』
  - ゲーム特集（SFC編）…1992年
- 第274回 - #274  クッパも仲間? 「スーパーマリオRPG」（2019年2月21日）
  - 有野の挑戦…『スーパーマリオRPG』（中編）
  - たまに行くならこんなおもちゃ屋…東京都町田市鶴川・おもちゃの三景
  - ゲーム特集（SFC編）…1992年
- 第275回 - #275  ピーチと共に…「スーパーマリオRPG」（2019年3月7日）
  - 有野の挑戦…『スーパーマリオRPG』（後編） ○
  - 密着!ファミコン鑑定士…ナムコ『ギャラクシアン』『ゼビウス』
  - ゲーム特集（SFC編）…1992年
- 第276回 - #276 巨大メカも…「がんばれゴエモン2 奇天烈将軍マッギネス」（2019年3月21日）
  - 有野の挑戦…『がんばれゴエモン2 奇天烈将軍マッギネス』
  - 密着!ファミコン鑑定士…任天堂、サンソフト、MTO『アイスクライマー』『東海道五十三次』『カードキャプターさくら＜さくらカード編＞〜さくらとカードとおともだち〜』
  - ゲーム特集（SFC編）…1993年

## 第23シーズン（2019年4月18日 - 2020年3月19日）
- 第277回 - #277 第23シーズンスタート!「パックランド」（2019年4月18日）
  - 有野の挑戦…『パックランド』 ○
  - たまに行くならこんなゲーム倉庫…タイトーオンラインクレーン倉庫（クレーンゲーム専用景品 有野課長のイカ 課長のやさしさプレーン味）
  - GOOD BYE 白黒男（ゲームボーイ）…『ポケットカメラ』『ポケットプリンタ』
  - ゲーム特集（SFC編）…1993年
- 第278回 - #278 青春爆走!「新・熱血硬派くにおたちの挽歌」（2019年5月9日）
  - 有野の挑戦…『新・熱血硬派くにおたちの挽歌』 ○
  - たまに行くならこんな中古タイヤ屋さん…神奈川県相模原市・中古タイヤ市場 相模原店
  - GOOD BYE 白黒男（ゲームボーイ）…『通信ケーブル』（ダブルドラゴンGB）『4人用アダプタ』（トランプボーイII）
  - ゲーム特集（SFC編）…1993年
- 第279回 - #279 アリーマーが主役! 「デモンズブレイゾン 魔界村 紋章編」 （2019年5月23日）
  - 有野の挑戦…『デモンズブレイゾン 魔界村 紋章編』 ○
  - たまに行くならこんなバッティングセンター…神奈川県大和市・アストロ大和バッティングセンター
  - ゲーム特集（SFC編）…1993年
- 第280回 - #280 撃て!避けろ! 「イメージファイト」 （2019年6月6日）
  - 有野の挑戦…『イメージファイト』 ○
  - GOOD BYE 白黒男（ゲームボーイ）…『ライトボーイ』『ワイドボーイ』
  - ゲームセンターCX NEWS…2019年4月29日に行われたGCCXシンフォニーの報告
- 第281回 - #281 吹け!跳べ! 「風のクロノア」 （2019年6月20日）
  - 有野の挑戦…『風のクロノア』 △
  - たまに行くならこんなゲームセンター…神奈川県秦野市・ PLAY-IC 東海大学前店（2021年4月18日閉店）
  - ゲーム特集（SFC編）…1993年
- 第282回 - #282 赤い忍び…「すーぱー忍者くん」（2019年7月11日）
  - 有野の挑戦…『すーぱー忍者くん』 ○
  - たまに行くならこんなゲームセンター…神奈川県秦野市・コパIII
  - GOOD BYE 白黒男（ゲームボーイ）…『GBメモリカートリッジ』（バルーンファイトGB）
  - ゲーム特集（SFC編）…1993年
- 第283回 - #283 夏だ! 水着だ!「アテナ」（2019年7月25日）
  - 有野の挑戦…『アテナ』 ×
  - GOOD BYE 白黒男（ゲームボーイ）…『魔界塔士Sa・Ga』（ゲームボーイ初RPG）、『時空の覇者 Sa・Ga3』（スクウェア大阪制作の為「大阪らしさ」を強調している）
  - ゲーム特集（SFC編）…1993年
- 第284回 - #284 名作保証!「MOTHER2 ギーグの逆襲」（2019年8月15日）
  - 有野の挑戦…『MOTHER2 ギーグの逆襲』（前編）
  - GOOD BYE 白黒男（ゲームボーイ）…『ゲームボーイポケット』、『ゲームボーイライト』（ゼルダの伝説 夢をみる島）、『ゲームボーイカラー』（ゼルダの伝説 夢をみる島DX）
  - ゲーム特集（SFC編）…1993年
- 第285回 - #285 糸井重里降臨!!「MOTHER2 ギーグの逆襲」（2019年9月12日）
  - 有野の挑戦…『MOTHER2 ギーグの逆襲』（中編）
  - 特別対談 有野×糸井…「糸井重里」
- 第286回 - #286 エンディングまで泣くんじゃない「MOTHER2 ギーグの逆襲」（2019年10月3日）
  - 有野の挑戦…『MOTHER2 ギーグの逆襲』（後編） ○
  - ゲームセンターCX NEWS…『GCCX 15th感謝祭 有野の生挑戦 リベンジ七番勝負』Blu-ray/DVD発売記念イベントの模様
  - ゲーム特集（SFC編）…1993年
- 第287回 - #287 ファンタジー!「アイラブ ミッキー&ドナルド ふしぎなマジックボックス」（2019年10月17日）
  - 有野の挑戦…『アイラブ ミッキー&ドナルド ふしぎなマジックボックス』 ○
  - ゲームセンターCX NEWS…千葉県千葉市・『東京ゲームショウ2019』（幕張メッセ）の模様
  - うどんが茹であがるまで…『群馬県渋川市・水沢うどん』『ファミリーコンピュータ ミニカード（アマダ）』
  - ゲーム特集（SFC編）…1993年
- 第288回 - #288 爪がカギ…「超人狼戦記 WARWOLF」（2019年11月7日）
  - 有野の挑戦…『超人狼戦記 WARWOLF』 ○
  - たまに行くならこんな銭湯…東京都大田区池上・銭湯「桜館」
  - うどんが茹であがるまで…『山梨県富士吉田市・吉田のうどん』『ファミリーコンピュータ ジグソーパズル当（アマダ）』
  - ゲーム特集（SFC編）…1993年
- 第289回 - #289 剣と魔法で…「ワルキューレの伝説」（2019年11月21日）
  - 有野の挑戦…『ワルキューレの伝説』 ○
  - うどんが茹であがるまで…『群馬県桐生市・ひもかわうどん』『ファミリーコンピュータ 最新版 丸面子当（アマダ）』
  - ゲーム特集（SFC編）…1993年
- 第290回 - #290 ドリキャス解禁!「スペースチャンネル5」（2019年12月5日）
  - 有野の挑戦…『スペースチャンネル5』 ×
  - たまに行くならこんな駄菓子屋…東京都足立区・駄菓子屋げん
  - うどんが茹であがるまで…『富山県氷見市・氷見うどん』『ストリートファイターII P・Pカード（アマダ）』
  - ゲーム特集（SFC編）…1993年
- 第291回 - #291 インドが舞台「迷宮寺院ダババ」（2019年12月19日）
  - 有野の挑戦…『迷宮寺院ダババ』 ○
  - たまに行くならこんな喫茶店…東京都江戸川区・喫茶 白鳥
  - うどんが茹であがるまで…『三重県伊勢市・伊勢うどん』『ファミリーコンピュータ キャラクター消しゴム（任天堂等）』
  - ゲーム特集（SFC編）…1993年
- 第292回 - #292 新AD登場!「ラフワールド」（2020年1月16日）
  - 有野の挑戦…『ラフワールド』 ○
  - たまに行くならこんな温泉…東京都葛飾区・東京天然温泉 古代の湯
  - うどんが茹であがるまで…『香川県・讃岐うどん』『ファミリーコンピュータ コレクション（アマダ）』
  - ゲーム特集（SFC編）…1993年
- 第293回 - #293 優子&麗子「夢幻戦士ヴァリス」（2020年2月6日）
  - 有野の挑戦…『夢幻戦士ヴァリス』 ○
  - たまに行くならこんなたばこ屋さん…東京都江戸川区・トミーショップ
  - ゲームセンターCX NEWS…2019年12月21日 千代田区秋葉原・DVD-BOX16の発売記念スタンプラリーのイベントレポート
  - ゲーム特集（SFC編）…1993年
- 第294回 - #294 僕はユーレイ!?「ファンタズム」（2020年2月20日）
  - 有野の挑戦…『ファンタズム』 ○
  - たまに行くならこんなゲームセンター…埼玉県行田市・オートパーラーV1
  - うどんが茹であがるまで…『長崎県・五島うどん』『ファミリーコンピュータ 裏技 スロットクイズカード（アマダ）』
  - ゲーム特集（SFC編）…1993年
- 第295回 - #295 四角で消せ!「クォース」（2020年3月5日）
  - 有野の挑戦…『クォース』 ×
  - たまに行くならこんなゲームセンター…埼玉県行田市・鉄剣タロー（2020年5月31日閉店[8]）
  - うどんが茹であがるまで…『福岡県・博多うどん』『ファミリーコンピュータ 裏技 スロットクイズカード（アマダ）』[注 5]
  - ゲーム特集（SFC編）…1993年
- 第296回 - #296 ロボット格ゲー「ジョイメカファイト」（2020年3月19日）
  - 有野の挑戦…『ジョイメカファイト』 ○
  - たまに行くならこんなゲームセンター…埼玉県行田市・エブリデイ
  - アイスのコーナー…2020年6月21日（日）に放送300回記念300分生挑戦
  - ゲーム特集（SFC編）…1993年

## 第24シーズン（2020年4月16日 - 2021年3月25日）
- 第297回 - #297 祝!24シーズン開幕!!「悪魔城ドラキュラX 血の輪廻」（2020年4月16日）
  - 有野の挑戦…『悪魔城ドラキュラX 血の輪廻』（前編）
  - たまに行くならこんなゲームセンター…神奈川県横浜市鶴見区・ゲームコスモ鶴見店
  - 占いゲームの館…『SIMPLE1500実用シリーズ Vol.03 姓名判断』
  - ゲーム特集（SFC編）…1993年
- 第298回 - #298 ムチこそ全て…「悪魔城ドラキュラX 血の輪廻」（2020年5月7日）
  - 有野の挑戦…『悪魔城ドラキュラX 血の輪廻』（後編） ○
  - 占いゲームの館…『SuperLite1500シリーズ 改訂版 西洋占星術 マーク矢崎監修』
  - ゲーム特集（SFC編）…1993年
- 第299回 - #299 THE「THE HOUSE OF THE DEAD」（2020年5月21日）
  - 有野の挑戦…『THE HOUSE OF THE DEAD』 ○
  - たまに行くならこんな市場…東京都府中市・大東京綜合卸売センター
  - 占いゲームの館…『SIMPLE1500実用シリーズ Vol.10 タロット占い』
  - ゲーム特集（SFC編）…1994年
- 第300回 - #300 300回記念通常回「ドラゴンファイター」（2020年6月11日）
  - 有野の挑戦…『ドラゴンファイター』 ○
  - たまに行くならこんな駄菓子屋さん…東京都町田市・駄菓子屋
  - 占いゲームの館…『SIMPLE1500実用シリーズ Vol.10 タロット占い』
  - ゲーム特集（SFC編）…1994年
- 第301回 - #301 課長の有さん「大工の源さん」（2020年7月9日）
  - 有野の挑戦…『大工の源さん』 ○
  - たまに行くならこんなボウリング場…東京都小金井市・大栄ボウル
  - 占いゲームの館…『SIMPLE1500実用シリーズ Vol.02 家庭の風水』
  - ゲーム特集（SFC編）…1994年
- 第302回 - #302 かちょうもぽっぷ「ちゃっくんぽっぷ」（2020年7月23日）
  - 有野の挑戦…『ちゃっくんぽっぷ』 ○
  - たまに行くならこんなゲームセンター 傑作選…東京都北区・デイリーマート今屋（2006年8月30日放送）
  - 占いゲームの館…『エンジェルスコープ』（バンダイ）
  - ゲーム特集（SFC編）…1994年
- 第303回 - #303 SNK!「キング・オブ・ザ・モンスターズ2」（2020年8月13日）
  - 有野の挑戦…『キング・オブ・ザ・モンスターズ2』 ○
  - たまに行くならこんなゲームセンター 傑作選…東京都足立区・綾瀬バッティングセンター（2006年12月13日放送）
  - 占いゲームの館…『スーパーノートクラブ マジカルフューチャー』（バンダイ）
  - ゲーム特集（SFC編）…1994年
- 第304回 - #304 息子が活躍!「マッピーキッズ」（2020年9月17日）
  - 有野の挑戦…『マッピーキッズ』 ○
  - たまに行くならこんなゲームセンター 傑作選…千葉県富津市・マザー牧場（2005年2月16日放送）
  - 占いゲームの館…『SIMPLE1500実用シリーズ Vol.03 姓名判断』
  - ゲーム特集（SFC編）…1994年
- 第305回 - #305 写写丸課長!「ポケモンスナップ」（2020年10月8日）
  - 有野の挑戦…『ポケモンスナップ』 ○
  - 占いゲームの館…『SIMPLE1500実用シリーズ 改訂版 マーク矢崎の西洋占星術』
  - ゲーム特集（SFC編）…1994年
- 第306回 - #306 とにかく揃えな「XI[sái]」（2020年10月22日）
  - 有野の挑戦…『XI[sái]』 ○
  - 占いゲームの館…『SIMPLE1500実用シリーズ Vol.10 タロット占い』
  - ゲーム特集（SFC編）…1994年
- 第307回 - #307 独特な世界観…「サイコドリーム」（2020年11月12日）
  - 有野の挑戦…『サイコドリーム』 ○
  - たまに行くならこんなゲームセンター 傑作選…東京都台東区・浅草 花やしき（2005年11月2日放送）
  - 木曜オープニングだけ劇場…『スーパーメトロイド』
  - ゲーム特集（SFC編）…1994年
- 第308回 - #308 村を救え!「エスパードリーム」（2020年11月26日）
  - 有野の挑戦…『エスパードリーム』 ○
  - 木曜オープニングだけ劇場…『不如帰』
  - ゲーム特集（SFC編）…1994年
- 第309回 - #309 キウィが主人公「ニュージーランドストーリー」（2020年12月10日）
  - 有野の挑戦…『ニュージーランドストーリー』 ○
  - たまに行くならこんなゲームセンター 傑作選…東京都台東区・デンキヤホール（2007年11月7日放送）
  - 木曜オープニングだけ劇場…『メタルギアソリッド』
- 第310回 - #310 4年ぶり7回目「クイズの星」（2020年12月24日）
  - 有野の挑戦…『クイズの星』 ○
  - 木曜オープニングだけ劇場…『セガガガ』
  - ゲーム特集（SFC編）…1994年
- 第311回 - #311 ついに…「美少女戦士セーラームーン」（2021年1月14日）
  - 有野の挑戦…『美少女戦士セーラームーン』 ○
  - たまに行くならこんなゲームセンター 傑作選…東京都練馬区・石神井公園駅前センター（2008年9月3日放送）
  - 木曜オープニングだけ劇場…『アフターバーナー』
  - ゲーム特集（SFC編）…1994年
- 第312回 - #312 アツイゼ「ならず者戦闘部隊ブラッディウルフ」（2021年1月28日）
  - 有野の挑戦…『ならず者戦闘部隊ブラッディウルフ』 ○
  - 木曜オープニングだけ劇場…『超兄貴〜究極無敵銀河最強男〜』
  - ゲーム特集（SFC編）…1994年
- 第313回 - #313 プロレス格闘アクション「マッスルボマー THE BODY EXPLOSION」（2021年2月11日）
  - 有野の挑戦…『マッスルボマー THE BODY EXPLOSION』 ×
  - 木曜オープニングだけ劇場…『F1 SUPER LICENSE』
  - ゲーム特集（SFC編）…1994年
  - ゲームは2周クリアしたが、スタッフ対決で敗北し挑戦失敗扱い。またこれで最長連勝記録は14でストップした。
- 第314回 - #314 撃つしかない…「ダイナマイトデューク」（2021年2月25日）
  - 有野の挑戦…『ダイナマイトデューク』
  - たまに行くならこんなゲームセンター 傑作選…埼玉県狭山市・あづま園（2007年11月21日放送）
  - 木曜オープニングだけ劇場…『ロードブラスターFX』
  - ゲーム特集（SFC編）…1994年
- 第315回 - #315 忍者×宇宙「忍者じゃじゃ丸〜銀河大作戦〜」（2021年3月11日）
  - 有野の挑戦…『忍者じゃじゃ丸〜銀河大作戦〜』
  - たまに行くならこんなゲームセンター 傑作選…東京都江東区・大川商店（2009年5月12日放送）
  - 木曜オープニングだけ劇場…『美食戦隊 薔薇野郎』
  - ゲーム特集（SFC編）…1994年
- 第316回 - #316 消せ!「ザ・ファイヤーメン」（2021年3月25日）
  - 有野の挑戦…『ザ・ファイヤーメン』 ○
  - たまに行くならこんなゲームセンター 傑作選…千葉県木更津市・木更津セントラル（2008年1月30日放送）
  - 木曜オープニングだけ劇場…『ファイナルファンタジーVII』
  - ゲーム特集（SFC編）…1994年

## 第25シーズン（2021年4月22日 - 2022年3月24日）
- 第317回 - #317 トライフォースとともに…「ゼルダの伝説」（2021年4月22日）
  - 有野の挑戦…『ゼルダの伝説』（前編）
  - 月が綺麗でアイラブユー…『スーパーマリオブラザーズ』
  - ゲーム特集（SFC編）…1994年
- 第318回 - #318 ガノンを倒せ!「ゼルダの伝説」（2021年5月13日）
  - 有野の挑戦…『ゼルダの伝説』（後編） ○
  - 月が綺麗でアイラブユー…『魔界村』
  - ゲーム特集（SFC編）…1994年
- 第319回 - #319 理不尽と戦え…「ドラゴンズレア」（2021年5月27日）
  - 有野の挑戦…『ドラゴンズレア』 △
  - 月が綺麗でアイラブユー…『忍者龍剣伝』
  - ゲーム特集（SFC編）…1994年
- 第320回 - #320 頂上めざせ!「風雲少林拳」（2021年6月24日）
  - 有野の挑戦…『風雲少林拳』 ○
  - 月が綺麗でアイラブユー…『パンチアウト!!』
  - ゲーム特集（SFC編）…1994年
- 第321回 - #321 戦え!時代ごとに…「ゲイングランド」（2021年7月8日）
  - 有野の挑戦…『ゲイングランド』 ○
  - 月が綺麗でアイラブユー…『超兄貴』
  - ゲーム特集（SFC編）…1994年
- 第322回 - #322 破壊&脱出「エアー・フォートレス」（2021年7月22日）
  - 有野の挑戦…『エアー・フォートレス』 ×
  - 月が綺麗でアイラブユー…『ストリートファイターII』
  - ゲーム特集（SFC編）…1994年
- 第323回 - #323 5年ぶり3回目「スーパーワギャンランド」（2021年8月13日）
  - 有野の挑戦…『スーパーワギャンランド』 ○
  - 月が綺麗でアイラブユー…『パイロットウイングス』
  - ゲームセンターCX NEWS…有野課長のオリジナル眼鏡を制作
- 第324回 - #324 指輪物語的…「ファザナドゥ」（2021年9月9日）
  - 有野の挑戦…『ファザナドゥ』 ○
  - 月が綺麗でアイラブユー…『パネルでポン』
  - ゲームセンターCX NEWS…有野課長のオリジナル眼鏡を制作
  - ゲーム特集（SFC編）…1994年
- 第325回 - #325 祝!PS2解禁!「THE 地球防衛軍」（2021年10月14日）
  - 有野の挑戦…『THE 地球防衛軍』 ○
  - 月が綺麗でアイラブユー…『マリオブラザーズ』
  - ゲームセンターCX NEWS…有野課長のオリジナル眼鏡を制作
  - ゲーム特集（SFC編）…1994年
- 第326回 - #326 バックトゥ1999「東京バス案内 今日から君も運転手」（2021年10月28日）
  - 有野の挑戦…『東京バス案内 今日から君も運転手』 ×
  - Barドリームマッチング…『スカイキッド』（スカイキッドマーチ）
  - ゲーム特集（SFC編）…1994年
- 第327回 - #327 おのれ龍骨鬼!!「月風魔伝」（2021年11月11日）
  - 有野の挑戦…『月風魔伝』 ○
  - Barドリームマッチング…『熱血高校ドッジボール部』（対ソ連・チームのテーマ）
  - ゲーム特集（SFC編）…1994年
- 第328回 - #328 武器をキープせよ「ラスタンサーガII」（2021年11月25日）
  - 有野の挑戦…『ラスタンサーガII』 ○
  - Barドリームマッチング…『スーパーファンタジーゾーン』（SHOP）
  - ゲーム特集（SFC編）…1994年
- 第329回 - #329 転がせ!「スーパーモンキーボール」（2021年12月9日）
  - 有野の挑戦…『スーパーモンキーボール』 ○
  - Barドリームマッチング…『かまいたちの夜』（INTRODUCTION）
  - ゲーム特集（SFC編）…1994年
- 第330回 - #330 タテもヨコも…「アクスレイ」（2021年12月23日）
  - 有野の挑戦…『アクスレイ』 ○
  - Barドリームマッチング…『街』（遠く、儚く、愛しいもの）
  - ゲーム特集（SFC編）…1994年
- 第331回 - #331 雪兄弟「スノーブラザーズ」（2022年1月13日）
  - 有野の挑戦…『スノーブラザーズ』 ○
  - たまに行くならこんなバー…東京都千代田区・TOKYO VIDEO GAMERS
  - Barドリームマッチング…『大航海時代II』（MAST IN THE MIST〜霧の港〜）
  - ゲーム特集（SFC編）…1994年
- 第332回 - #332 今、旅立つ「スペースハリアー」（2022年1月27日）
  - 有野の挑戦…『スペースハリアー』 ○
  - たまに行くならこんなおもちゃ屋さん…東京都荒川区・（店名なし）
  - Barドリームマッチング…『ライブ・ア・ライブ』（MEGALOMANIA）
  - ゲーム特集（SFC編）…1994年
- 第333回 - #333 統一せよ…「独眼竜政宗」（2022年2月10日）
  - 有野の挑戦…『独眼竜政宗』 ○
  - たまに行くならこんな駄菓子屋さん…東京都足立区・凸凹ショップ
  - Barドリームマッチング…『ロマンシング サガ -ミンストレルソング-』（情熱の律動）
  - ゲーム特集（SFC編）…1995年
- 第334回 - #334 祝!50歳「おわらいよゐこのげえむ道〜オヤジ探して3丁目〜」（2022年2月24日）
  - 有野の挑戦…『おわらいよゐこのげえむ道〜オヤジ探して3丁目〜』 ○[注 6]
  - たまに行くならこんな駄菓子屋さん…東京都足立区・OGATAYAストアー
  - ゲーム特集（SFC編）…1995年
- 第335回 - #335 ゴッサム・シティを守れ「バットマン」（2022年3月10日）
  - 有野の挑戦…『バットマン』 ○
  - たまに行くならこんな駄菓子屋さん…埼玉県草加市・キャンデーショップ
  - ゲーム特集（SFC編）…1995年
- 第336回 - #336 シーズンラスト!!ほな「ICO」か!「ICO」（2022年3月24日）
  - 有野の挑戦…『ICO』 ○
  - たまに行くならこんなおもちゃ屋さん…東京都足立区・おもちゃ屋さんの倉庫 西新井店
  - ゲーム特集（SFC編）…1995年

## 第26シーズン（2022年4月28日 - 2023年3月23日）
- 第337回 - #337 やっぱり君だ!「ロックマン5 ブルースの罠!?」（2022年4月28日）
  - 有野の挑戦…『ロックマン5 ブルースの罠!?』（前編）
  - たまに行くならこんな駄菓子屋さん…東京都豊島区・中村菓子店
  - ミニコーにゃ〜…『にゃんぴ』
  - ゲーム特集（SFC編）…1995年
- 第338回 - #338 きっちり決めろ!!「ロックマン5 ブルースの罠!?」（2022年5月12日）
  - 有野の挑戦…『ロックマン5 ブルースの罠!?』（後編） ○
  - たまに行くならこんな駄菓子屋さん…東京都新宿区・桑原商店
  - ミニコーにゃ〜…『マッピー』
  - ゲーム特集（SFC編）…1995年
- 第339回 - #339 戦場のランボー者「レッド・アラート」（2022年5月26日）
  - 有野の挑戦…『レッド・アラート』 ○
  - たまに行くならこんなゲームセンター…東京都北区・ゲームリボン
  - ミニコーにゃ〜…『パロディウスだ! 〜神話からお笑いへ〜』
  - ゲーム特集（SFC編）…1995年
- 第340回 - #340 アリカチョの奇跡?「アルマナの奇跡」（2022年6月23日）
  - 有野の挑戦…『アルマナの奇跡』 ×
  - たまに行くならこんな駄菓子屋さん…東京都杉並区・駄菓子屋乃瀧ちゃん
  - ゲームセンターCX NEWS…ゲームセンターCX シンフォニー 2022の報告
  - ゲーム特集（SFC編）…1995年
- 第341回 - #341 投げすてろ!「クルードバスター」（2022年7月14日）
  - 有野の挑戦…『クルードバスター』 ○
  - ゲームセンターCX NEWS…『maimai でらっくす』の番組コラボ曲に挑戦
  - ミニコーにゃ〜…『ぷよぷよ通』
  - ゲーム特集（SFC編）…1995年
- 第342回 - #342 今度は和風ホラー!?「クロックタワーゴーストヘッド」（2022年7月28日）
  - 有野の挑戦…『クロックタワーゴーストヘッド』 ○
  - ミニコーにゃ〜…『猫侍』
  - ゲーム特集（SFC編）…1995年
- 第343回 - #343 全滅させろ!「エイリアンストーム」（2022年8月11日）
  - 有野の挑戦…『エイリアンストーム』 ○
  - たまに行くならこんなゲームセンター…東京都新宿区・ゲーセンミカド×ナツゲーミュージアム in 白鳥会館
  - ミニコーにゃ〜…『ガンナック』
  - ゲーム特集（SFC編）…1995年
- 第344回 - #344 ナナメもOK「スチームギア★マッシュ」（2022年9月8日）
  - 有野の挑戦…『スチームギア★マッシュ』 ○
  - たまに行くならこんなゲームセンター…東京都新宿区・ゲーセンミカド×ナツゲーミュージアム in 白鳥会館
  - ミニコーにゃ〜…『リンダキューブ アゲイン』
  - ゲーム特集（SFC編）…1995年
- 第345回 - #345 カメが主人公「TEENAGE MUTANT NINJA TURTLES」（2022年9月22日）
  - 有野の挑戦…『TEENAGE MUATANT NINJA TURTLES』 ○
  - たまに行くならこんな駄菓子屋さん…東京都板橋区・いさみや
  - ミニコーにゃ〜…『スターフォックス64』
  - ゲーム特集（SFC編）…1995年
- 第346回 - #346 がんばるぅ〜「まじかる☆タルるートくん」（2022年10月13日）
  - 有野の挑戦…『まじかる☆タルるートくん』 ○
  - たまに行くならこんなおもちゃ屋さん…東京都墨田区・カナリア
  - ミニコーにゃ〜…『スーパーシュヴァルツシルト』『スーパーシュヴァルツシルト2』
  - ゲームセンターCX NEWS…TGS2022の報告
- 第347回 - #347 猫が主役!「ニューヨーク・ニャンキーズ」（2022年10月27日）
  - 有野の挑戦…『ニューヨーク・ニャンキーズ』 ○
  - たまに行くならこんなゲームセンター…東京都浅草・吾妻橋・ゲームセンター ル・モンド 駒形
  - KACHO×FAMILY…『ゲットバス』つりコントローラーセット
  - ゲーム特集（SFC編）…1995年
- 第348回 - #348 犯人は誰だ!?「ポートピア連続殺人事件」（2022年11月10日）
  - 有野の挑戦…『ポートピア連続殺人事件』 ○
  - たまに行くならこんなゲームセンター…東京都・秋葉原・Hey
  - KACHO×FAMILY…『パワーショベルに乗ろう!!』専用コントローラー
  - ゲーム特集（SFC編）…1995年
- 第349回 - #349 マークIII版ワンピース?「キャプテンシルバー」（2022年11月24日）
  - 有野の挑戦…『キャプテンシルバー』 ×
  - たまに行くならこんな文具屋さん…神奈川県藤沢市・文具お菓子の店・ミカモ
  - KACHO×FAMILY…『お茶の間バトル』…お茶の間バトルセット
  - ゲーム特集（SFC編）…1995年
- 第350回 - #350 会議室で踊る…「Dance Dance Revolution with MARIO」（2022年12月8日）
  - 有野の挑戦…『Dance Dance Revolution with MARIO』 ○
  - たまに行くならこんな駄菓子屋さん…神奈川県藤沢市・オーヌキ商店
  - KACHO×FAMILY…『井出洋介名人の実戦麻雀』専用コントローラー
  - ゲーム特集（SFC編）…1995年
- 第351回 - #351 -課・長・覚・醒-「グレムリン2-新・種・誕・生-」（2022年12月22日）
  - 有野の挑戦…『グレムリン2 -新・種・誕・生-』 ○
  - KACHO×FAMILY…『わいわいトランプ大戦』わいわいトランプコントローラー
  - ゲーム特集（SFC編）…1995年
- 第352回 - #352 実写ゲーム「ナイトトラップ」（2023年1月26日）
  - 有野の挑戦…『ナイトトラップ』 ○
  - たまに行くならこんな水族館…神奈川県横浜市・横浜・八景島シーパラダイス
  - ゲーム特集（SFC編）…1995年
- 第353回 - #353 あるのは地獄…「ホーリー・ダイヴァー」（2023年2月9日）
  - 有野の挑戦…『ホーリー・ダイヴァー』 ×
  - たまに行くならこんな水族館…神奈川県横浜市・横浜・八景島シーパラダイス
  - ゲーム特集（SFC編）…1995年
- 第354回 - #354 アリノよ武器を取れ「SAMURAI SPIRITS」（2023年2月23日）
  - 有野の挑戦…『SAMURAI SPIRITS』 ×
  - KACHO×FAMILY…『シーマン2 〜北京原人育成キット〜』シーマイク・コントローラー
  - アイスのコーナー…うまい棒とのコラボ
  - ゲーム特集（SFC編）…1995年
- 第355回 - #355 カチョー&パンツァー「スーパーパン」（2023年3月9日）
  - 有野の挑戦…『スーパーパン』 ○
  - たまに行くならこんな駄菓子屋さん…東京都練馬区久胡商店
  - KACHO×FAMILY…『実戦パチプロ必勝法!サバンナパークDX』パチスロコントローラーmini同梱版
  - アイスのコーナー…『有野の挑戦inさいたまスーパーアリーナ・20周年大感謝祭』開催決定
- 第356回 - #356 走れ!急げ! 「Wit's」（2023年3月23日）
  - 有野の挑戦…『Wit's』 ○
  - たまに行くならこんなゲームセンター…東京都板橋区・ゲームニュートン大山店
  - KACHO×FAMILY…『鬼武者3打刀明智拵』
  - ゲーム特集（SFC編）…1995年

## 第27シーズン（2023年4月27日 - 2024年3月28日）
- 第357回 - #357 祝!第27シーズン開幕!!「聖剣伝説 -ファイナルファンタジー外伝-」（2023年4月27日）
  - 有野の挑戦…『聖剣伝説 ファイナルファンタジー外伝』（前編）
  - GCCX NEWS…CXPO20を有野課長が視察
  - キケンな安全地帯…『R-TYPE』
  - ゲーム特集（PCE）…1988年
- 第358回 - #358 クリアなるか!?「聖剣伝説 -ファイナルファンタジー外伝-」（2023年5月11日）
  - 有野の挑戦…『聖剣伝説 ファイナルファンタジー外伝』（後編） ○
  - たまに行くならこんなバッティングセンター…埼玉県川口市・ゴリラバッティングセンター南鳩ヶ谷店
  - キケンな安全地帯…『奇々怪界』
- 第359回 - #359 一段と有野…「イチダントアール」（2023年5月25日）
  - 有野の挑戦…『イチダントアール』 ×
  - たまに行くならこんなゲームセンター…埼玉県川口市・デイトナIII
  - キケンな安全地帯…『ジッピーレース』
  - ゲーム特集（MD）…1988年
- 第360回 - #360 蹴散らせ!「魂斗羅スピリッツ」（2023年6月22日）
  - 有野の挑戦…『魂斗羅スピリッツ』 ×
  - さいたまスーパーアリーナでの挑戦ソフト発表
- 第361回 - #361 激!鬼ムズ「サンドラの大冒険 ワルキューレとの出逢い」（2023年7月13日）
  - 有野の挑戦…『サンドラの大冒険 ワルキューレとの出逢い』 ×
  - キケンな安全地帯…『ダライアス』
  - ゲーム特集（PCE編）…1988年
- 第362回 - #362 駆け抜けろ!「マリオカート64」（2023年7月27日）
  - 有野の挑戦…『マリオカート64』 ○
  - たまに行くならこんな駄菓子屋さん…千葉県千葉市・プリマーベ西小中台店
  - キケンな安全地帯…『最後の忍道』
- 第363回 - #363 霊を撮れ!「零 〜zero〜」（2023年8月10日）
  - 有野の挑戦…『零 〜zero〜』 ×
  - さいたまスーパーアリーナでの挑戦ソフト発表
- 第364回 - #364 ごっつぁんです…「つっぱり大相撲」（2023年9月7日）
  - 有野の挑戦…『つっぱり大相撲』 ○
  - たまに行くならこんな駄菓子屋さん…東京都江戸川区・しろがねとんぼ
  - キケンな安全地帯…『グラディウス』
  - ゲーム特集（MD編）…1989年
- 第365回 - #365 狙え!「THE スナイパー」（2023年9月28日）
  - 有野の挑戦…『THE スナイパー』『THE スナイパー2 〜悪夢の銃弾〜』 ○
  - キケンな安全地帯…『ミッドナイトレジスタンス』
  - アイスのコーナー…『ゲームセンターCX 有野の挑戦状 1+2 REPLAY』発売決定
- 第366回 - #366 ヤバムズ!?「ドラゴンスクロール 甦りし魔竜」（2023年10月12日）
  - 有野の挑戦…『ドラゴンスクロール 甦りし魔竜』 ○
  - たまに行くならこんなカバン屋さん…千葉県千葉市・メルヘン
  - キケンな安全地帯…『海底大戦争』
  - GCCX NEWS…TGS2023の報告
- 第367回 - #367 ご陽気に♪「サンバDEアミーゴ Ver.2000」（2023年10月26日）
  - 有野の挑戦…『サンバDEアミーゴ Ver.2000』 ×
  - キケンな安全地帯…『戦場の狼II』
  - ゲーム特集（PCE編）…1988年
- 第368回 - #368 激闘!!「ベア・ナックルII 死闘への鎮魂歌」（2023年11月9日）
  - 有野の挑戦…『ベア・ナックルII 死闘への鎮魂歌』 ○
  - たまに行くならこんな駄菓子屋さん…千葉県船橋市・だがしを使って作るおやつの店 リュウ君
  - ゲームセンターCX ゲーム化計画2023…開発元・インディーズゼロを訪問
  - ゲーム特集（MD編）…1989年
- 第369回 - #369 秒で決めろ!「メイド イン ワリオ」（2023年11月23日）
  - 有野の挑戦…『メイド イン ワリオ』 ○
  - たまに行くならこんな駄菓子屋さん…千葉県千葉市・駄菓子屋くれよん
  - ゲームセンターCX ゲーム化計画2023…開発元・MUTANを訪問
  - ゲーム特集（PCE編）…1988年
- 第370回 - #370 主人公は石!?「モアイくん」（2023年12月7日）
  - 有野の挑戦…『モアイくん』 ○
  - たまに行くならこんな駄菓子屋さん…千葉県八千代市・まぼろし堂
  - ゲームセンターCX ゲーム化計画2023…企画会議
  - ゲーム特集（MD編）…1989年
- 第371回 - #371 GO!「熱血!すとりーとバスケット がんばれ Dunk Heroes」（2023年12月21日）
  - 有野の挑戦…『熱血!すとりーとバスケット』 ○
  - たまに行くならこんな駄菓子屋さん…東京都中野区・みなとや
  - ゲームセンターCX ゲーム化計画2023…企画会議 ホワイトボード編
  - ゲーム特集（PCE編）…1989年
- 第372回 - #372 「さいたまスーパーアリーナドキュメント」（2024年1月25日）
  - ドキュメント 有野の挑戦 in さいたまスーパーアリーナ
- 第373回 - #373 世界で戦え!!「ニンジャウォーリアーズ」（2024年2月8日）
  - 有野の挑戦…『ニンジャウォーリアーズ』 ○
  - たまに行くならこんな駄菓子屋さん…埼玉県越谷市・赤城屋
  - ゲームセンターCX ゲーム化計画2023…企画会議 アイコン編
  - ゲーム特集（MD編）…1989年
- 第374回 - #374 貴様はすでに…「北斗の拳」（2024年2月22日）
  - 有野の挑戦…『北斗の拳』 ×
  - ゲームセンターCX ゲーム化計画2023…企画会議 新ゲーム ヤッタロー編
  - ゲーム特集（PCE編）…1989年
- 第375回 - #375 あきらが主人公「妖怪倶楽部」（2024年3月14日）
  - 有野の挑戦…『妖怪倶楽部』 ○
  - たまに行くならこんなボウリング場…埼玉県三郷市・三郷ヤングボウル
  - ゲーム特集（MD編）…1990年
- 第376回 - #376 因縁再び…「スーパーパンチアウト!!」（2024年3月28日）
  - 有野の挑戦…『スーパーパンチアウト!!』 ×
  - たまに行くならこんなゲームセンター…東京都江東区・ゲームイングッデイ21
  - ゲーム特集（PCE編）…1989年

## 第28シーズン（2024年4月25日 - 2025年3月27日）
- 第377回 - #377 勇者ふたたび…「ドラゴンクエストII 悪霊の神々」（2024年4月25日）
  - 有野の挑戦…『ドラゴンクエストII 悪霊の神々』（前編）
  - ゲーム特集（MD編）…1990年
- 第378回 - #378 勇者はたして…「ドラゴンクエストII 悪霊の神々」（2024年5月9日）
  - 有野の挑戦…『ドラゴンクエストII 悪霊の神々』（後編） ○（挑戦時間33時間）
- 第379回 - #379 おなじみ「ダウンタウン熱血行進曲 それゆけ大運動会」（2024年5月23日）
  - 有野の挑戦…『ダウンタウン熱血行進曲 それゆけ大運動会』 ○
  - たまに行くならこんなゲームセンター…東京都北区・コモディイイダのゲームコーナー(店名なし)
  - つりざんまい…『SIMPLE1500シリーズ Vol.29 THE つり』
  - ゲーム特集（PCE編）…1989年
- 第380回 - #380 課長補佐激推し!「定吉七番 秀吉の黄金」（2024年6月20日）
  - 有野の挑戦…『定吉七番 秀吉の黄金』 ○
  - つりざんまい…『ザ・ブルーマリーン』
- 第381回 - #381 狙いを定めろ…「バーチャコップ」（2024年7月11日）
  - 有野の挑戦…『バーチャコップ』 ○
  - たまに行くならこんなゲームセンター…埼玉県ふじみ野市・アミューズメント フィールド BAYON
  - つりざんまい…『海のぬし釣り』
  - ゲーム特集（MD編）…1990年
- 第382回 - #382 ここ掘れ!「ミスタードリラーグレート」（2024年7月25日）
  - 有野の挑戦…『ミスタードリラーグレート』 ×
  - つりざんまい…『エキサイティングバス3』
  - ゲーム特集（PCE編）…1989年
- 第383回 - #383 踊って解決!?「スペースチャンネル5 パート2」（2024年8月22日)
  - 有野の挑戦…『スペースチャンネル5 パート2』 ×
  - たまに行くならこんな酒屋さん…埼玉県所沢市・肥田野酒店
  - つりざんまい…『ゼルダの伝説 時のオカリナ』
- 第384回 - #384 恐い?カワイイ?「スプラッターハウス わんぱくグラフィティ」（2024年9月12日)
  - 有野の挑戦…『スプラッターハウス わんぱくグラフィティ』 ○（挑戦時間5時間30分）
  - たまに行くならこんな喫茶店…東京都練馬区・居留珈
  - つりざんまい…『スペースフィッシャーメン』
  - ゲーム特集（MD編）…1990年
- 第385回 - #385 ようこそサウンドノベルの世界へ「弟切草」（2024年9月26日)
  - 有野の挑戦…『弟切草』 ○
  - つりざんまい…『ザ・ブラックバス』
- 第386回 - #386 出るか?必殺技!「ラッシング・ビート乱 複製都市」（2024年10月10日)
  - 有野の挑戦…『ラッシング・ビート乱 複製都市』 ○
  - たまに行くならこんな駄菓子屋…東京都東久留米市・だがしやかなん
  - つりざんまい…『セガマリンフィッシング』
  - GCCX NEWS…ゲームセンターCXくじに課長が挑戦!!
- 第387回 - #387 装備が全て…「ARMORED CORE」（2024年10月24日)
  - 有野の挑戦…『アーマード・コア』 ×
  - たまに行くならこんな酒屋さん…埼玉県新座市・栃木屋酒店
  - GCCX NEWS…「KAWASAKI GAME SHOW 2024」で『キャプテン翼』に生挑戦
- 第388回 - #388 もう最弱ではない!?「スペランカーII勇者への挑戦」（2024年11月14日)
  - 有野の挑戦…『スペランカーII勇者への挑戦』 ○
  - ミニコーナー…「有野のもしもし大作戦」「ウラワザ ジェットストリーム」
  - GCCX NEWS…「TOKYO GAME SHOW 2024」レポート
- 第389回 - #389 無人島はまかせろ!「サバイバルキッズ 孤島の冒険者」（2024年11月28日）
  - 有野の挑戦…『サバイバルキッズ 孤島の冒険者』 ○
  - ミニコーナー…「帰って来た!!もしもし大作戦」「ゼビウス観察日記」
  - ゲーム特集（PCE編）…1989年
- 第390回 - #390 キテます…「マジック・ジョン」（2024年12月12日）
  - 有野の挑戦…『マジック・ジョン』〇
  - たまに行くならこんな駄菓子屋…埼玉県東松山市・ほったや
  - ミニコーナー…「キャッチコピーをつかまえて…」「プロジェクトCX 〜周辺機器たち〜」
  - ゲーム特集（MD編）…1990年
- 第391回 - #391 テンカイの王子「伝説のスタフィー」（2024年12月26日）
  - 有野の挑戦…『伝説のスタフィー』 〇[注 7]
  - たまに行くならこんなバッティングセンター…埼玉県桶川市・桶川バッティングセンター オートテニス
  - ゲーム特集（PCE編）…1989年
- 第392回 - #392 狙え!一発攻略!!「ときめきメモリアル Girl's Side」（2025年1月23日）
  - 有野の挑戦…『ときめきメモリアル Girl's Side』×
  - ゲーム特集（MD編）…1990年
- 第393回 - #393 重機が主役!「ブラストドーザー」（2025年2月13日）
  - 有野の挑戦…『ブラストドーザー』×
  - ミニコーナー…「ファミコン人間国宝ありの」「ファミコンスナイパー」
- 第394回 - #394 ウッキー!「反省ザルジローくんの大冒険」（2025年2月27日）
  - 有野の挑戦…『反省ザルジローくんの大冒険』○
  - ミニコーナー…「FAMICOMBOX 10分で十分」「渋谷に訊け」
  - アイスのコーナー…「GCCXシンフォニー2025」開催決定
- 第395回 - #395 今、再びの…「悪魔城ドラキュラ（SFC）」（2025年3月13日）
  - 有野の挑戦…『悪魔城ドラキュラ (SFC)』（前編）
  - たまに行くならこんなゲームコーナー…埼玉県越谷市・アミューズメントパークガーデン越谷
  - ミニコーナー…「クイズファミオネア」「仁義なき2Pプレイ」「占いゲームの館」
  - ゲーム特集（PCE編）…1989年
- 第396回 - #396 決着なるか…!?「悪魔城ドラキュラ（SFC）」（2025年3月27日）
  - 有野の挑戦…『悪魔城ドラキュラ (SFC)』（後編）○
  - たまに行くならこんなゲームコーナー…埼玉県越谷市・アミューズメントパークガーデン越谷
  - ミニコーナー…「月が綺麗でアイラブユー」「KACHO×FAMILY」
  - アイスのコーナー…放送400回記念400分生放送決定

## 第29シーズン（2025年4月24日 - ）
- 第397回 - #397 スーパー小学生「炎の闘球児 ドッジ弾平」（2025年4月24日）
  - 有野の挑戦…『炎の闘球児 ドッジ弾平（SFC版）』○
  - たまに行くならこんな遊園地…千葉県野田市・もりのゆうえんち
  - chocoGAME…『マリオオープンゴルフ』
  - ゲーム特集（MD編）…1990年
- 第398回 - #398 シン「新・忍伝」（2025年5月8日）
  - 有野の挑戦…『新・忍伝』（前編）
  - たまに行くならこんな遊園地…千葉県野田市・もりのゆうえんち（後編）
  - chocoGAME…『ディグダグ』
  - ゲーム特集（PCE編）…1989年
- 第399回 - #399 続「新・忍伝」（2025年5月22日）
  - 有野の挑戦…『新・忍伝』（後編）○
  - たまに行くならこんな銭湯…東京都多摩市・永山健康ランド 竹取の湯
  - chocoGAME…『サイドポケット（SFC版）』
  - GCCXNEWS…4月に行われた応援上映イベント
- 第400回 - #400 君は藤田?私はC.W.「愛戦士ニコル」（2025年6月19日）
  - 有野の挑戦…『愛戦士ニコル』○
  - たまに行くならこんな銭湯…東京都多摩市・永山健康ランド 竹取の湯（後編）
  - chocoGAME…『イー・アル・カンフー』
  - ゲーム特集（MD編）…1990年
- 第401回 - #401 むかしむかし…「亀の恩返し ウラシマ伝説」（2025年7月10日）
  - 有野の挑戦…『亀の恩返し〜ウラシマ伝説〜』×
  - chocoGAME…『燃えろ!!プロ野球』
  - ゲーム特集（PCE編）…1989年
- 第402回 - #402 豪華客船で何が…!?「ECHO NIGHT」（2025年7月24日）
  - 有野の挑戦…『ECHO NIGHT』○
  - アイスのコーナー…DVD-BOX 22 特典映像『モンスターハンター』の発表
- 第403回 - #403 マイクを使って…「ピカチュウげんきでちゅう」（2025年8月21日）
  - 有野の挑戦…『ピカチュウげんきでちゅう』
  - chocoGAME…『????』
  - GCCXNEWS…7月開催のゲームセンターCX シンフォニー2025の様子

## 特別番組一覧
フジテレビワンツーネクストで放送された特別番組を記述する。なお、毎年の定番となっている年跨ぎの15分放送は、完全な1回のみの放送で再放送されたことは無い。
| 通番 | 放映日         | サブタイトル                                                                  |
| ---- | -------------- | ----------------------------------------------------------------------------- |
| SP1  | 2007年12月24日 | 史上初!生放送で挑戦!聖夜のリベンジスペシャル!                                 |
| SP2  | 2008年12月29日 | 特別編 年末だからゲームを語ろう!2008 完全版                                   |
| SP3  | 2009年4月12日  | 生放送スペシャル 有野の「たけしの挑戦状」に挑戦                               |
| なし | 2009年8月29日  | 24時間テレビ 有野課長が○○を救う!?                                             |
| なし | 2010年2月4日   | 特別編 年末だからゲームを語ろう!2009 完全版                                   |
| なし | 2010年12月31日 | 大みそかだよ!有野課長!〜8年間の軌跡…今夜はコントローラーを握らない!?〜        |
| SP6  | 2011年10月6日  | in U.S.A. 〜有野課長ロサンゼルスへ行く〜                                      |
| SP4  | 2011年12月31日 | 有野課長の史上最も地味な年越し                                                |
| SP5  | 2012年2月24日  | 生放送スペシャル 有野30代最後の生挑戦!                                        |
| SP8  | 2012年10月5日  | in ASIA 〜目指せカンボジア代表!〜                                             |
| SP7  | 2012年12月31日 | 2012をふりかえる…たった10分で。                                               |
| SP9  | 2013年7月18日  | ファミコン30周年生挑戦スペシャル                                              |
| SP10 | 2013年7月19日  | フジテレビワンツーネクスト開局15周年記念「ゲームセンターCX 地上波生挑戦」     |
| SP13 | 2013年10月14日 | in PARIS 〜有野課長ジャパンエキスポ参戦〜                                     |
| SP11 | 2013年12月31日 | 年またぎSP 10分で十分!?                                                       |
| SP12 | 2014年1月1日   | 有野の挑戦 in 武道館                                                          |
| SP14 | 2014年12月31日 | 2015年を15分で迎えよう                                                        |
| SP15 | 2015年5月17日  | スーパーマリオ30周年SPステージ ゲームセンターCX in ニコニコ超会議2015         |
| SP17 | 2015年7月18日  | in VIETNAM 〜ベトナムのゲーム事情 徹底調査&カジノにもリベンジしちゃうよ!SP〜  |
| SP16 | 2015年9月30日  | 「スーパーマリオメーカー」を遊ぶ編                                            |
| SP18 | 2015年12月12日 | 生放送直前SP                                                                  |
| SP19 | 2015年12月12日 | スーパーマリオメーカーに生挑戦SP 〜有野課長VS10000人のクリエーター〜          |
| SP20 | 2015年12月31日 | 年越しSP 今年のリベンジ、今年のうちに                                         |
| SP21 | 2016年4月9日   | 有野課長にGAME ON!                                                            |
| SP22 | 2016年5月24日  | 特別篇 ポケットモンスター赤・緑 #1                                            |
| SP23 | 2016年6月23日  | 特別篇 ポケットモンスター赤・緑 #2                                            |
| #226 | 2016年7月3日   | in 四国 〜ゲームお遍路 88台めぐりの旅〜                                       |
| SP24 | 2016年8月8日   | 特別篇 ポケットモンスター赤・緑 #3                                            |
| SP25 | 2016年10月4日  | 特別篇 ポケットモンスター赤・緑 #4                                            |
| SP26 | 2016年11月11日 | 特別篇 ポケットモンスター赤・緑 #5                                            |
| SP27 | 2016年12月31日 | 年越しSP〜2017年を七福神と迎えよう〜                                          |
| #243 | 2017年7月20日  | on 太平洋 〜フェリーで有野課長が初挑戦!〜                                     |
| なし | 2017年11月18日 | バカリズムVS有野課長 世紀の一戦!                                              |
| SP28 | 2017年12月31日 | 年越しSP〜15年を振返ろう15分あればOK〜                                        |
| SP29 | 2018年10月21日 | 10.28幕張メッセ直前予習スペシャル #1 忍者龍剣伝                               |
| SP30 | 2018年10月21日 | 10.28幕張メッセ直前予習スペシャル #2 セプテントリオン                         |
| SP31 | 2018年10月21日 | 10.28幕張メッセ直前予習スペシャル #3 スーパーマリオブラザーズ2 メルヘンメイズ |
| SP32 | 2018年10月21日 | 10.28幕張メッセ直前予習スペシャル #4 魔獣王                                   |
| SP33 | 2018年10月21日 | 10.28幕張メッセ直前予習スペシャル #5 パンチアウト                             |
| SP34 | 2018年12月31日 | 年またぎSP おっさん3人年越しラブ♡                                             |
| なし | 2019年1月1日   | 15th感謝祭 有野の生挑戦 リベンジ七番勝負                                      |
| SP35 | 2019年3月31日  | 海外ヒストリー特別編〜そしてまだ見ぬ大陸へ〜                                  |
| SP36 | 2019年7月21日  | in Russia〜北の大地でシンフォニー〜                                           |
| SP37 | 2019年12月31日 | 糸井重里スペシャル                                                            |
| SP38 | 2019年12月31日 | おっさん3人ポツンと年越しタピオカGO                                           |
| SP39 | 2020年3月20日  | ゲームセンターCX mini                                                         |
| SP40 | 2020年3月28日  | おっさん3人生放送何やるかSP                                                   |
| SP41 | 2020年6月21日  | ゲームセンターCX300〜300回記念300分SP〜                                       |
| SP42 | 2020年12月31日 | 年越し15分 おっさん3人支離滅裂の刃で斬る!                                     |
| SP43 | 2021年12月31日 | 年越し15分 おっさん3人ウチは前からイカとゲームでやってまっせ                  |
| SP44 | 2022年12月31日 | おっさん3人ゲーム実況のトップガン祖でやってます                               |
| SP45 | 2023年3月27日  | 20周年だから20分だけ課長をホメる会 〜前期〜                                   |
| SP46 | 2023年3月27日  | 20周年だから20分だけ課長をホメる会 〜中期〜                                   |
| SP47 | 2023年3月27日  | 20周年だから20分だけ課長をホメる会 〜後期〜                                   |
| SP48 | 2023年12月31日 | 年越し15分 おっさん3人20周年頑張った! ウエルカム ドラゴンイヤ〜!!             |
| なし | 2024年1月1日   | 有野の挑戦 in さいたまスーパーアリーナ 20周年大感謝祭 CS特別版                |
| SP49 | 2024年12月31日 | 年越し15分 おっさん3人 もうええっしょ 年越し爺面師たち                        |
| SP50 | 2025年3月31日  | 400分生放送！大予習SP                                                         |
| SP51 | 2025年6月13日  | 放送400回記念 400分生放送                                                     |

## 地上波放送

### BONUS STAGE
DVD-BOXの宣伝番組として、主に年末に地上波で放送される。CS放送された内容を再編集したものだが、番組冒頭には有野が挨拶コメントする新撮カットが入る。主に発売直前のDVD-BOXの収録内容に因んだ挑戦が選ばれるが、DVD-BOXに収録しにくい挑戦が選ばれる事もある。「たまゲー」が流れる事も多いが、その際はCSで流れた挑戦回とは別の回の「たまゲー」が流れる事が多い。
主に関東地区で放送されるが、一部フジテレビ系地方局でも放送される事もある。関東地区では、当初「メディアの苗床」という深夜番組枠で不定期に放送されていた。また、ゲームのプロモーションや時間枠の都合等で特別版が放送されることもあり、2009年〜2010年はそちらが放送され、「BONUS STAGE」は放送されていない。通常1時間枠だが、「23」は1時間30分枠で放送された。2019年まではフジテレビONEの加入促進として夏にも（2005年は春も。2015年は放送なし）放送があったが、2020年からはDVD-BOXの発売に合わせて年末のみとなっている。
なお、下記の放送日はフジテレビで放送されたものに準じる。
- 第1回 - BONUS STAGE（2003年12月24日）
  - クリエーターインタビュー…西角友宏/さくまあきら/稲船敬二/広井王子/シブサワ・コウ
  - 有野の挑戦…『たけしの挑戦状』『スターフォース』
  - ゲーム特集…タイトー/ハドソン/カプコン/セガ/コーエー
- 第2回 - BONUS STAGE2（2004年6月8日）
  - クリエーターインタビュー…遠藤雅伸/岩谷徹/高塚新吾/中村光一/薗部博之/坂本賀勇
  - 有野の挑戦…『スーパーマリオブラザーズ2』
  - ゲーム特集…ナムコ/コナミ/チュンソフト/任天堂
- 第3回 - BONUS STAGE3（2004年12月4日）
  - 有野の挑戦…『アトランチスの謎』『魔界村』
  - ゲーム特集…ディスクシステム/ジャレコ/テクモ/セガ SGシリーズ（SG-1000・SG-1000II） マークIII
  - たまに行くならこんなゲームセンター…温泉ゲーム紀行〜箱根を訪ねて〜/大井町・阪急デイリーショッパーズ屋上
- 第4回 - BONUS STAGE4（2005年3月30日）
  - 有野の挑戦…『プリンス オブ ペルシャ』『スーパーマリオブラザーズ3』
  - たまに行くならこんなゲームセンター…酒々井・千葉鑑定団
- 第5回 - BONUS STAGE5（2005年7月8日）
  - 有野の挑戦…『カトちゃんケンちゃん』『ファミコンジャンプ』
  - たまに行くならこんなゲームセンター…小田原懐かし横丁
- 第6回 - BONUS STAGE6（2005年12月14日）
  - 有野の挑戦…『スーパーマリオワールド』
  - ゲーム特集…1986年1 - 5月
  - たまに行くならこんなゲームセンター…相模湖・にぎわいの広場
- 第7回 - BONUS STAGE7（2006年6月13日）
  - 有野の挑戦…『忍者龍剣伝』
  - たまに行くならこんなゲームセンター…恵比寿・Game in あそびば20
- 第8回 - BONUS STAGE8（2006年12月12日）
  - 有野の挑戦…『ストリートファイターII』
  - たまに行くならこんなゲームセンター…谷中・谷川文房具店
- 第9回 - BONUS STAGE9（2007年7月11日）
  - 有野の挑戦…『マイティボンジャック』
  - たまに行くならこんなゲームセンター…足立区・イシダ
- 第10回 - BONUS STAGE10（2007年12月18日）
  - 有野の挑戦…『スーパーマリオ64』
  - たまに行くならこんなゲームセンター…台東区・デンキヤホール
- 第11回 - BONUS STAGE11（2008年12月20日）
  - 有野の挑戦…『アウターワールド』
  - たまに行くならこんなゲームセンター…木更津・木更津セントラル/西東京市・杵屋すずき
  - 2008ゲームセンターCXニュース
- 第12回 - BONUS STAGE12（2011年8月19日）
  - 有野の挑戦…『ソニック・ザ・ヘッジホッグ』
- 第13回 - BONUS STAGE13（2011年12月2日）
  - 有野の挑戦…『ときめきメモリアル』
- 第14回 - BONUS STAGE14（2012年8月18日）
  - 有野の挑戦…『ゴルゴ13』
  - たまに行くならこんな駄菓子屋…江東区・大川商店
- 第15回 - BONUS STAGE15（2013年12月3日）
  - 有野の挑戦…『パラッパラッパー』
  - たまに行くならこんな駄菓子屋…神奈川県川崎市中原区・はらだや
- 第16回 - BONUS STAGE16（2014年7月6日）
  - 有野の挑戦…『幽☆遊☆白書 魔強統一戦』
  - たまに行くならこんなゲームセンター…足立区・たかさごや[注 8]
- 第17回 - BONUS STAGE17（2014年12月2日）
  - 有野の挑戦…『スーパーマリオランド』
  - たまに行くならこんな駄菓子屋さん…東京都足立区西新井本町4-1-3・コスモ
- 第18回 - BONUS STAGE18（2015年12月30日）
  - 有野の挑戦…『Dの食卓』
  - たまに行くならこんなゲームコーナー…秩父市・矢尾ゲームコロニー
- 第19回 - BONUS STAGE19（2016年8月22日）
  - 有野の挑戦…『美味しんぼ 究極のメニュー三本勝負』
  - たまに行くならこんな駄菓子屋さん…朝霞市・太陽堂
- 第20回 - BONUS STAGE20（2017年1月17日）
  - 有野の挑戦…『THE 功夫』
  - たまに行くならこんな駄菓子屋さん…静岡県熱海市・和田たばこ店
- 第21回 - BONUS STAGE21（2018年7月20日）
  - 有野の挑戦…『ドラゴンクエスト』
- 第22回 - BONUS STAGE22（2018年12月27日）
  - 有野の挑戦…『TAITO CHASE H.Q.』
- 第23回 - BONUS STAGE23（2019年7月27日）
  - 有野の挑戦…『パンチアウト!!』
  - たまに行くならこんな駄菓子屋さん…荒川区・いちせ商店
- 第24回 - BONUS STAGE24（2019年12月17日）
  - 有野の挑戦…『ときめきメモリアル』[注 9]
- 第25回 - BONUS STAGE25（2020年12月17日）
  - 有野の挑戦…『新・熱血硬派くにおたちの挽歌』
  - たまに行くならこんな中古タイヤ屋さん…神奈川県相模原市・中古タイヤ市場 相模原店
- 第26回 - BONUS STAGE26（2021年12月7日）
  - 有野の挑戦…『アクトレイザー』
- 第27回 - BONUS STAGE27（2022年11月19日）
  - 有野の挑戦…『ポケモンスナップ』
- 第28回 - BONUS STAGE28（2023年12月12日）
  - 有野の挑戦…『スーパーマリオランド2 6つの金貨』
- 第29回 - BONUS STAGE29（2024年12月11日）
  - 有野の挑戦…『つっぱり大相撲』[注 10]

### BONUS STAGE以外の特別編
フジテレビONE・TWO加入促進用、DVD-BOX・ゲームソフト宣伝番組として地上波で放送される番組。BONUS STAGEは1時間枠であるが、特別編は30分枠であることが多い。
- 君はゲームセンターCXを知っているか?（2007年11月13日）
  - フジテレビで2007年11月13日 3:15 - 3:45に放送された。
  - フジテレビ721加入促進用および、ニンテンドーDSソフト『ゲームセンターCX 有野の挑戦状』の宣伝としてドキュメンタリー風の紹介番組。
  - フルタイトルは「君はゲームセンターCXを知っているか?〜Do you know GCCX?〜」。
- たまに行くならこんなゲームセンターSP（2008年6月11日）
  - フジテレビで2008年6月11日 2:33 - 3:03に放送された。
  - 「たまゲー」の総集編である。OPとEDでは、隠れキャラとして阿部さんが登場していた（有野が他番組で獲得したパジェロについて、ラストで王様が触れるシーンも）。
  - 放送された「たまゲー」は、松戸の「ゲームイン メクマン」、千葉の「ゆにろーず横戸店」、大阪の「あうとばぁん」。
- ゲームセンターCX特別編 年末だからゲームを語ろう!2008（2008年12月16日）
  - フジテレビで2008年12月16日 1:10 - 2:10に、フジテレビ721では2009年1月31日と3月31日、フジテレビTWOでは12月29日に完全版（90分版）が放送された。
  - 『ディシディア ファイナルファンタジー』のプロモーションも兼ねており、ワンセグ放送では地上波のCM中、最新ゲーム紹介や業界人からのコメントも放送された。ゲストで山里亮太（南海キャンディーズ）、天野ひろゆき（キャイ〜ン）、井上聡（次長課長）、宮地真緒、歴史の紹介コーナーでは、アメリカザリガニが出演。
  - 懐かしのソフトを語ろう
  - 『魔界村』をプレイ
  - 2008年 話題のゲームを振り返る
  - 2008年 みんなのゲームニュース
  - 最南端ゲーム紀行（完全版では拡大版が放送）
  - 『ストリートファイターII』でゲーム対決
  - RPGの歴史
  - ファイナルファンタジーの歴史
  - 『ディシディア ファイナルファンタジー』PV（約5分版。このPVのラストシーンにて最後の参戦キャラ（ガブラス）が判明した）
  - アベ鍋を食べよう
- 今、ゲームセンターCXが熱い!（2009年2月18日）
  - フジテレビにて2009年2月18日 2:33 - 3:03に放送された。
  - 海外発売された『有野の挑戦状』のレポート、海外メディアの取材、最新作『有野の挑戦状2』がダイジェストで紹介された。
- ゲームセンターCX24時間生放送まであと14日緊急スペシャル!!（2009年8月17日）
  - フジテレビにて2009年8月17日 3:20 - 3:50に放送された。
  - フジテレビNEXT・TWOにて放送される24時間生放送に先立ち、有野課長が過去に生挑戦したもの（マイティボンジャック・カイの冒険）をプレイバックした。
- ゲームセンターCX特別編 年末だからゲームを語ろう!2009（2009年12月15日）
  - フジテレビにて2009年12月15日 1:55 - 2:25に、フジテレビNEXTで2月4日に完全版（60分）が放送された。
  - 『ファイナルファンタジーXIII』のプロモーションも兼ねて放送されている。ゲストで山里亮太、アメリカザリガニ、宮地真緒が出演。
  - 2009年 話題のゲームを振り返る
  - 2009年 みんなのゲームニュース
  - 2009年 ゲームセンターCXニュース
  - ファイナルファンタジーXIIIPV・お試しプレイ
  - 有野の挑戦 ベストバウト（完全版で放送）
  - PCエンジン版『ボンバーマン』で対戦（完全版で放送）
  - アベ鍋
- ゲームセンターCX24ラスト1時間見せますSP（2009年12月25日）
  - フジテレビにて2009年12月25日 3:05 - 4:05に放送。
  - レミングスの挑戦残り1時間の模様（ステージ28 - 30までの内容）を放送した。
- ゲームセンターCX衝撃映像24（2010年8月19日）
  - フジテレビにて2010年8月19日 2:10 - 2:40に放送。
  - 2010年8月27日に発売されるDVD「ゲームセンターCX24 -課長はレミングスを救う 2009夏-」にちなんで、これまでの挑戦の名場面24個を放送した。また、未放送分として、有野がリクエストしたバスツアーのプロレスのシーンが放送された。
- ゲームセンターCX〜地上波2010冬〜「スーパーマリオ25周年記念〜課長とマリオの歴史〜」（2010年12月9日）
  - フジテレビにて2010年12月9日 2:10 - 2:40に放送。
  - これまでに挑戦したマリオシリーズの模様がダイジェストで放送され、最後に『スーパーマリオブラザーズ』の3-1での無限増殖に再挑戦するが失敗したところで終了となった。また、DVD-BOX7の収録内容、TWOで放送される『年越し生放送!よゐこ祭り＜ゲームセンターCX × よゐこの企画案＞』の告知がされた。
- ゲームセンターCX スペシャルたまに行くならこんな“GAME ON”＜フジバラナイト FRI＞（2016年4月9日）
  - フジテレビにて2016年4月9日 2:25 - 2:55に放送。
  - 宣伝課長が「GAME ON」を視察。参照
  - 取り上げられたゲーム - コンピュータースペース／ポン／ルナーランダー／ベルセルク (Berzerk) ／バーチャファイター／スペースインベーダー／ハングオン／アフターバーナー／ストリートファイターII／ピットフォール／アランウェイク／インディ500／ダート3（Dirt 3）／テレビテニス／スーパーギャラクシアン／トゥームレイダース／鉄騎

## 出張スペシャル
2時間の拡大枠で海外を中心に様々な地域のゲームセンターやゲームショップなどを訪れる出張ロケスペシャル。CSフジテレビ以外の局で先行放送される事が多い。

### BSスカパー!特番
BSスカパー!開局記念としてアメリカロケの特別編を放送したのをはじめとして、日本以外での世界のゲーム事情などを調査するなど、インターナショナルな内容で構成。
なお後日フジテレビONEやNEXTでも再放送された。出張ロケのナレーションは鈴木麻里子が担当している。

#### ゲームセンターCX in U.S.A. 〜有野課長ロサンゼルスに行く〜（2011年10月6日）
- BSスカパー!にて2011年10月6日 22:00 - 24:00に放送[注 11]。
- フジテレビTWOでは2011年12月31日 18:00 - 20:00に放送。
- サンフランシスコ ゲーム博物館を探訪
- 有野の挑戦…『ROBOCOP』 ○
- サンフランシスコ 名所を観光
- サンフランシスコ 海の幸でランチタイム
- サンフランシスコ ゲームセンターを探訪
- カリフォルニア州郊外 ゲームショップを探訪
- ロサンゼルス コインランドリーでゲーム
- ロサンゼルス 番組のイベントを開催

#### ゲームセンターCX in ASIA 〜目指せカンボジア代表!〜（2012年10月5日）
- BSスカパー!とスカチャン5にて2012年10月5日 19:00 - 21:00に放送された。
- シェムリアップ ゲームセンターを探訪
- 有野の挑戦…『スーパーマリオカート』 ×
- 井上Dのガイドでカンボジア観光
  - 海の幸でランチタイム
  - シェムリアップ 昔ながらの遊園地を探訪
- 作家 岐部とプノンペン ゲームショップを探訪
- プノンペン ゲームセンターを探訪（カンボジアで人気NO.1のゲームセンター）
- ゲーム大会に参戦

#### ゲームセンターCX in Paris 〜有野課長ジャパンエキスポ参戦〜（2013年10月14日）
- BSスカパーとスカチャン5にて2013年10月14日 20:00 - 22:00に放送された。
- パリ郊外のゲームセンターを探訪
- ゲームショップを探訪（日本の秋葉原みたいな場所）
- 有野の挑戦…『マリオとワリオ』 ×
- フランスで開催されたJapan Expoに参戦
- また、本番組放送に先立ち、『「ゲームセンターCX」10周年記念特別企画』と題して、BSスカパー!で有野がセレクトした以下の10本を放送した（最後のパスワードの代わりにBSスカパー!特番告知を放送する以外はそのまま再放送される）。
- フジテレビONEでの再放送（初回：2013年11月2日 12:00〜、11日にかけて再放送）では、BSスカパーとスカチャン5とは異なり、冒頭に有野課長が「番組放送10周年を記念して 有野課長が思い出の10作品をセレクト!」として、その回の見所の解説を行った後に再放送が行われた（番組表のタイトルが通常の再放送と表記が変わらない、番組ホームページでも告知が行われていない為、通常の連続再放送と区別が付かない編成になっていた）。
  - 第1回 - #98「パイロットウイングス」（2013年10月6日 12:00 - 13:00）
  - 第2回 - #112「最後の忍道」（2013年10月6日 13:00 - 14:00）
  - 第3回 - #116「バベルの塔」（2013年10月7日 12:00 - 13:00）
  - 第4回 - #131「天下のご意見番 水戸黄門」（2013年10月7日 13:00 - 14:00）
  - 第5回 - #135「アレックスキッドのミラクルワールド」（2013年10月8日 12:00 - 13:00）
  - 第6回 - #137「スーパーチャイニーズ」（2013年10月8日 13:00 - 14:00）
  - 第7回 - #151「夢見館の物語」（2013年10月9日 12:00 - 13:00）
  - 第8回 - #152「スーパーマリオヨッシーアイランド（前編）」（2013年10月9日 13:00 - 14:00）
  - 第9回 - #153「スーパーマリオヨッシーアイランド（後編）」（2013年10月10日 12:00 - 13:00）
  - 第10回 - #158「ファミリートレーナー ジョギングレース」（2013年10月10日 13:00 - 14:00）

#### ゲームセンターCX in VIETNAM 〜ベトナムのゲーム事情 徹底調査&カジノにもリベンジしちゃうよ!SP〜（2015年7月18日）
- BSスカパーにて2015年7月18日 22:30 - 24:30に放送された。
- フジテレビONEでは2015年11月23日 21:00 - 23:00に放送。
- プレイステーションで地元ゲーマーと対決
- 有野の挑戦…『イシターの復活』 ×
  - 『ケルナグール』の放送分と同じ状況で遠藤雅伸に電話。
- シーフードレストランで釣った魚でランチタイム
- パソコンゲームが遊べるゲームセンターに潜入
- 公園の健康器具でベトナム風エクササイズ
- ベトナムの家庭を訪問どんなゲームで遊ぶのか?
  - ベトナムの誕生日会でちびっこゲーマーと対決
- ホアンキエム湖でベトナム風早朝ダンス
- ハノイ動物園（ベトナム人気スポット）
- ピンコムセンター内のゲームセンター（ワールドゲームス）
- カジノに挑戦（#50 韓国出張回のリベンジとして）

### ひかりTV特番

#### ゲームセンターCX in 四国 〜ゲームお遍路 88台めぐりの旅〜（2016年7月3日）
- 2016年7月3日にひかりTVにて先行放送された[9][10]。
- フジテレビONEでは、2時間の拡大枠で#226として2016年10月14日 0:00 - 2:00に放送。
- 四国ロケのナレーターは鈴木麻里子。
- ゲームお遍路と題して四国のゲームセンターの88台のゲーム機をプレイ。
  - 愛媛県松山市衣山「BanBang衣山店」、道後温泉散歩、愛媛県松山市道後湯之町「射的屋キューピー」、高知県高知市比島町「プレイプラン」高知県高知市帯屋町「ひろめ市場」、高知県安芸郡芸西村「土左ロイヤルホテル」、高知県高知市桂浜「桂浜水族館」徳島県三好市山城町上名「大歩危小歩危」、徳島県阿波市土成町吉田原田市の一「コインスナック御所24」徳島県板野郡藍住町「メジャースポーツアイズミー」、「高松市立中央公園」、香川県高松市北浜町「雑貨屋ELEMENT」、香川県丸亀市綾歌町「ニューレオマワールド」
- 事前にNEWレオマワールドに集まるようにTwitterを通じて呼びかけていた。四国ロケの最終収録場所である。
- 有野の挑戦…『奇々怪界』（四国ロケで入手したビリビリするスマートフォンをロケに参加していない片山とたまたま来ていた東島にも使用している）。○
  - #225にて、未放送分の桂浜での徒競走の模様を放送、菅Pは、有野等にハンデを付けた上で走ったが最下位に終わっている。
  - #227・#228でも「たまに行くならこんなゲームセンター」のコーナーで、未放送分が放送された。

### その他の出張スペシャル
他チャンネルの先行放送はされず、CSフジテレビのみで放送。

#### ゲームセンターCX on 太平洋 〜フェリーで有野課長が初挑戦!〜（2017年7月20日）
- 2時間の拡大枠で#243として2017年7月20日に放送。挑戦部分以外のナレーションは既にフジテレビを退社しフリーになった武田裕子が担当した。
- なお、先行放送ではないがひかりテレビでも8月6日に4K放送された。
- これまでの出張スペシャルと異なり、名古屋発のフェリー船内での#10のマリオ3以来となる出張挑戦ロケとなった。
- フェリー内のゲームコーナーやフェリー乗船前に名古屋でもロケを敢行している。『犬山城下町 昭和横丁にある飲食店やゲームコーナー、神社、無料飲食スペース「昭和横町」』、『日本モンキーパーク』、岐阜県可児市にある『日本ゲーム博物館倉庫』ロケ。
- 仙台港には、350人のファンが集まって、有野課長と握手会。未放送部分では、有野、菅、松井、大須賀、府川、加賀、阿部の自己紹介などが行われた。
- 有野の挑戦…『忍者龍剣伝III 黄泉の方船』

#### ゲームセンターCX in Russia〜北の大地でシンフォニー〜（2019年7月21日）
in VIETNAM以来4年ぶりの海外出張。放送に先立ち、『海外ヒストリー特別編〜そしてまだ見ぬ大陸へ〜』と題した海外出張総集編が放送され、番組の最後にロシア出張の告知が行われた。
- 番組がモスクワ国際音楽堂で行われた日本のサブカルチャーを伝えるコンサートイベントに招待されロシア出張。
- ロケ部分ナレーションは通常回と同じ山中章子が担当。
- サンクトペテルブルクのアーケードゲーム博物館でソ連時代のアーケードゲームをプレイ。
- 遊園地で様々な遊具やゲームを体験。
- サンクトペテルブルクから夜行列車にてモスクワへ。
- コンサート会場でフルオーケストラに合わせて有野課長が『ソニック&ナックルズ』をプレイする様子を紹介。
- 有野の挑戦…『アイスクライマー』 ○

## 生放送スペシャル
主に過去にクリア出来なかったゲームを生放送で再挑戦（クリアできなかったステージからスタート）し、放送時間内にクリアを目指す。時間内に挑戦成功しない可能性がある場合、放送時間を拡大して後の番組を放送休止し延長することもある。放送時間帯は通常放送の深夜とは異なり、ゴールデンタイム・プライムタイムで放送される場合が多い。放送開始時の番組オープニング前に何かトラブルが起こり、「V行って! V!」と言いVTRを流すという演出がお決まりで恒例になっている。2013年7月18日放送回によると、ディレクターの藤本達也が毎回やりたがっているとのこと。

### ゲームセンターCX 生放送SP（2007年12月24日 - 25日）
フルタイトルは「ゲームセンターCX 生放送SP!ゲームセンターCX史上初!生放送で挑戦!聖夜のリベンジスペシャル!」（2007年12月24日 20:00 - 25日 5:00に生放送）。9時間の拡大版。当初は24日の23:00までの放送だったが、ゲームをクリアできないことを考慮してあらかじめ放送枠を9時間まで延長出来るようになっていた。延長の影響で「THE ALFEE」、「アイドリング」ライブ配信が中止になる。ゲームセンターCX初の生放送で有野の挑戦の模様を放送。挑戦ソフトは無期延期となっていた『カイの冒険』。この生放送の直前に過去2回挑戦したもの（#54・55）を放送した。#54の最後には元AP東島による2分間の挑戦1時間前の直前風景のレポートが生放送された。午前1時15分頃から1時40分頃まで大人の事情でエンディングが見せられない『スペランカー』の挑戦となった。ちなみに、この日はe2の無料開放デーであったため、非加入でも視聴することができた。なお、放送日は平日だがクリスマスの時期でかつ学校に通う子供達が冬休みという時期なので長時間の放送が可能となった。
- 有野の挑戦…『カイの冒険』 ○（挑戦時間7時間20分）（第7・8シーズンのと合わせると 計37時間30分）
- 有野の挑戦…『スペランカー』
- 幻のたまゲー…川崎・GAME PIA 砂子店（元AD高橋佐知が出演している）
- たまゲーベストセレクション…木更津・木更津国際アーケードゲーム市場 K-GAME
- たまゲーベストセレクション…恵比寿・Game in あそびば20
- GCCX 2007 表とウラの10大ニュース
- お台場中継
- TELコーナー 元AD高橋佐知、遠藤雅伸
- FAX紹介（FAXで有野課長への応援や攻略のメッセージを募集して、番組の放送中の随時に岐部が確認しながら紹介していく）濱口優から送られてきたFAX紹介など
- アベナベ（もつ鍋）
- バンダイナムコホールディングス、石川祝男社長からのお寿司の差し入れ紹介 バンダイナムコ伊藤麻矢。
- 番組からのお知らせ（CM）

なお、上記コーナータイトルは放送時のホワイトボード記載そのままである。

### ゲームセンターCX 生放送SP 3時間ダイジェスト版（2008年2月2日）
上記の生放送SPを3時間に編集したダイジェスト版。2008年2月2日 18:00 - 21:00に放送。

### ゲームセンターCX 生放送スペシャル（2009年4月12日）
フルタイトルは「ゲームセンターCX 生放送スペシャル 有野の「たけしの挑戦状」に挑戦」。2009年4月12日 18:00 - 20:00に生放送。2時間の拡大版。フジテレビNEXT開局記念および第11シーズンスタート記念に行われた、番組史上2度目の生放送。挑戦ソフトは番組第1回でクリアした『たけしの挑戦状』。当初は19:57までの放送予定だったが、スタッフの交渉により3分延長された（2009年4月29日の再放送時はこれに対応するため、番組の途中を3分カットしている）。
- 有野の挑戦…『たけしの挑戦状』 ○（挑戦時間2時間）
- ゲームセンターCX 全体会議…放送時間中に視聴者からFAXで送られた意見・要望について話し合う
- FAX紹介、南海キャンディーズ・山里亮太のFAXなど
- 番組からのお知らせ（CM）
- バンダイナムコ石川祝男社長お寿司差し入れ。バンダイナムコ伊藤麻矢

### ゲームセンターCX 生放送スペシャル 完全版（2009年6月13日 - 14日）
フルタイトルは「第11シーズンスタート記念 ゲームセンターCX 放送スペシャル 有野の「たけしの挑戦状」に挑戦 完全版」。2009年6月13日 22:00 - 14日 0:30に放送。上記生放送SPに、オープニングと生放送終了後の収録分約37分を加えた完全版。

### ゲームセンターCX 24時間生放送スペシャル（2009年8月29日 - 30日）
フルタイトルは「ゲームセンターCX 24時間テレビ 有野課長が○○を救う!?」。2009年8月29日 23:00 - 30日 23:00に生放送。番組史上3度目の生放送であり、CS放送のレギュラー番組では異例の当番組過去最長の24時間の拡大版である。挑戦ソフトは、以前Trickyモードでクリアした『レミングス』。今回はTrickyモードより難しいTaxingモードの全30ステージに挑んだ。地上波の日本テレビでほぼ同時間帯に生放送されていた『24時間テレビ 「愛は地球を救う」』に対抗する形で生放送された。なお、番組のオープニングでは有野が同局で毎年1回放送されている『FNS27時間テレビ』ではたくさんのスタッフが集まっているのに対して、この番組の24時間スペシャルではスタッフが少ないことに寂しさを吐露していた。また、再放送を除き、本放送ではこれまで放送されることがなかった朝・昼といった日中の時間帯にはそれぞれ史上初の放送となった。
- 放送直前SP…前AP東島がスタッフ等を紹介する30分番組。
- 有野の挑戦…『レミングス』 ○（挑戦時間18時間12分） （第11シーズンと合わせると計33時間42分）
- レミングス攻略講座（難易度高いステージの解説、ビデオ 江本（3の倍数のステージは中山）と伊藤が出演）
- アベビデオ（（1:07）、AP中山の家で調理した料理の作り方、（12:40）、築地の買出し）
- （3:30）キベストバウト（構成作家岐部のお気に入りの「有野の挑戦」をランキング形式で10個発表）

10位〜#46「ロックマン」#33「ボナンザブラザーズ」#48「アウターワールド」#39「マイティボンジャック」 #25「殿様の野望」
5位〜#54「カイの冒険」#29「忍者龍剣伝」#13「ときめきメモリアル」10回「スーパーマリオブラザーズ2」#1「アトランチスの謎」
- （8:45）アベストバウト（カメラ阿部お気に入りの『ゆうゆのクイズでGO!GO!』クイズ作家日髙大介出演 未公開VTRを公開）

直前番組によるとワタナベストバウトも用意されていたようだが未放送。
- （9:30）（僕の頭の中の消しゴム（構成作家作家酒井の消しゴムコレクション 聞き手：菅P）
- ゲームセンター看板娘（日本全国のゲームセンターの看板娘）

キーワード ありのついにれみんぐすをすくいだせた
- 衝撃のOP伝説（前回の生放送スペシャルOPでのAP中山の失態）
- （5:00）井上の挑戦（AP中山とのプロレスゲーム対決、レフリーAD江本、『テクモ 激闘プロレス 闘魂伝説』、新日本プロレスの練習場を貸切）
- （7:00）早朝演芸（松竹芸能の若手芸人によるゲームを題材にしたコント）

兼島ダンシング、ジャパニウム、だいなお、ほうらい、アンダーライン、カノン
- （15:20）東島真一郎のたまゲー（たまゲイ）演出：瓜生夏美 共演：谷澤宗明、須田祐一郎

ロケ地：茨城県鹿島郡神栖町「ファンタジーランド」、千葉県銚子市潮見町地先「銚子マリーナ海水浴場」、千葉県銚子市犬吠埼「グランドホテル磯屋」（2012年4月2日から営業を停止、2012年4月20日閉館）
- 有野課長応援ソングプロジェクトVTR テーマソング作成ビデオ（AP中山が歌う「ラストコンティニュー」）
- 未公開ビデオ（韓国ロケのバスの中でのクイズ大会）
- ゲストコメント

#19妙法湯のんびり温泉 篠田恒男、#16相模湖にぎわいの広場 小澤英子、元D笹野大司、元AD高橋佐知、元AD鶴岡丈志、オダギリジョー、宮地真緒、出川哲朗
めちゃイケP中嶋優一、中山が電話 カーヤン（16）、タイトー西角友宏、毎日放送よゐこ部P岸本孝博、濱口優等
- 差し入れタイム

（2:50）安田大サーカス、（9:20）アイドリング!!!、（21:00）高橋名人、花井なお
（19:00）バンダイナムコ伊藤麻矢、など（1:00台、13:00台、15:00台）ゲームメーカーの広報等からの差し入れ
- （15:10〜17:00）有野仮眠タイム

### ゲームセンターCX 生放送スペシャル（2012年2月24日 - 25日）
フルタイトルは「ゲームセンターCX 生放送スペシャル 有野課長30代最後の生挑戦!」。2012年2月24日 18:00 - 25日 6:00に生放送。12時間の拡大版。当初は25日 2:00までの放送で、菅プロデューサーは「今回は延長しない」と公言していたが、延長した。
パイロットウイングスに挑戦した。予定では30代のうちにクリアをし、残り2時間は誕生パーティの予定だったが、延長してもクリアできなかった。この回は2010年大晦日年越し生放送と同じく初代D笹野、元AD高橋佐知以外の歴代AD登場（前AP中山はOPに登場し、元AD鶴岡はプレゼントとして登場）。
反省会にて菅Pから、当面の間生放送は行わないと発表された。
- 初代AP東島による事前放送（最後に番組クレジットを書いたスケッチブックを持った菅Pが登場して終了）
- 有野の挑戦…#98『パイロットウイングス』で、時間切れで失敗に終わったタイトルの再挑戦。×（挑戦時間12時間）
- FAX紹介（イマつぶでも、携帯とパソコンで投稿できたが、パソコンでないと見られなかった）
- 応援VTR：（18:30頃）堀井雄二、（19:50頃）（星のカービィシリーズ）桜井政博、（TKO）木本武宏、（アメリカザリガニ）平井善之、千秋
- 応援電話：（0:00頃）（南海キャンディーズ）山里亮太
- 有野課長へのプレゼント紹介（40歳にちなんで、プレゼントが40個用意されていた）
  - 時間の関係で、一部のプレゼントは紹介だけとなった（VTRが用意されていた物もあったが流せなかった）。
  - 堀井雄二からもらったスライムのぬいぐるみや家族からもらった似顔絵は現在も飾ってあるらしく、よゐこチャンネルで有野の自室から放送された際に確認できる。
  - 菅Pからは1回だけ使える命令権（生放送中に使用）
  - 有野が希望していた髭剃りは後日放送された反省会にてプレゼントされた。
  - アメリカにてイラストを貰ったニーナ・マツモトから40歳記念イラスト。
- （20:44）音効斎藤信之プレゼント：新曲『課長ファイター』披露（歌：AP石田希 コーラス：カーディガンズ（AD高橋純平、AD片山雄貴、AD伊東篤志）
- 元AD江本江本紘之と元AD伊藤茜によるパイロットウイングス攻略講座（2人共、ADを辞めている為、仕事終わりの深夜収録VTR）
- 阿部ピザ（博多の焼きラーメンを乗せたピザ）
- 午前0時、元AD鶴岡丈志「ももこちゃん恋唄」、AD江川友見「ケーキ」、バンダイナムコ石川祝男社長お寿司差し入れ。バンダイナムコ伊藤麻矢
- （19:55）たまゲーセレクション

### ゲームセンターCX 生放送スペシャル（2013年7月18日）
フルタイトルは「ゲームセンターCX ファミコン30周年生挑戦SP」。2013年7月18日 20:00 - 22:00に生放送。2時間の拡大版。ファミリーコンピュータ発売30周年・フジテレビワンツーネクスト開局15周年・『ゲームセンターCX』放送10周年を記念とした生放送。延長は無し。普段の生放送では、視聴者から攻略の情報や応援メッセージをFAXで募集しているが、今回は挑戦にWii Uを使用したこともあり、Wii Uの機能であるMiiverseを介してメッセージの募集を行った。メッセージ紹介は今までの生放送同様、番組構成作家の岐部が担当。
普段はWii Uや3DSで配信されている「有野の挑戦 特別編」の特別編として、『ロックマン2』に挑戦した。およそ8年前に挑戦失敗したワイリーステージ5からのスタート。8体ボスとの再戦（通称：ボスパレード）し、以前勝てなかったワイリーマシーン2号を撃破、そしてゲーム攻略が目標である。
- 桜井政博からもMiiverseでメッセージが送られた。
- 当然当時プレイした際に調べたボスの弱点は忘れてしまっていたため、プレイしながらボスの弱点を探るものの、有野が弱点と判断したものがいくつか間違っており、Miiverseからの正しい意見を半信半疑ながら試すという事が続き、菅PにMiiverseに全面的に従うことを約束させられた。
- ゲームの仕様上、ゲームオーバーになると一体目からやり直しとなるが、放送時間が短いため、一度倒したボスは倒したものとしてみなすルールが適用された。
- 後半は、Wii U版バーチャルコンソールの機能である『丸ごとバックアップ』でスタッフのMiiに保存されているセーブデータからロードしてプレイをしている。
- 2013年8月8日25:00に生中継終了後の様子を追加した完全版が放送された（それに伴い放送尺が10分長くなっている）。「有野の挑戦 特別編」ではこれを再編集したものが配信されている。

### ゲームセンターCX 地上波生放送スペシャル（2013年7月19日）
フルタイトルは「フジテレビワンツーネクスト開局15周年記念 ゲームセンターCX 地上波生挑戦」。2013年7月19日 2:20 - 3:50に地上波のフジテレビ（関東ローカル）にて生放送。1時間半の拡大版。ファミリーコンピュータ発売30周年・フジテレビワンツーネクスト開局15周年・『ゲームセンターCX』放送10周年を記念として史上初の地上波にて生挑戦を決行。なお、この日は前述のフジテレビONEの生挑戦、フジテレビONEの通常初回放送、地上波生挑戦の3本立てとなる。
- 番組放送前のフルタイトルは「ゲームセンターCX 有野、地上波で生挑戦やるってよスペシャル」だった。
- フジテレビONEでは2013年7月19日 20:00 - 21:30にCM中の部分も含めた完全版として放送された。
- OP（有野とルイージ中山とのやり取り）
- 挑戦ソフト…『スーパーマリオブラザーズ』[注 16]（CM中はゲームを中断してFAXの紹介や雑談）
- FAXコーナー（尺が短いため、地上波CM中に紹介されたものもあった）
- カメラマン阿部作の夜食…博多焼きカレーラーメン〜キノコを添えて〜（キノコはマッシュルームをスーパーキノコに見立てている）
- 後ろのホワイトボードには、「有野課長が90分でクリアするための理想ルート」として、ワープを駆使したコースの順序が事前に書かれていた（下記参照）。
  - 1-1→1-2→ワープ→3-1→無限増殖→3-2→3-3→3-4→4-1→4-2→ワープ→8-1→8-2→8-3→8-4→悲願のエンディング

### ゲームセンターCX スーパーマリオメーカーに生挑戦スペシャル 有野 VS 10000人のクリエイター（2015年12月12日）
マリオメーカーに挑戦中に発表され、2015年12月12日 22:00 - 24:00に生放送。2時間の拡大版。約2年ぶりの生放送で、YouTube Liveとニコ生でも配信。ダイジェスト版では、放送終了後の反省会も収録されている。また、同日 19:55 - 20:00には生放送直前SPも放送された（フジテレビONE）。
- 初代AP東島による事前放送
- 挑戦ソフト…『スーパーマリオメーカー』
  - それぞれ1個のテーマに10コース振り分けられている12個のテーマ（下記参照）に沿った12コースに挑戦
  - コースは事前に一般視聴者から公募
  - 各テーマあたり10コースの中から1つを選択
  - クリアが難しいと判断した場合はチェンジも可能
  - コースの応募総数は10,457コース
- OP（帽子を探すルイージ中山と帽子を被って後ろにいる有野）
- クリアごとにマリオ松井が階段を登っていく。
- Twitterコーナー（過去の生放送スペシャルで恒例だったFAXをTwitterへ移植して番組公式のTwitterで有野課長への応援や攻略のメッセージを募集して、番組の放送中の随時に岐部がパソコンで確認しながら紹介していく）

挑戦コース一覧
| 順番 | テーマ                      | 内容                                                         | 備考（成功・チェンジ）             |
| ---- | --------------------------- | ------------------------------------------------------------ | ---------------------------------- |
| 1    | いいね! 100以上コース       | 「いいね!」を100以上獲得している人気コース                   | 2つ目のコースで成功。1回チェンジ。 |
| 2    | 海外の職人コース            | 世界各国から送られた外国人制作によるコース                   | 2つ目のコースで成功。1回チェンジ。 |
| 3    | 接待コース                  | プレイしていて気持ちが良い（簡単な）コース                   | 1つ目のコースで成功。              |
| 4    | 有野課長 キャラマリオコース | 11月配信の「有野課長 キャラマリオ」が登場するコース          | 3つ目のコースで成功。2回チェンジ。 |
| 5    | タイトルが気になるコース    | 少し変わったタイトルが付いたコース                           | 3つ目のコースで成功。2回チェンジ。 |
| 6    | 難関!クリア率 10%以下コース | クリア率が非常に低い難関（難しい）コース                     | 3つ目のコースで成功。2回チェンジ。 |
| 7    | 一休み! 全自動コース        | 無操作でクリアできるコース                                   | 1つ目のコースで成功。              |
| 8    | 謎解きコース                | 頭を使いながらひらめきで謎を解かなければクリアできないコース | 1つ目のコースで成功。              |
| 9    | 強制スクロールコース        | 画面が強制的に移動するコース                                 | 1つ目のコースで成功。              |
| 10   | 超ショートコース            | ゴールが目の前にある非常に短いコース                         | 3つ目のコースで成功。2回チェンジ。 |
| 11   | 超接待コース                | プレイしていてさらに気持ちが良い（非常に簡単な）コース       | 1つ目のコースで成功。              |
| 12   | 超難関! クッパコース        | クッパが登場するコース                                       | 1つ目のコースで成功。              |

### ゲームセンターCX mini（2020年3月20日放送）
「ニンテンドークラシックミニ ファミリーコンピュータ」をきっかけに発売されている各社ミニシリーズをプレイする放送。CSフジテレビの人気番組がリレー形式で生放送する特番「春のONEナイトカーニバル」内での放送であり、2時間枠内のミニサイズの生放送にちなんでミニシリーズが選ばれた。スタジオは『オールナイトe!』という菅Pがナレーションを担当するお色気ゲーム番組の収録部屋を借りており、ガラス張りの床下からも撮影ができるようになっている（床下から大須賀がカンペを出しているところが映された）。
また、事前にツイッターでミニシリーズに収録されているゲームソフトの思い出話を募集。一部が番組中に紹介された。
- ミニ挑戦 ミニファミコン「スーパーマリオ3」：3-2の竜巻直前の中断ポイントからジャンプで竜巻に乗ってクリアに挑戦
- ミニ挑戦 ミニスーパーファミコン「パネルでポン」：AD小林が断念したステージ6-5のクリアに挑戦（途中で断念し代わりに3-5のクリアを目指す事になった）
- ミニ繋がりで番組の歴代ミニコーナー（全31コーナー）を振り返る企画
- ネオジオミニ「ザ・キング・オブ・ファイターズ'98」：元AD中山と対戦（最終戦で中山が龍虎乱舞に失敗し有野の山崎に敗北した）
- ミニ挑戦 PCエンジンミニ「最後の忍道」（海外版）：かつて挑戦でクリアした際に見せたラスボス前のナイスな落ち再現に挑戦
- PCエンジンミニ「ボンバーマン'94」：有野・岐部・中山・東島で4人対戦（3戦し、中山以外の3人がそれぞれ1勝した為中山のみが敗者となった）

「ボンバーマン'94」の対戦終了後、番組終了までの僅かな残り時間「パネルでポン」の3-5をプレイしながら番組終了となった。

### ゲームセンターCX放送300回記念生放送スペシャル（2020年6月21日）
第23シーズンの最終回にて発表され、2020年6月21日 18:00 - 23:00に生放送。5時間の拡大版。番組放送300回を記念して300分（5時間）の拡大版。事前番組では約7年ぶりに生放送を決行とされているが、実際は、2015年12月以来の約5年ぶりの生放送である。
なお放送に先立ち、2020年3月28日に「おっさん3人生放送何やるかスペシャル」と題して、これまでの生放送を振り返ったり、何のソフトに挑戦するかについて話し合う30分番組が放送された。
- 挑戦ソフト「ナッツ&ミルク」、「パネルでポン」
  - 放送300回記念で「原点回帰」という事でファミコン黎明期のソフトである「ナッツ&ミルク」に挑戦。後にDVDに収録。
  - 過去の生放送では、放送時間を延長してクリア、生放送終了ギリギリでクリア、放送を延長して挑戦失敗などの結果があったが、今回は、生放送史上初の最短クリア（放送時間を大幅に余らせてのクリア）を果たした。
  - 上述の通り、生放送史上最短クリアを果たした為、急遽ではあるが、生放送では初のダブルヘッダーを敢行。前回の生放送である「ゲームセンターCX mini」のリベンジということで「パネルでポン」のリベンジを行い、岐部と広報・小川のサポートで4-4までクリアした。
- OP（元AP中山が登場し、有野がボードの後ろから登場し結婚したことを問われる）
- twitterコーナー（今回もFAXではなくtwitterで応援コメントを応募した）

生放送では恒例の東島リポーターの事前番組も予定されていたが、急遽放送時間が変更になった為中止となっている。

### ゲームセンターCX放送400回記念生放送スペシャル（2025年6月13日）
第28シーズンの最終回にて発表され、2025年6月13日 24:00 - 30:40（6月14日未明 0:00 - 6:40）に生放送。400分（6時間40分）の拡大版。また、FODで同時間に生放送。さらに、地上波のフジテレビでも2:15 - 3:45に同時生放送。300回記念生放送以来の約5年ぶりの生放送
なお放送に先立ち、2025年3月31日に「400分生放送!大予習SP」と題して、300回記念生放送の大反省会、挑戦ソフトの対策を話し合う30分番組が放送された。
- 挑戦ソフト「パンチアウト」
  - ゲスト　元スタッフの江本、鶴岡、フジテレビアナウンサーの上中勇樹
    - 鶴岡は、応援歌として『ファイナルラウンド』と『暁には』という新曲を用意してきたが、時間尺が足りず、お蔵入りとなってしまったが、公式チャンネルで公開されたドキュメント内で披露されている。

  - さいたまスーパーアリーナでの20周年イベントにて鬼門となっていたソーダ・ポピンスキーを倒し、このイベントにて残りを倒していく予定（マイク・タイソンと戦う通常版と異なり、スーパー・マッチョマンまで倒せばクリアーとなる）。
  - 有野のサポート役として、放送日までロケハンをしていた戻し隊が結成され、ソフトは予備で4本用意された。
    - 戻し隊のメンバーはAD寺本（Tera.Moto.Revolution）、D小林、AD八重樫、AD青木

  - 有野曰く、時間が余れば「パネルでポン」のリベンジを行う予定だった。
  - オープニング　レフュリー江本とのやり取り
  - 夜食コーナー
    - 事前放送では冷やし中華をリクエストしていたが、今回はチャンピオンにちなんで阿部チャンポンを提供（有野曰く、ウスターソースをかけると洋風味に）

  - 1戦目　ボールド・ブル
    - フィニッシュブローで攻撃しないとダウンが取れず、ブルチャージのカウンターでダウンを取り、90分かけて撃破

  - 2戦目　ドン・フラメンコ
    - 判定勝ち狙いの持久戦を行い。地上波放送中に勝利し見せ場を作った。

  - 3戦目　Mr.サンドマン
    - SFC版「スーパーパンチアウト」でも勝てなかった対戦相手でもあり、放送時間の半分以上をかける事になったが、放送終了間際にTKO勝ちとなった。

  - 4戦目　スーパー・マッチョマン
    - 放送時間終了間際だったため、初戦プレイだけして終了。

  - エンディング　お手製スタッフロール
    - 今回は、AIの全自動で扇風機を回したが、結局手動で行っている。

## ニンテンドー特別編（インターネット配信）
Wiiの「みんなのニンテンドーチャンネル」およびニンテンドー3DSとWii Uの「ニンテンドーeショップ」および「Nintendo Direct」でプロモーションとして不定期で配信されていたが、2023年3月のニンテンドーeショップサービス終了に伴い全て配信終了した。なお、YouTubeチャンネル「Nintendo 公式チャンネル」で一部配信されていたものは2020年6月にDXを除き全て配信終了している。また、メトロイド ドレッドの発売を前に2022年8月『スーパーメトロイド』挑戦回が任天堂公式サイトにて期間限定で再配信された（現在は終了）。

### ゲームセンターCX番外編『ロックマン9 野望の復活!!』
『ロックマン9 野望の復活!!』に挑戦し、コンクリートマンを倒した所まで放送された。ディレクターはAP飯田とD浦川が務める。浦川はディレクターデビューで、浦川がディレクターを務めた後半にD浦川本人も出演する。
- Vol.1（2008年9月24日、9分36秒）
- Vol.2（2008年10月1日、8分50秒）

### ゲームセンターCX バーチャルコンソール
バーチャルコンソールで配信されているゲームに挑戦。一部を除き、挑戦時間は5時間と決められている。
- Vol.1（2009年4月8日、14分54秒）

複数のゲームをお試しプレイ。プレイソフトは『妖怪道中記』・『忍者じゃじゃ丸くん』・『ザ・スーパー忍』・『改造町人シュビビンマン』・『アレックスキッドのミラクルワールド』・『ゴールデンアックス』・『すーぱーぐっすんおよよ』。
- Vol.2（2009年4月15日、14分6秒）

『スターフォース（アーケード）』ラリオス5万点ボーナス（第1シーズン#5と同様）に挑戦。アーケード基板もお試しプレイ。
- Vol.3（2009年5月14日、15分15秒）

『くにおくんの時代劇だよ全員集合（ファミコン）』に挑戦。挑戦時間は5時間。
- Vol.4（2009年6月17日、14分52秒）

『スプラッターハウス（アーケード）』挑戦時間5時間でジェニファーを探し出す事に挑戦。
- Vol.5（2009年7月1日、14分49秒）

『VOLFIED（PCエンジン）』99.9%クリアに挑戦。2010年の年越しよゐこSP第1部でも放送された。
- Vol.6（2009年7月22日、14分44秒）

『スーパーマリオカート（スーパーファミコン）』タイムアタックにて、マリオサーキット1の任天堂公認目標タイム1分3秒68を切る事に挑戦。2010年の年越しよゐこSP第1部でも放送された。
- Vol.7（2009年11月11日、20分01秒）
- Vol.8（2009年11月25日、20分01秒）
- Vol.9（2009年12月2日、23分33秒）

『スーパーマリオブラザーズ3（ファミコン）』5時間でエンディング画面を出す事に挑戦。『New スーパーマリオブラザーズ Wii』の宣伝を兼ねる。
- Vol.10（2010年4月28日、20分09秒）
- Vol.11（2010年5月6日、20分21秒）
- Vol.12（2010年5月12日、19分16秒）

『スーパーメトロイド（スーパーファミコン）』ゲーム内時間の3時間でクリアし、サムスが最も変化するエンディング画面を出現させることに挑戦。『メトロイド アザーエム』の宣伝を兼ねる。
- Vol.13（2010年7月7日、25分30秒）

『ファイアーエムブレム 紋章の謎（スーパーファミコン）』仲間を1人も失わずに第2部の第2章クリアに挑戦。
- Vol.14（2011年7月6日、25分26秒）

ちょこっと3D『スターフォックス64（NINTENDO64）』惑星フィチナのスターウルフ全滅に挑戦。
- Vol.15（2012年2月22日、32分25秒）

3DSバーチャルコンソールをお試しプレイ。『ドンキーコング』のステージ1クリアに挑戦。

### ゲームセンターCX 有野の挑戦3D
- Vol.1（2011年6月7日、17分04秒）

『3Dクラシックス エキサイトバイク』番組が指定した3つの目的達成に挑戦。
- Vol.2（2011年6月15日、15分02秒）

『3Dクラシックス ゼビウス』アンドアジェネシスの撃破と2本のスペシャルフラッグのスペシャルボーナス獲得に挑戦。
- 番外編 01分25秒

Vol.1とVol.2でカットされた3D遊びのシーンを公開（シャボン玉やポンプ式のカエルのおもちゃなど）。

### ゲームセンターCX ニンテンドー特別編
- 2012年6月22日、20分01秒

『星のカービィ 20周年スペシャルコレクション』収録の『星のカービィスーパーデラックス』〜格闘王への道〜5時間で10体撃破に挑戦。
- 番外編 2012年7月11日、06分29秒

『星のカービィ 20周年スペシャルコレクション』収録の『もっとチャレンジステージ』のSTAGE1「ソードチャレンジ」でゴールドメダル獲得に挑戦。

### 社長が課長に訊く
- 2012年10月26日、14分44秒

任天堂社長 岩田聡がゲストで出演して、ゲームセンターCX 課長の有野と対談した。
この対談は、岩田がゲームを手掛けた多くの人にインタビューする企画「社長が訊く」の一環として行われ、Nintendo Directの直後に配信開始された。
対談では、岩田が自身がゲーム業界を目指したきっかけや有野が『ゲームセンターCX』が始まったきっかけなどをお互いに明かしていた。
後半、岩田が手掛けた『バルーンファイト』のバルーントリップで連続20回風船をわり、オレンジの風船を出現させることに有野と岩田の2人で挑戦した。

### ゲームセンターCX 有野の挑戦HD
「ファミコン生誕30周年記念 Wii Uバーチャルコンソール体験キャンペーン」の連動企画としてシリーズで公開開始。有野はWii U GamePadでプレイする。
- Vol.1（2013年1月24日 18分14秒）
  - 『バルーンファイト』（ファミリーコンピュータ）

Wii Uバーチャルコンソール版『バルーンファイト』の、バルーントリップで風船を連続で20回割った後、更に連続20回風船を割り、赤色の風船を出現させることを目指す。
挑戦で使用したWii Uのユーザー名は「かん」になっており、Miiも菅Pをモデルにしていたため「課長ちゃうやん」と突っ込んでいた。また、プレイ中のWii U Game Padの画面をAD松井が覗き込んでいたため「テレビの方見て」と言っていた。
- Vol.2（2013年2月20日  前編24分37秒、後編20分38秒）
  - 『ファイアーエムブレム 紋章の謎』（スーパーファミコン）

Wii Uバーチャルコンソール版『ファイアーエムブレム 紋章の謎』の第1部「暗黒竜と光の剣」の、第1章から3章までを仲間を1人も失わずクリアを目指す。前編と後編の2部構成で公開。
- Vol.3（2013年3月20日  34分37秒）
  - 『MOTHER2 ギーグの逆襲』（スーパーファミコン）

Wii Uバーチャルコンソール版『MOTHER2 ギーグの逆襲』の、序盤のジャイアントステップにある「おまえだけのばしょ」を訪れ、「おとのいしに」にメロディを記録するのを目指す。有野は本作を、ウインドウタイプ「ナッツ」、主人公「かちょう」、女の子「うけつけ」、ともだち「しゃいん」、もうひとりのともだち「バイト」、ペット「CEO」、すきなこんだて「すのもの」、カッコイイとおもうもの「いちりんしゃ」と入力してプレイを開始。これにちなんでプレイ中にはADの松村から酢の物の差し入れが入った。

### ゲームセンターCX 有野の挑戦
番組内容は、通常の『ゲームセンターCX』と同様で、「有野の挑戦」が行われている。
ゲームセンターCX 「ファミコンリミックス」編
- （2013年12月18日、34分00秒）
  - 3人の子供たちを対戦相手として迎え『ファミコンリミックス』（Wii U）を使い課長と5番勝負を行った。

ゲームセンターCX 「ファミコンリミックス1+2」編
- 「前編」[13]（2014年4月15日、16分51秒）
- 「後編」[14]（2014年4月22日、17分21秒）
  - 『ファミコンリミックス1+2』（Wii U）に挑戦。「前編」ではお試しプレイ、「後編」ではミッションに挑戦した。

ゲームセンターCX 「スーパーマリオメーカー」編
- 「コース制作篇」[15]（2015年5月16日、29分31秒）
- 「遊ぶ篇」[16]（2015年9月30日、37分8秒）
  - 『スーパーマリオメーカー』（Wii U）に挑戦。約4ヶ月の期間を空けた二部構成で配信。「コース制作篇」では有野が初めてコース作りに挑戦した。「アリノメーカー」「帰ってきた、アリノメーカー」「新!アリノメーカー!!」というコースタイトルの合計3つのコースを制作して、下記の『スーパーマリオ30周年SPステージ ゲームセンターCX in ニコニコ超会議2015』（2015年5月17日放送）に出演したゲストに挑戦してもらった。なお、この有野が制作した3つのコースは『スーパーマリオメーカー』の「イベントコース」で配信されている。「遊ぶ篇」では逆に有野が世界中で配信されているコースに挑戦した。
  - 「遊ぶ篇」の最後に、同年12月12日の生放送の告知が行われた。
- 「キャラマリオ編」[17]（2015年9月30日、3分24秒）

ゲームセンターCX ポケモン20周年
- フジテレビONEでも放送された。
- 進行具合はTwitter「ありかちょポケモン図鑑」でも近況が随時更新されている。
- 6月25日に開催されたホビーフェアの交換会でポケモン交換を行った模様。
- Vol.1[18]（2016年5月24日、32分20秒）
  - 今回は、ポケットモンスターシリーズが20周年を迎えた記念として、『ポケットモンスター 赤・緑』（ゲームボーイ）に挑戦。有野は緑を選択し、サポート役の松井は赤を選択した。
  - さらに、今回のミッションは上記のエンディングを見ることではなく、ポケットモンスターシリーズ最新作『ポケットモンスター サン・ムーン』（ニンテンドー3DS、2016年11月18日発売）の発売までにポケットモンスターシリーズ初代『ポケットモンスター 赤・緑』の全ポケモン151匹をコンプリートすることである。手書きの捕獲リストには選挙の当確方式で赤い花を付けていく。
  - この回時点での捕獲ポケモンの数は15匹。このペースだとコンプリートは厳しいと判断したため、プライベートや自宅などで宿題として有野はポケモンの捕獲を番組から依頼された。その進行状況は企画終了までの約半年間Twitterで随時更新された。
- Vol.2[19]（2016年6月23日、36分55秒）
  - 今回も、引き続き『ポケットモンスター 赤・緑』に挑戦。前回15匹+宿題16匹の合計31匹を捕獲した時点から再開した。
  - さらに、今回の目標はポケモン50匹捕獲で挑戦が開始された。結果は、42匹捕獲でこの回は終了した。
- Vol.3[20]（2016年8月8日、36分5秒）
  - 今回も、引き続き『ポケットモンスター 赤・緑』に挑戦。前回47匹+宿題11匹の合計58匹を捕獲した時点から再開した。収録は、『Pokémon GO』（スマホゲームアプリ）が配信されたばかりの7月22日に収録が行われた。
  - この回では、序盤に6月25日に幕張メッセで行われた『次世代ワールドホビーフェア'16 Summer』で子供達からポケモンを交換する模様（主に通信ケーブルを活用しないと入手できない二者択一タイプのポケモンや御三家の残り2匹等）をダイジェストで放送された。
    - このイベントで有野はシャワーズを手に入れ、手持ちのイーブイをブースターに、『ニャニャニャ! ネコマリオタイム』第70回の放送分でサンダースを手に入れたことで、イーブイ進化枠を3匹揃えている。

  - 本編では、サファリゾーンでポケモンや伝説のポケモンを捕獲したり、松井と初のポケモンバトルで勝利し『ポケットモンスター 赤』でしかゲットできないポケモンを交換し、通信交換でないと進化できないポケモンの捕獲をした。
  - この回時点での捕獲ポケモンの数は75匹であり、ほぼ半数であった。
- Vol.4[21]（2016年10月4日、34分55秒）
  - 今回も、引き続き『ポケットモンスター 赤・緑』に挑戦。前回76匹+宿題25匹の合計101匹を捕獲した時点から再開した。
  - この回では、チャンピオンロードへ進んで伝説のポケモンのファイヤーを捕獲して、ポケモンリーグの四天王・チャンピオンを倒して、殿堂入りを果たしエンディングに達成した。また、殿堂入り後はスロットでピカチュウとポリゴンを捕獲した。
  - この回時点での捕獲ポケモンの数は108匹となった。
  - この収録が行われたのが9月5日で、その後9月10日に『リンカーン芸人大運動会2016』（TBS）の収録でリレー競技で転倒し左鎖骨骨折で入院した。
- ダイジェスト版（5分で振り返る）[22]（2016年11月8日、4分59秒）
  - 最終回（Vo.5）公開直前として、Vo.1〜4の総集編を5分間のダイジェスト版で一挙に振り返った。
- Vo.5（最終回）[23]（2016年11月11日、41分39秒）
  - この回をもって最終回となった。
  - 最初にふたご島でフリーザーとタッツーを捕獲して、その後プテラとプリンを捕獲し、Vol.2終わりで育て屋に預けていたニャースをペルシアンに進化させるなど、既に捕獲していたポケモンを進化させることで新たにギャラドス・カブトプス・ピジョットを捕獲した。その時点で149匹となり、ミュウツーとミュウの残り2匹となった。その後、ミュウの生みの親であるゲームフリークの森本茂樹がゲストで出演して、ミュウはストーリーを進ませても捕獲できないことを告げられ、森本とのポケモンバトルで勝利し交換でミュウを捕獲した。最後に、ハナダのどうくつでミュウツーをハイパーボール1個で捕獲して、全ポケモン151匹の捕獲でき挑戦は達成した。
  - 森本茂樹との対談では、ミュウの誕生秘話も明かされた。
  - 最終回に伴って、11月11日 20:00 - 20:42に、YouTube Liveとニコ生で配信された（配信された動画は生放送ではなく事前に収録されたもの）。

### ゲームセンターDX
有野の相方であるよゐこの濱口優がエグゼクティブ・ディレクターを務め、発売前の最新ゲームをプロモーション。有野がやっている『ゲームセンターCX』が主にレトロゲームに挑戦しているのに対し、こちらはデラックスに最新ゲームに挑むという面を強調。服装も有野の作業着に対して今風なおしゃれ系にしており、肩書きも「エグゼクティブ ディレクター 濱口優」としている。助っ人には、『ゲームセンターCX』で初代ADを務めた東島真一郎がチーフオブザーバー、浦川瞬がシニアアドバイザーとして濱口をサポート。Vol.2では、元AP中山と作家岐部が協力プレイに参加している。Vol.1〜Vol.3ではバックの背景にフジテレビ本社が見える部屋で収録していたが、Vol.4では同じ建物ではあるが場所が逆の真向かいの部屋へ変更された。Vol.6では再び、バックの背景にフジテレビ本社が見える部屋へ変更された。また、元チーフオブザーバーの東島が不在の為、Vol.2に登場した元AP中山がナカヤーマ博士として登場した。YouTubeチャンネル「Nintendo 公式チャンネル」にて、不定期で随時配信された。ちなみに、『ゲームセンターDX』の「DX」は、“デラックス”と読むのではなく“ディーエックス”と読む。なお、有野は『ゲームセンターCX』を“本家”と呼び、『ゲームセンターDX』を“分家”と呼んでいる。
- Vol.1[24]（2015年7月7日、35分26秒）
  - 『ヨッシー ウールワールド』（Wii U）
- Vol.2[25]（2015年10月13日、30分38秒）
  - 『ゼルダの伝説 トライフォース3銃士』（ニンテンドー3DS）
- Vol.3[26]（2016年1月19日、34分07秒）
  - 『マリオテニス ウルトラスマッシュ』（Wii U）
- Vol.4[27]（2016年4月20日、35分29秒）
  - 『スターフォックス ゼロ』（Wii U）
- Vol.5[28]（2016年10月23日、40分12秒）
  - 『ゼルダの伝説 ブレス オブ ザ ワイルド』（Wii U）
- Vol.6[29]（2016年12月1日、38分59秒）
  - 『ポケットモンスター サン・ムーン』（ニンテンドー3DS）
  - この回では、『ゲームセンターDX』では初のお題が番組から提示されて、ノーマル・ほのお・みず・でんき・くさ・こおり・エスパー・かくとう・どく・じめん・ひこう・むし・いわ・ゴースト・ドラゴン・あく・はがね・フェアリーの「全18タイプのポケモンを捕獲すること」である。
  - Vol.1として配信された。
- Vol.7[30]（2016年12月29日、37分46秒）
  - 『ポケットモンスター サン・ムーン』（ニンテンドー3DS）
  - この回では、引き続き『ポケットモンスター サン・ムーン』では引き続き、「全18タイプのポケモンを捕獲すること」である。クリア後、ナカヤーマ博士の大試練としてシルエットのポケモンを捕獲する挑戦が行われた。
  - Vol.2として配信された。
- Vol.8[31]（2017年10月12日、34分44秒）
  - 『スーパーマリオ オデッセイ』（Nintendo Switch）
  - 最初にお試しプレイをして、パワームーンの獲得をゲットしたら今回のアシスト役のナカヤーマ博士が土管から出てきて、今回のお題である16個のパワームーンの獲得が行われる。さらにアシスト役のナカヤーマ博士の依頼でInstagramで高い女子力を発揮している濱口のため、スナップショットモードでの写真撮影を頼む指示も出される。

## 携帯サイト
ゲームセンターCX公式の携帯サイトでオリジナルの動画が配信されていた。2021年3月31日をもってサービス終了。
2022年以降は20周年も兼ねてYouTubeにて公式チャンネルを発足し、過去の有野の挑戦の放送やコメンタリー番組を配信している。
有野の挑戦で使用されている音源はDVDや現在の放送で使用されているBGMに差し替えられている。

### 第12.5シーズン
#16まで配信。#1・2のみ会員・非会員関係なく無料配信中。
- 企画会議（#1 - 2）
- 社員旅行レポート（#3 - 7、12 - 13）
- たいした回答はできませんが…（#8 - 11、14 - 16）

### 第13.5シーズン
#9まで配信。
- たいした回答はできませんが…

### 課長とプロデューサー
第14シーズン放送後の反省会をアニメで再現されている。

## その他の番外編

### ゲームセンターCX 42時間スペシャル（2009年12月29日 - 30日）
フジテレビTWOにて2009年12月29日 6:00 - 30日 23:00に放送。昨年放送したゲームセンターCX特別編。年末だからゲームを語ろう2008の完全版と、第11シーズンと第12シーズン（風来のシレンまで）と、今年の夏に行われた24時間生放送（最後に反省会を放送する）が放送された（シーズン11の24時間ドキュメントは24時間生放送の後に放送）。

### 大晦日12時間ぶち抜き!! ゲームセンターCX×よゐこの企画案 年越し生放送 よゐこ祭り（2010年12月31日 - 2011年1月1日）
フジテレビTWOにて2010年12月31日 18:00 - 2011年1月1日 6:00に放送。2部構成となっている。
第1部（2010年12月31日 18:00 - 23:00）は当番組が生放送された。5時間の拡大版。
第2部（2010年12月31日 23:00 - 2011年1月1日 6:00）は『よゐこの企画案』が生放送された。
- 第1部 ゲームセンターCX 大みそかだよ! 有野課長! 〜8年間の軌跡…今夜はコントローラーを握らない!?〜（2010年12月31日 18:00 - 23:00[注 20]）
  - 今回は生挑戦は行わなかった。また菅Pも『ジャニーズカウントダウンライブ』の中継Dのため開始早々に出て行ってしまったため、生ナレーションもなかった。
  - 有野課長はゲームが上手いのか?下手なのか? 5時間生総選挙（放送時間内に視聴者からFAXを募り、ゲームが上手いか下手かを決め、上手いのほうの票数が上回った[注 21]）
  - ピカデリーサーカス（コナミのコインゲーム『ピカデリーサーカス』を、コインが120枚出るまで初代AP東島がプレイ、映像がうまく録れなかったので2度当たりを出す。2011年収録分から挑戦部屋にこの筐体が置かれている）
  - 阿部カメラマンの年越しうどん（食品衛生士資格を取得したカメラマン阿部が蕎麦アレルギーの為うどん。かしわ飯付き）
  - 桑田佳祐とラストコンティニュー（裏番組の『NHK紅白歌合戦』に桑田佳祐が出ると同時に、前AP中山が「ラストコンティニュー」を歌う予定だったのだが、放送時間内に桑田が出演しなかった為、EDで岐部と交代して歌う）
  - 有野課長はゲームが上手いのか?下手なのか? 徹底討論（仮免D井上が「上手い」側、構成岐部が「下手」側にまわり、過去の挑戦のVTRを基に議論をした。罰ゲームラストコンテニュー熱唱）
  - ゲーム音楽のキーボード演奏（『スペランカー』、『アトランチスの謎』、『魔界村』、『ドラゴンクエスト』等[注 22]）
  - AD高橋のひじ企画（ひじに、みかんが入ったカゴをぶら下げ、AD高橋のひじの強さを証明）
  - たまゲー 大掃除企画（過去8年間の「たまに行くならこんなゲームセンター」で取った景品（有野が持ち帰らずに溜まった分）を、いるかいらないか仕分けした。そのうちキン肉マンの黄金のマスクマグネットは濱口に、その他有野がいらないとした物は視聴者へ贈られる事となった）
  - みんなのニンテンドーチャンネルで配信されている挑戦のうち2つ（『スーパーマリオカート』と『VOLFIED』）を放送した。
  - 有野課長が番組にゆかりのある人物へ生電話（桜井政博、遠藤雅伸、カーヤン、山里亮太に電話で有野がゲームがうまいか下手かを質問）
  - ものまね対決 有野VS仮免D井上VS前AP中山（ジャッジは初代Pの松井）
  - 挑戦ソフトを生ロケハン（AD片山が生ロケハンし、有野が14シーズンの最終回で挑戦するソフトが、『バベルの塔』に決定した。挑戦候補に挙がっていたギミック、メタルストームもシーズン15にて挑戦）
  - やらず嫌い王決定戦（当時に同局で放送されていたバラエティ番組『とんねるずのみなさんのおかげでした』の人気コーナー「食わず嫌い王決定戦」のパロディとして行われた。それぞれやり尽くしているゲームソフト4本と一度もやったことがないゲームソフト1本の計5本を選び、ゲームの概要・ストーリー・魅力・ゲームをやった感想・思い出などを話して、お互いの一度もやったことがないゲームソフトを当てるコーナー。有野と岐部が対決した。結果は岐部が勝利した。それぞれ大好きなゲームソフトとして選択されたのは有野『サイドポケット』、『ファミコンウォーズ』、『ベースボール』、『ファミリーサーキット』、『ダブルドラゴン』、岐部『SDガンダム外伝 ナイトガンダム物語』、『大工の源さん』、『水戸黄門』、『星のカービィ』、『ヨッシーのたまご』。それぞれ一度もやったことがないゲームソフトは有野『ファミコンウォーズ』、岐部『SDガンダム外伝 ナイトガンダム物語』だった[注 23]）。
  - 菅プロデューサーのガンツスーツ姿（菅Pが趣味ではじめたサイクリング時の黒ずくめバイクスーツ姿の写真2枚を紹介）
  - 夢競馬 有野記念（スーパーポテトで購入した、5本の『ダービースタリオンII』に入っていた前のオーナーのデータで、どれが1位か予想して競うコーナー。1番ミトコンドリア（松井P）、2番ラリロレル（有野）、3番モリモリレディ（江本）、4番ビクトリアタクヤ（東島）、5番テッカマキ（鶴岡）。有野は2位でセーフ、東島のヴィクトリアタクヤが最下位、罰ゲームで元AD渡邊のタイツを被る）
  - 有野の挑戦 コーナータイトル74連発（シーズン2からの有野のコラージュカット）
  - 有野の挑戦 プレイバック（シーズン1からのダイジェスト映像、一部ゲーム画面カット）
- 第2部 よゐこの企画案 年越しスペシャル（2010年12月31日 23:00 - 2011年1月1日 6:00）
  - 内容の詳細は『よゐこの企画案』ページ内→リンク

### ゲームセンターCX 有野課長の史上最も地味な年越し（2011年12月31日 - 2012年1月1日）
フジテレビTWOにて2011年12月31日 23:55 - 2012年1月1日 0:05に放送。なお、生放送ではなく収録（撮って出し）である。
- 過去最短の10分の放送で、番組のメインコーナーである有野がさまざまなゲームに挑戦する「有野の挑戦」は行わなかった。
  - 有野課長、カメラマン阿部、D藤本による2011年を振り返る座談会。
  - 2012年になる一分前から、D井上がカウントダウンの数字が手書き記載されている紙をばら撒いてのカウントダウン。
  - 有野が40歳になる前日に「有野30代 最後の生挑戦」という生放送番組予定を発表（2012年2月24日18時より、24時またぎ8時間生放送予定）。

### ゲームセンターCX 2012をふりかえる…たった10分で。（2012年12月31日）
フジテレビONEにて2012年12月31日 22:50 - 23:00に放送。
- 2011年大晦日の「ゲームセンターCX 有野課長の史上最も地味な年越し」と同様、過去最短の10分の放送で、番組のメインコーナーである有野がさまざまなゲームに挑戦する「有野の挑戦」は行わなかった。
  - 有野課長、カメラマン阿部、D藤本による2012年を振り返る座談会。
  - 重大発表（ガスコイン・カンパニーの引っ越し）

### ゲームセンターCX 年またぎSP 10分で十分!?（2013年12月31日 - 2014年1月1日）
フジテレビONEにて2013年12月31日 23:55 - 24:05に放送。
- 3年連続となる10分間の年越し番組。
  - 有野課長、カメラマン阿部、D藤本による2013年を振り返る座談会。
  - 重大発表（課長ハローキティの発売、番組コラボカフェの発表）

### 有野の挑戦 in 武道館（2014年1月1日）
フジテレビONEにて2014年1月1日 0:05 - 2:05に放送。2時間の拡大版。
- 2013年11月5日に日本武道館で行われたイベントの模様を放送。
- なお、前述の年またぎSPと本番組、2013年のBSスカパー特番と過去の番組の再放送を合わせて12月31日12:00から1月1日14:00まで26時間ゲームセンターCXの一挙放送となる。
- 過去に挑戦したソフトに再挑戦
- スタッフによる歌謡ショー
  - 魔界村クリア時：ももこちゃん恋唄（6代目AD鶴岡）
  - スーパーマリオブラザーズクリア時：サヨナラゲーム（D渡邊）
  - ダービースタリオンクリア時：ラストコンティニュー（7代目AD中山）
  - エンディング：課長ファイター（AP石田）

再挑戦ソフト一覧
| 再挑戦ソフト                  | ミッション                                                       | 結果      |
| ----------------------------- | ---------------------------------------------------------------- | --------- |
| パンチアウト!!                | ソーダ・ポピンスキーを10機で倒せ                                 | ×         |
| 魔界村                        | レッドアリーマーを3機で倒せ                                      | ○         |
| スーパーマリオブラザーズ      | 生放送中に時間切れでクリアできなかった8-4を10機でクリアせよ      | ○ [注 24] |
| ベスト競馬 ダービースタリオン | 騎手おがわさんをブドウカンバに騎乗させて日本ダービーを制覇せよ   | ○         |
| ストリートファイターII        | ダルシムを使用して元マネージャー野田（ブランカ）と再戦し勝利せよ | × [注 25] |

### ゲームセンターCX 2015年を15分で迎えよう（2014年12月31日 - 2015年1月1日）
フジテレビONEにて2014年12月31日 23:55 - 24:10に放送。
- 4年連続となる年越し番組だが、5分延びて15分となった。
  - 有野課長、カメラマン阿部、D藤本による2014年を振り返る座談会。
  - 年越し時、振り返れば奴がいたのコーナーの備品の2万円のクラッカーを仕様。
  - 重大発表（アドベンチャーブックイベントの発表、海外出張するかも）
  - 番組最後に新しい靴がプレゼントされた。

### スーパーマリオ30周年SPステージ ゲームセンターCX in ニコニコ超会議2015（2015年5月17日）
フジテレビONEにて2015年5月17日 22:00 - 22:45に放送。
- 2015年4月25日・26日に幕張メッセで行われたニコニコ超会議で行われたイベントの模様を放送。
  - 前半では通常の「有野の挑戦」として、『Dance Dance Revolution』のコントローラー（イベントでは『Dance Dance Revolution with MARIO』付属のコントローラー）を使用して『スーパーマリオブラザーズ』を挑戦した。いわゆる「足マリオ」で『スーパーマリオブラザーズ』の1-1に挑戦した。また、足マリオので知られるゲーム実況者のP-Pが一日助っ人ADとしてとして登場した。
  - 後半では2015年9月にWii U用ソフトとして発売予定（当時）の『スーパーマリオメーカー』で有野が作ったコースにゲーム実況者のP-Pとキヨ（最終兵器俺達）、KADOKAWA・DWANGO会長の川上量生、マリオの生みの親の宮本茂の4人がそれぞれ挑戦。なお、こちらでは有野が制作したコースに挑戦するということで「有野の挑戦」ではなく「有野からの挑戦」として行われた。さらに、上記4人が挑戦した3つのコースは後に配信され、全てクリアするとご褒美として、?キノコで変身できるキャラマリオに有野課長が追加される。

### ゲームセンターCX 年越しSP〜今年のリベンジ、今年のうちに〜（2015年12月31日 - 2016年1月1日）
フジテレビONEにて2015年12月31日 23:55 - 24:10に放送。
- 今回は、有野課長、カメラマン阿部、D藤本による座談会は行われず、同年12月3日放送分の「有野の挑戦」でクリア寸前で終了となった『リンクの冒険』に挑戦。
  - 生放送ではないが、15分のノーカット放送（同年12月12日の生放送に引き続き、放送終了前にギリギリクリア）。

### ゲームセンターCX 年越しSP〜2017年を七福神で迎えよう〜（2016年12月31日 - 2017年1月1日）
フジテレビONEにて2016年12月31日 23:55 - 24:10に放送。
- この年は有野課長、カメラマン阿部、D藤本による座談会を交えて、四国SPで挑戦したPCエンジン「奇々怪界」のグッドエンディングを目指し、最終ステージのリベンジを行った。結果は残機を使い果たして挑戦失敗。

### Tokyo E-sports Festival「バカリズムVS有野課長 世紀の一戦!」（2017年11月18日）
『ゲームセンターCX』が『いいすぽ!』とコラボし実現した。フジテレビONEにて2017年11月18日 17:00 - 18:00に放送。
お互いの番組を代表し有野課長といいすぽ!MCのバカリズムが芸能界最強ゲーマーをかけて激突。
フジテレビ本社の1F屋内ステージで観覧者のいる中、行われた対決の模様が生放送された。

### ゲームセンターCX 年越しSP〜15年を振返ろう15分あればOK〜（2017年12月31日 - 2018年1月1日）
フジテレビONEにて2017年12月31日 23:55 - 24:10に放送。
- 毎年恒例となった年越しミニ番組。今回は番組15年目突入を記念し、15年間を振り返った。スタッフから集めた15年の思い出をもとに、有野課長、カメラマン阿部、演出藤本の3人が総括・反省し、2018年に向けて番組の目標などを、脱線しつつもゆる〜く語り合った。
  - カメラ阿部の思い出：「ゲームセンターCXinカンボジア」、片道8時間の車内で怖い話をしていたら、浦川のエロ怖い話でムラムラしてしまった。
  - VE府川の思い出：#57「ビックリマンワールド」で、府川が鶴岡のワイヤレスマイクの電池交換したタイミングで鶴岡がコンテニュー失敗した事から、自分が悪かったと思い後日収録に丸坊主にして行ったが、誰にも気にされず、VE須田に「もうそういうことはしなくていい」と言われ恥ずかしかった事。
  - AD渡の思い出：#232「人間兵器デッドフォックス」の時、ゲーム中の展開の如くボードを回転ドアに見立て渡がボードの裏から登場する演出の為に、ホワイトボードの裏でずっと待っていた事。なおその際P菅から出すといわれた「カラクリ手当」はまだ貰ってないとの事。
  - AD福富ミカンの思い出：#250「ドラゴンクエスト」で居眠りしてしまった事。
  - D井上の思い出：ゲームセンターCXの映画が地元福岡県久留米市の映画館で最速で観客0を記録。
  - CA難波の思い出：2016年「ゲームセンターCXin四国」ロケで二日酔い。ちなみに2017年のin太平洋のロケでは、飲み過ぎてAP土屋の部屋の風呂で寝ていたとの事。
  - VE須田の思い出：スーパーマリオワールドのカセットの端子をドライバーでガシガシした事
  - 岐部の思い出：ゲームセンターCX第1回収録の際、ロケバスでずっと寝ていた有野はテンションが低く、菅のリテイクにも拘らず地味な進行だった為、有野さんで本当に大丈夫かなと思った事など。

### ゲームセンターCX 年またぎSP おっさん3人年越しラブ♡（2018年12月31日 - 2019年1月1日）
フジテレビONEにて2018年12月31日 23:55 - 24:10に放送。
- タイトルは2018年に流行ったテレビ朝日系列のドラマのパロディになっていて、有野課長、カメラマン阿部、演出藤本の3人が番組の1年を振り返った。また、2019年4月29日に開催される「有野の挑戦」15年の歴史をゲーム音楽演奏で振り返るイベント『ゲームセンターCXシンフォニー』と、カードゲーム化の告知が行われた。

### ゲームセンターCX 15th 感謝祭 有野の生挑戦 リベンジ七番勝負（2019年1月1日）
フジテレビONEにて2019年1月1日 0:05 - 3:05に放送。3時間の拡大版。
- 2018年10月28日に千葉・幕張メッセ国際展示場4〜6ホールで行われたイベントの模様を放送。
- 前回同様歌謡ショーも行われ、ボンバーマンの前に鶴岡による「ももこちゃん恋唄」、「ラストコンテニュー」「さよならゲーム」の後に休憩を挟んで新曲「剣を抜け」を歌い、最後にエンディングに「課長ファイター」を歌っている。テレビ本編ではカットされたが、ドキュメントの方で放送された。
- ナレーション用の仮設部屋が設置された。
- 生挑戦の前日の土曜日の27日、前日物販販売会（13時〜17時）、岐部昌幸「ゲームセンターCX 作家岐部の挑戦」のサイン本お渡し会が行われた。
- 会場は有野課長のプレイを観戦するスペース（4、5ホール）と物販&フードコーナー（6ホール）に分かれていた。
- 過去に挑戦したソフトに再挑戦

再挑戦ソフト一覧
| 再挑戦ソフト              | ミッション                                 | 登場スタッフ                     | 結果      |
| ------------------------- | ------------------------------------------ | -------------------------------- | --------- |
| パンチアウト!!            | ソーダ・ポピンスキーを倒せ                 | 江本                             | ×         |
| 忍者龍剣伝                | 邪鬼王（邪神）を倒せ                       | 東島、笹野、浦川                 | ○         |
| セプテントリオン          | 生存者と共にボイラー室を突破せよ           |                                  | ○ [注 27] |
| ボンバーマン              | スタッフとのバトルロイヤル対決             | 阿部、岐部、鶴岡、福富ミカン     | × [注 28] |
| 魔獣王                    | 魔物と化したイリアを倒せ                   | 加賀                             | ○ [注 29] |
| スーパーマリオブラザーズ2 | 8-2をクリアーせよ                          | 松井（マリオ）、中山（ルイージ） | ○         |
| メルヘンメイズ            | 闇の女王を倒せ                             | 片山、高橋純平、伊東、渡         | ○         |
| パンチアウト!!            | ソーダ・ポピンスキーとのアンコール・マッチ |                                  | ×         |

### ゲームセンターKBX（キーベックス）（2021年3月28日）
フジテレビONEにて2021年3月28日 20:00 - 21:00に放送。
構成作家、岐部昌幸が主役のスピンオフ番組。今回は、『Nintendo Switch』を使用したゲームに挑戦しているが、番組ではハード発売から20年後まで使用できないため20年後にタイムスリップしたという形でプレイを行っている。本編はシーズン25の『ゼルダの伝説』の収録の前後の合間に収録している（収録後に有野が家で使用するディスクシステムを持ち帰っている）。
- 「作家岐部がやりたかった10の企画」を有野課長にプレゼン
- ゲーム紹介…『Return of the Obra Dinn』『Cave story+』

### ゲームセンターKBX（キーベックス）#2（2022年3月13日）
フジテレビONEにて2022年3月13日 23:00 - 24:00に放送。
タイムスリップによるゲーム挑戦は放送外で行っている。

### ゲームセンターCX有野の挑戦 in さいたまスーパーアリーナ 20周年大感謝祭（2024年1月1日）
フジテレビONEにて2024年1月1日 0:10 - 3:10に放送。3時間の拡大版。
- 2023年10月29日にさいたまスーパーアリーナで行われたイベントの模様を放送。
- 放送後のドキュメントにて、9日前に行われた有野の挑戦の収録で菅Pが体調不良で早退していた事が語られていたが、当日に復帰している。
- 観客席にはプレミアムアリーノシート・スーパーアリーノシートも用意。
- イベントの模様の前後では、イベント開始前と終了後のスタッフのやり取りがドキュメント形式で放送され、スタッフと歴代AD（18人出席）との2パターンで記念撮影が行われている。
- 前半と後半の合間に「あくせく」のライブが行われ、デビュー曲「ENDINGRATULATION」を披露している。
- オープニングセレモニーでは、ライブで使用されているトロッコを使用して有野が登場。
- イベント終了後に別途インタビューが放送され、菅Pから前回のイベントでスーパーマリオブラザーズ2の応援をしてくれた俳優の通称「ボンボンお兄さん」が観客席にいたことが語られている。
- 過去に挑戦したソフトに再挑戦

再挑戦ソフト一覧
| 再挑戦ソフト                    | ミッション                                 | 概要 | 結果      |
| ------------------------------- | ------------------------------------------ | --- | --------- |
| スターフォース                  | 合体前のラリオスを倒せ                     | オープニングマッチ、東島の挑戦                                                                                                | ○         |
| パンチアウト!!                  | ソーダ・ポピンスキーを倒せ                 | ソーダ・ポピンスキーとの4度目の対決                                                                                           | ○         |
| ロックマン2 〜Dr.ワイリーの謎〜 | クイックマンステージのビーム地帯を突破せよ | ノーマルの状態のためタイムストッパーは無し                                                                                    | ○         |
| 東京バス案内 今日から君も運転手 | 青梅夜コースをクリアーせよ                 | 挑戦前に、当時サポートをしてくれた東京都交通局自動車部の直井さんからメールメッセージが読まれている                            | ○         |
| ドラゴンズレア                  | 火吹き竜シンジを倒せ                       | シークレットソフト。ソフト公開前に第26シーズンミニコーナー『KACHO×FAMILY』に登場したAD後藤咲良扮するサーニャのPVが放送[注 30] | × [注 31] |
| 魂斗羅スピリッツ                | 天王鬼ギャバを倒せ                         | 頭脳生命体サールでのルーレットの目押しは楠田が担当                                                                            | ○ [注 32] |
| キャプテン翼                    | ノーコンテニューで東邦を倒せ               | イベントで再戦を行っているが全敗している× [注 33]                                                                             | ×         |
| スーパーマリオブラザーズ3       | 高速飛行船を突破せよ                       | サポート役として東島・笹野・浦川が登場                                                                                        | ○         |